# 斉木楠雄のΨ難
『斉木楠雄のΨ難』（さいきくすおのサイなん）は、麻生周一による日本の漫画。略称は「斉Ψ（さいさい）」で話数カウントは「第○χ（だい○カイ）」となっている。『週刊少年ジャンプ』（集英社）で 2011年22号から50号まで「超能力者斉木楠雄のΨ難」の題名で、7回の不定期掲載を経て、2012年24号から2018年13号まで連載された。超能力者の高校生・斉木楠雄を主人公とするギャグ漫画。
単行本7巻の初版は15万部。単行本のシリーズ累計発行部数は600万部を突破している。

## 作風
超能力者の高校生・斉木楠雄を主人公とするギャグ漫画。「Ψ」とは、超能力を表すギリシア文字で、本作品のサブタイトルや単行本のタイトルにも使われている（「超能力者のΨ難」など）。なお、本作品において「Ψ」は英語の発音に倣って「サイ」と読まれているが、一般に日本語では「プサイ」「プシー」などと表記される。
麻生は『新世紀アイドル伝説 彼方セブンチェンジ（彼方）』や『ぼくのわたしの勇者学（勇者学）』などギャグ漫画を中心に執筆していたが大ヒットにはならなかった。編集部の分析では作中で嫌われているなど読者の感情移入や共感を得られにくい主人公だったことが原因とされる。これらの経験を踏まえ、主人公がボケ役だった『彼方』や『勇者学』とは逆に、ツッコミ役が主人公の方が自由度が高く話を作りやすいと考え、本作品ではツッコミ役が主人公となっている。基本的に1話完結で、数話にわたるエピソードもある。主人公の斉木が狂言回し（語り手）を兼ね、第四の壁を破って読者にモノローグで語りかける形式を取り、稀にメタフィクションなセリフも発する。なお、斉木が直接言葉を発する描写はほぼ省略されている（コマの外で言葉を発して会話をしているという設定）。基本的には作中の時系列である2010年代の日本とほぼ同じ世界観である。しかし、物理学的な法則や人間の生物学的限界の一部は斉木の不可逆的なマインドコントロールによって修正されており、髪の毛の色が異常に多彩だったり、怪我の治りや建物の修復が異常に早いなどの点で異なる。
作中で存在している超能力者は斉木と相卜の2名のみで、他に超能力者が存在する描写はない。斉木の素性は最終巻までに、両親、兄、母方の祖父母、鳥束、相卜、明智の8人が把握する。なお、読切版（高校1年生）では、斉木が自分が超能力者であることを知っている人数は両親を含め片手で数えても足りると語っている。また、斉木が4歳のころには某国の諜報機関に自身が超能力者であることが露呈し拉致されたこともある。霊界では超能力者である斉木は有名で、彼の部屋に多数の幽霊が集まっている。
作中の年月日はほぼ『週刊少年ジャンプ』での掲載時期に合わせてあり、体育祭や正月など季節感あるエピソードが描かれる。ただし、斉木が日本最大の火山の噴火を止めるために毎年年度末に世界を復元能力で1年前の状態にリセットしているので登場人物たちの年齢・身長などは変わらず、斉木たちも高校2年生のままである。
『勇者学』『彼方』をはじめ、麻生周一による他作品の人物・店舗・ゲームなどがセルフパロディとして度々登場する。作者によると『斉木』は『勇者学』の約5年後の世界である（44χ時点）。『斉木』連載5周年記念（244χ）では、『勇者学』の鋼野剣らがゲスト出演し、漫画を乗っ取ろうとする。小説版では、本編より積極的にセルフパロディが行われる。
前述のように霊界や並行世界も存在する。
並行世界
起こりえた可能性の異世界（いわゆるパラレルワールド）。小説2巻では他の麻生作品も異世界として扱われる。
本作品では以下の平行世界が言及される。なお、本編最終話では斉木が過去を変えている。
犬を助けなかった世界
単行本7巻に登場。1χで斉木が犬を見殺しにし、それによって改心した世界。登場人物の地位は人気投票の票数の結果で左右される。
打ち切りになった世界
小説2巻に登場。斉木が燃堂をPK学園に在籍しないようにした結果、他の登場人物と交流を持つことがなくなり、僅か10話で打ち切りになった世界。代わりに『三上少年ファイル』が連載・アニメ化される。
改変された2014年
単行本12巻に登場。斉木がタイムリープして過去に飛ばされ、両親の出会いの切っ掛けを変えたバタフライ効果に因り生まれた世界。空助が発明したタイムマシンを巡り第三次世界大戦が勃発。世界は壊滅状態となる。
この世界において 斉木は3年以上前に亡くなっている。死因は不明。
明智との過去を改変して生じた世界
斉木が明智に自身が超能力者であることを隠すために、タイムリープを使って様々な働きかけをした複数の並行世界。バタフライ効果によりわずかな改変でも大きな影響が生じている。斉木はこのうちの一つで自身が超能力者であることを燃堂たちに明かしている。

## 沿革
不定期掲載期
『少年ジャンプNEXT!』（集英社）2010 SUMMERにNEXT読切版「超能力者 斉木楠雄のΨ難」が掲載された。
『週刊少年ジャンプ』2011年22号から50号にかけて、「超能力者 斉木楠雄のΨ難」が不定期に計7回掲載された。その間にこの読切シリーズの番外編が連載作品と共に『少年ジャンプNEXT!』2012 WINTERに掲載された。また、連載開始前に単行本『麻生周一短編集 超能力者 斉木楠雄のΨ難』0巻が発売された。0巻のおまけによると、読切掲載後に連載企画が持ち上がったが、その時点で作者は重圧のため体重が激減し、当初は連載を受けるかかなり悩んだという。
連載期
『週刊少年ジャンプ』2012年24号から正式に『斉木楠雄のΨ難』として連載が開始された。
麻生周一の作品の中で最も長く連載が続いており、連載開始から間もない2012年10月の時点で短編集と本作品の単行本1巻で『勇者学』のシリーズ累計発行部数を上回るなど、麻生の代表作でもある。また、NPGの一つにも選ばれた。
集英社のヴォイスコミック「VOMIC」として、ジャンプ専門情報番組『サキよみ ジャンBANG!』とVOMIC公式サイトにて計3回放送された。サキよみ ジャンBANG!では、2012年6月、2013年3月、9月に放送された。VOMIC公式サイトでは、2012年9月、2013年4月、10月に配信された。ナレーションは西山宏太朗が務める。
また2017年10月より実写映画化が放映された。テレビアニメ化も行われ、2016年7月より12月まで第1期が放送され、2018年1月17日に第2期、同年12月28日に完結編が放送開始された。
テレビアニメ2期放送中の『週刊少年ジャンプ』2018年13号にて連載が終了した。
連載終了後
『週刊少年ジャンプ』 の本作企画ページ『超能力エクサΨズ』で2018年14号 - 31号に渡り4コマが掲載され、『ジャンプGIGA』（集英社）2018 SUMMER vol.1・vol.3で後日談『斉木楠雄のΨ起動』が掲載された。

## ストーリー
作中の時間は掲載時の季節を追うが、いわゆる、サザエさん方式で、2012年に高校2年に進学して以降、斉木たちは高校2年のままである。
2011年（超能力者 斉木楠雄のΨ難 第1話 - 第7話〈0巻〉）
高校1年生の斉木楠雄は生まれつきの超能力者で、自身が超能力者であることがばれないように目立つことを避けて生活していた。財布を盗んだ犯人と決めつけられていた燃堂力を助けたことをきっかけに、彼に気に入られて相棒と言われるようになる。公園で、マジックショーをやっていたイリュージョニスト蝶野雨緑は、斉木の超能力をイリュージョンと勘違いし、蝶野から師匠として慕われる。ある日の休み時間に突然中二病の海藤瞬に話しかけられ、彼からも気に入られる。
2012年（第1χ - 第33χ〈1巻 - 4巻前半〉）
能天気な斉木國春・久留美夫妻に育てられた楠雄は2年巛（3）組進級後も燃堂・海藤に加え、誰に対しても好意的な学級委員長の灰呂杵志とも関わるようになる。さらに不本意ながら6月にはクラスメイトの少女・夢原知予、夏休みからは学校一のマドンナ・照橋心美に好意を抱かれてしまう。また、霊能力者の鳥束零太が斉木に弟子入りを志願するが断られる。2学期から鳥束は隣の+（2）組に転校し、守護霊を当てる特技で女子たちから人気者になるが、欲望出しの性格ゆえ体育祭のころには女子からすっかり嫌われる。
2013年（第34χ - 第80χ〈4巻中盤 - 8巻中盤〉）
新年を迎え、それまで仲良くなったメンバーが斉木一家と出会い、楠雄に大勢友達ができたことに両親は驚き喜ぶ。4月に入っても進級せず、再び2年の1学期が始まると、斉木はマインドコントロールを使ってアルバイト禁止の校則を消滅させ、行きつけの喫茶店で働いて生計を立てる同級生・目良千里を助ける。
夏に入ると照橋と夢原が初めて接触し、斉木と同じ修学旅行で斉木と同じ班になることを画策する。様々な思惑と偶然が重なり斉木は燃堂・海藤・照橋・夢原・目良と班を組む。修学旅行では不良たちに絡まれた照橋・夢原を海藤が助けに入ったことから、夢原が彼に想いを寄せるようになる。
2学期に入ると暴走族の元総長窪谷須亜蓮が巛組に転入する。彼は「元ヤン」という事実を隠しながら斉木たちと関わりを持つようになる。
2014年（第81χ - 第129χ〈8巻後半 - 13巻前半〉）
3学期に入ったある日、海藤は窪谷須が不良であることに気付き、彼と距離を置こうとする。しかし帰り道で斉木とともに不良に絡まれたところを窪谷須に助けられ、自身がかつて不良だったことを打ち明けられる。これを機に彼らは親友とも呼べる間柄となる。
3学期が終わると、斉木一家は春休みを利用して楠雄の母方の祖父母、斉木熊五郎・久美の元を訪れる。3人が帰宅する日、國春と久留美は楠雄が超能力者であることを2人に告白する。熊五郎と久美はその事実に驚愕するが、すぐにその事実を受け入れる。ここで初めて楠雄の兄・空助の存在が言及される。
新年度が始まり、6月になると斉木の制御装置が破損し、斉木一家は壊れた制御装置を直すために、装置の製作者である長男・斉木空助がいるイギリスのロンドンへ向かう。ロンドンに到着すると一家は空助と再会し制御装置も修理してもらうが、楠雄は空助から勝負を挑まれる。
日本に帰国後、2学期が始まると、照橋に一目惚れした大財閥の御曹司・才虎芽斗吏が一流名門校から巛組に転入する。彼は照橋にプロポーズを断られたため、実家の財力で斉木らに強烈な圧力をかけるが、返り討ちに遭い、一時自宅に引き篭る。1週間後、見かねた父親の説得で登校を再開するが、復帰後は以前と比べて大人しくなる。
2015年 （130χ- 177χ〈13巻前半 - 17巻中盤〉）
3学期が始まると、斉木は飼い主の元を脱走して途方に暮れていたハムスターと出会う。斉木は知り合いの猫・アンプと協力し、飼い主を見つけるが、既に別のハムスターが飼われていた。そのため、以前ハムスターを飼っていた燃堂に引き取られ、小力2号と名付けられる。
3月に行われた卒業式が終わり、4月1日に1学期が始まってからしばらく経つと、1年生の女子梨歩田依舞が現れる。彼女は自分の容姿に過剰な自信を持つが、遥かに格上である照橋心美の存在を知り、対抗心を燃やす。
夏休み、斉木一家は母方の実家へ再度帰省する。そこで空助は自身が大学を卒業していたことを家族に告げ、祖父母と共に暮らすようになる。
夏休みが明け2学期に差し掛かると、斉木とは別種の超能力者相卜命が、PK学園在籍者に「運命の相手」がいることを知り巛組に転校してくる。斉木は彼女の言う「運命の相手」の特徴が自分に当てはまるため、彼女を警戒する。しかし斉木が屋上から転落した夢原を助ける際に超能力を使い、相卜にその様子が見られてしまう。斉木は悩んだ末に、自分の素性を相卜に打ち明ける。そして斉木が自身と同じ超能力者であることを知った相卜は、斉木が「運命の相手」と思い、彼に想いを寄せるようになる。また、斉木・鳥束・相卜の超能力者3人で「Ψキッカーズ」が結成される。
2016年 （第177χ - 第225χ〈17巻後半 - 21巻終盤〉）
斉木は+組の男子・佐藤広の存在を知る。彼は奇跡的にあらゆる点で「普通」であるため、斉木から興味を持たれる。
4月、斉木が日本を壊滅に追いやる火山噴火を抑えている設定が明らかにされる。作中の時間がループしているのは、噴火を避けるため火山の状態を元に戻し、地球ごと時間を1年前に遡っていたからであった。今年はループを断ち切るために噴火の元を断とうとするが失敗し、再び時間を1年前に戻す。
9月、斉木の幼馴染・明智透真が転校してくる。並外れた分析力を持つ彼は、過去の経験から斉木が超能力者であると疑い、追求する。
2017年（第226χ - 第272χ〈21巻終盤 - 25巻〉）
斉木は相卜と協力して再び火山噴火を抑えようとするが、今年も失敗に終わり、再び時間がループする。
4月に新任教師・井口工が斉木たちの担任となる。彼はまじめな性格だが、かなりのスケベ顔で、生徒たちからは変態と思われてしまう。
その後、明智の追求に追い詰められた斉木は、過去を変えることで秘密を守ろうとするが、少し過去を変えただけで未来に大きな影響を与えることが分かり、結局明智に自らが超能力者であることを明かす。明智は過去に助けてもらった礼を言い、秘密は守ると約束する。
2学期、+組に鈴宮陽衣が転校してくる。彼女は強度の不幸体質で、鳥束に惚れてしまう。
2018年（第273χ - Ψ終χ、斉木楠雄のΨ起動〈26巻〉）
斉木と彼のクラスメートは、「忍舞県」に行き、そこでは超能力を使ってクラスメートを散漫させ、火山噴火を抑制しようとした。斉木は空助と協力し火山噴火を秘密裏に抑制することに成功したが、クラスメートたちによって発見される。
斉木は空助の発明品で超能力を封印し、その後、高校3年生になる。斉木はみんなに超能力者と明かすことを決意しみんなを呼び出し、行く途中に虫を見て驚き、側にある窓ガラスが割れた。
最後に、斉木は空助の発明品で超能力を封印したと思われたが、最終的に超能力は封じられておらず、未だに健在であり、能力者である自身を受け入れるところで完結した。

## 登場人物
- 担当声優はテレビアニメ / VOMIC。演は実写映画のキャスト。
- 以下、特に明記がなされない場合、「読切版」は『週刊少年ジャンプ』に掲載された『超能力者 斉木楠雄のΨ難』を指す。
- 登場人物の誕生日は基本的に初登場回の『週刊少年ジャンプ』公式発売日である。
- 一部の登場人物の名前は、超能力の名称が由来[14]。

### PK学園高校
斉木たちが通う学校。年度は進んでも進級しない。毎年夏休み明けには2年生に転入生がやってくる。140χで3年生が卒業する描写があるが、その後も斉木たちは進級せず、別に3年生が登場する。Ψ終χでは斉木たちが3年生に進級する。

#### 2年巛（3）組
斉木たちが在籍するクラス。個性的な生徒が多く集まる。作中では最も登場が多い。生徒数は55χ時点で36人だが202χ時点では32人。
斉木 楠雄（さいき くすお）
声 - 神谷浩史、田中あいみ（幼少時代） / 浅沼晋太郎、田中あいみ（幼少時代）
演 - 山﨑賢人
誕生日：8月16日 / 身長:167cm（可変）/ 体重:52kg（可変）/ 血液型:不明
本作品の主人公。狂言回しでありツッコミ役でもある。PK学園2年巛組の男子生徒で出席番号7番。斉木家の次男。オカルト部所属（部長）。
ピンクの頭髪と頭部に取り付けた2本のアンテナ状の装置が特徴で、緑色レンズの眼鏡をかける。両利き。母の久留美からは「くーちゃん」と呼ばれる。「やれやれ」が口癖。
胎児のころから超能力を持ち、本人曰く、全ての超能力を発揮すれば、3日足らずで人類を滅ぼせるという。また、高校のテストなら超能力を使わず、全9教科で満点を取る頭脳を持つ。しかし、超能力の万能さゆえ努力できなかったことをもどかしく思い、自身を「生まれつき全てを奪われた人間」と称する。
幼少期の経験から、目立つことを避け、超能力者であることを隠している。特徴的な容姿もマインドコントロールを用い、世界中に対し「これらは平凡なものである」と思わせている。オーラは圧倒的で、斉木がいると相卜も他人のオーラを認識できなくなる。
クールかつ冷徹だが、根は健気で心優しい性格。捻くれた部分もあり素直になれない時がある。困っている人を見かけると超能力を使って密かに助ける。また、他人に借りを作ることを嫌うため、頼りない両親や同級生たちには度々手を焼かされる。
基本的に発言する描写は省かれる。また、積極的に人との関わろうとしないが、学校内外で燃堂・海藤などと適度な関係を持つようになる。物語当初は無表情で大人びた描写が多いが、マンガやゲームに感激したりするなど、豊かな表情で描かれる場面が増える。
スイーツには目がなく、特にコーヒーゼリーが好き。創作物を好み、そのネタバレを嫌う。テレパシーで思考が読めないため燃堂と虫がかなり苦手。無神論者で鳥束と出会うまでは、霊界や幽霊の存在を信じていなかった。第112χでバイクの免許を取得。
連載当初に作中で斉木が超能力者であることを知っているのは両親のみだが、物語が進むにつれて複数の人物が知ることとなる。
最終回で、相卜と火山噴火を阻止した後、空助の発明品で自身の超能力を封じ、3年生に進級した。しかし、完結編では超能力が復活し、世界を救うため再び超能力者であることを受け入れた。
名前の由来は「サイキックス」。
斉木 楠子（さいき くすこ）
声 - 戸松遥
超能力によって女体化した斉木。髪の色は薄いピンク。この姿になった時は制御装置が消えている。
容姿端麗で高橋たちが一目惚れするほどの美少女。スイーツバイキングで偶然遭遇した照橋・夢原らには「楠子」ではまずいと考え「栗子（くりこ）」と名乗り、後のアクシデントにより彼女たちには楠雄の妹と誤認される。
サイ
超能力によって猫になった斉木。慣れていない身体のため超能力の制御が困難になる。制御装置は首輪として付けている。
燃堂 力（ねんどう りき）
声 - 小野大輔 / 三宅健太
演 - 新井浩文
誕生日：5月9日 / 身長:191cm（くらい）/ 体重:79kg（だった）/ 血液型:O型
男子生徒。何も考えていないため、斉木もテレパシーで思考を読めない唯一の人物。斉木を「相棒」と呼ぶ。
金髪のモヒカンと両側に剃り込みがある丸刈りを合わせたような髪型。左目に傷があり、ケツ顎と強面のルックスで長身かつ筋肉質。服装には気を使い、毎回シャツの柄が異なる。「お？」が口癖。
異常に高い身体能力や怪力を持ち、母親の不在が多いため、料理・家事は得意だが、学力は極めて低い。本人は無自覚だが危険なほど音痴で、海藤に「死神の声」と称された。
外見の印象が悪く、同級生の大半は距離を置いているが、実際は義理人情に厚い性格。斉木たちと関わることが多い。
幼少期に小力というハムスターを飼っており、その経験から迷子のハムスター（小力2号）を引き取った。
最終回では斉木が海藤たちに超能力を使っていた一部始終を目撃され問い詰められた際は深く追求せずに周囲を諭し、斉木が話したくなるまで待つと快く宣言した。完結編では照橋のファンである二人組からの悪質な嫌がらせで本棚の下敷きになりかけた斉木を身を挺して助けた。
名前の由来は「念動力」。
海藤 瞬（かいどう しゅん）
声 - 島﨑信長 / 江口拓也
演 - 吉沢亮
誕生日：不明（10月3日）/身長:159cm/体重：45kg / 血液型:謎（AB型）
「漆黒の翼」というキャラを演じる、中二病の男子生徒。オカルト部所属。
水色の髪に小柄で華奢な体格が特徴で、腕にはファッションで包帯を巻いている（本人曰く、力を封印している）。
高校デビューを模索した結果、中二病になった。素は、純粋で引っ込み思案な性格で、騙されやすく、斉木に何度も助けられている。容姿が良く優しい心を持っているため異性に好かれやすく、修学旅行以降は夢原から思いを寄せられる。
教育ママである母親の影響で塾に通い、学力は高く期末テストでは181人中51位。一方で運動音痴、方向音痴、不器用、画力が低いなど欠点も多い。
ジャンプや少年コニャックを好む。『魔眼探偵ジョーカー』主演の六神通のファン。
守護霊は、チワワの動物霊で、小説2巻によると、斉木に懐いている。
名前の由来は「瞬間移動」。
漆黒の翼（しっこくのつばさ）
海藤が演じている人物。悪の組織『ダークリユニオン』と戦っており、『海藤瞬』は敵の目を欺くための仮の姿という設定。ダークリユニオンの元構成員とされることが多い。
必殺技は「ジャッジメント・ナイツ・オブ・サンダー」だが、アニメでは必殺技が表題曲となっている海藤のキャラクターソングの冒頭が海藤登場時に頻繁に流れる。
灰呂 杵志（ハイロ キネシ）
声 - 日野聡
演 - 笠原秀幸
誕生日:6月18日 / 身長:171cm/体重:58kg / 血液型:AB型
2年巛組の学級委員長を務めている男子生徒。テニス部部長。柔道有段者。
何事も熱心に取り組む熱血漢で文武両道の優秀な生徒だが、料理は苦手。期末テストでの順位は181人中6位と成績はかなり高い。驚異的な身体能力を持つ燃堂をライバル視するが、あまり意に介されていない。照橋に対して「おっふ」しない数少ない男性の一人。
誰に対しても親切かつ厳しく接し、人望もあるため名実ともに巛組のリーダーとして周囲を盛り上げる。お節介な性格で斉木からは煙たがられる一方で、彼の人柄の良さには一目置いている。
「never give up（ネバギバ）」 を信条とし、理不尽な状況にも非効率的な根性論で立ち向かう（ただし、燃堂の学力や海藤の体力など、どうにもならないと判断したことへの諦めは早い）。
名前の由来は「パイロキネシス」。
照橋 心美（てるはし ここみ）
声 - 茅野愛衣 / 阿澄佳奈
演 - 橋本環奈
誕生日:8月6日 / 身長:164cm / 体重:不明 / 血液型:A型
本作品のヒロイン。長髪の黒髪（アニメ版では青色の髪）を持つ容姿端麗なPK学園のマドンナである女子生徒。他校にも知れ渡る美貌と強運の持ち主。
その美しさから男性（稀に女性も）は「おっふ」という奇声を上げ、店ではVIP級のサービスを受けているが、愛妻家の國春や博愛主義者の灰呂、他人に興味がない空助などは特別扱いしていない。また、自分の美貌が通じない子供が苦手。
日常で見せる態度は演技で、内心では「神に溺愛されている」と思い込むほど己の美貌に絶対の自信を持ち、男子生徒を思い通りに動かすことに快感を覚える腹黒い性格。全人類の夢を潰さないために「完璧な美少女」を演じ、努力を惜しまない。高嶺の花な存在のあまり、同級生からはやや敬遠されており、友達は少ない。告白されたことはないため、恋愛経験も乏しい。
夏休みに遭遇した斉木が自分に冷淡なため、逆に彼への好意が芽生え、その思いは徐々に強くなる。斉木自身は彼女の本性を知っている上に、目立つことを避けるため距離を置きたがるが、完璧な美少女を演じ切る努力には一目置いている。
期末テストでの順位は181人中21位。猫を飼っている。相卜曰く、オーラは大きな白い翼で、ところどころ黒い羽が混じっている。
テレビアニメ版では輪郭線の外側を光らせる演出が施されている。
名前の由来は「テレパシー」。
夢原 知予（ゆめはら ちよ）
声 - 田村ゆかり
誕生日：6月11日 / 身長：156cm/ 体重:不明 / 血液型:B型
夢見がちな女子生徒。オカルト部所属。茶髪のボブカットにカチューシャが特徴。
斉木に「生まれたてのひよこ」と喩えられるほど惚れっぽく、好きな相手は斉木→タケル→斉木→海藤→鳥束→海藤と度々変わる。加えてロマンチストで恋愛のこととなると暴走することがある。あまり勉強は得意ではなく、期末テストでの順位は181人中139位。
プロフィールによると、黒歴史は自分が主人公の自作小説サイトを中学3年間運営していたこと（現在は閉鎖済み）。
明るく裏表のない性格で、コミュニケーション能力が高く、女子生徒の友人が多い。当初から目良と仲が良く、女子生徒に敬遠されがちな照橋とも修学旅行を通じて親友となる。相卜とも比較的早く打ち解ける。また斉木たちと関わることも多く、修学旅行で不良に罵倒された夢原を海藤が助けようとしたことから彼に好意を抱くようになる。中二病にも理解がある方で、海藤の真似をしながら自分の体重を測ろうとしたことがある。
名前の由来は「予知夢」。
目良 千里（めら ちさと）
声 - 内田真礼
誕生日：4月15日 / 身長:160cm / 体重:48kg / 血液型:A型
貧乏な家庭の女子生徒。赤髪のおさげとメガネが特徴。元は裕福な家庭だったが、父親が事業に失敗し、蒸発したことで貧しくなった。そのため、病弱な母親と幼い弟妹（声 ‐ 諏訪彩花（妹）、東内マリ子（弟）、大地葉（弟））を養うために喫茶店魔美をはじめ、複数のアルバイトを掛け持ちする。巨乳でスタイルが良い。
貧しさから草や雪などを食べ、食が絡むと我を忘れる。何を食べても平気な強靭な胃腸と歯を持っており、サバイバルにおける適応力も非常に高い。
自殺するために帰国した父親と再会し、斉木が借金取り（声 - 青山穣）を成敗し、一緒に暮らせるようになった。
夢原とは親しい仲で「知予ちゃん」と呼んでいる。斉木たちと関わることも多い。
名前の由来は「千里眼」。
窪谷須 亜蓮（くぼやす あれん）
声 - 細谷佳正
演 - 賀来賢人
誕生日：9月2日 / 身長:173cm / 体重:65kg / 血液型:A型
元ヤンキーの男子生徒。修学旅行の後、65χで転入してきた転校生。
濃い紫色の髪と黒縁の伊達眼鏡が特徴。恰幅は平凡だが、身体は筋肉質で引き締まり大量の古傷がある。喧嘩っ早い性格だが、曲がったことを嫌い友情を大切にする。両親は共働きだったため、料理が得意。
暴走族元総長の両親に影響され、ヤンキーになった。高校は茨城県の男子校に進学し、関東一の暴走族・「炎栖覇（えすぱー）」の12代目総長を務め、「修羅中の殺戮兵器」「鬼殺しの窪谷須」「襟足の亜蓮」といった異名をヤンキー界に轟かせた。
転校を機に足を洗い、髪型と服装を改め、PK学園に転校した（以前はリーゼントで地面まで襟足を伸ばしていた）。当初は自身の過去を隠していたが、斉木と海藤を不良から助けた際に告げ（ただし、2人とも彼の正体に気づいていた）。後に、才虎のボディーガードとの乱闘で全校生徒に正体を知られてしまう。斉木たちと関わることが多く、特に海藤と仲が良い。
幼少期から喧嘩に明け暮れていたため、喧嘩は強いが野球などのスポーツは不得意。格闘ゲームが得意で、バイクが好き。硬派で男子校に通っていたため恋愛に奥手で、照橋に対しては「おっふ」しないが、代わりに「押っ忍」する。
名前の由来は「クレヤボヤンス」。
才虎 芽斗吏（さいこ めとり）
声 - 松風雅也
誕生日:9月8日 / 身長:163cm / 体重:50kg / 血液型:O型
大富豪の男子生徒。114χで転入してきた転校生。超一流巨大財閥・才虎財閥の御曹司。刈り上げた揉み上げと左方に靡かせた銀髪に垂れ目が特徴。左耳にピアスを付けている。
傲慢かつプライドの高い性格。猫舌で質素な生活に不慣れだが、財閥の跡取りのため指揮能力は著しく高い。
照橋に一目惚れし、プロポーズのために一流名門校からPK学園に転校する。一時は財力を背景に同級生たちへなりふり構わぬ圧力と買収を仕掛けるが、斉木たちに逆襲されてからは比較的おさまった。その後、無人島漂流時に責任感から絶食したり、斉木たちを見返すために自宅を改装してアミューズメント施設・サイコーランドを造って彼らを招待したり、才虎が転校しようとした時に燃堂が泣いたのを見て、転校を取り下げるなど、彼ら（特に燃堂）との交流から初登場時のような横暴さは見せなくなった。
花虎（はなこ）という虎を飼っているが、時折反抗されている（燃堂には懐いていた）。
名前の由来は「サイコメトリー」。
相卜 命（あいうら みこと）
声 - 喜多村英梨
誕生日:9月7日 / 身長:166cm / 体重:不明 / 血液型:B型
ギャルの女子生徒。162χで転入してきた転校生。
金髪に褐色の肌とグラマーな体型が特徴。ギャル語を話し、深く考えない陽気な性格。精密な予知能力を持ち人を占って運勢を当てる、人から発するオーラ視認したり、水晶によって占いを行うなど、斉木とは別種の超能力者。
占いでイニシャルが「S・K」の名前を持つ自分の運命の相手がPK学園に在籍していることを知り、PK学園に転入した。斉木が死相（死ぬことがあるほど運が悪い状態）が出ていた夢原を救出した際に、彼が超能力者であることを知る。これ以降、斉木を「運命の相手」と確信し、好意を抱くようになる。
夢原を「ちよぴっぴ」、目良を「ちさぽよ」、照橋を「てりゅここ」と独特なあだ名で呼ぶ。後に斉木・鳥束とともに異能者のグループ「PK学園サイキッカーズ」を（勝手に）構成した。
名前の由来は「命・卜・相（めい・ぼく・そう）」。
明智 透真（あけち とうま）
声 - 梶裕貴、藤原夏海（小学生）
おかっぱ頭の男子生徒。210χで転入してきた転校生。斉木の元幼馴染み。
小学2年まで斉木と同じ小学校に通っていた。「明智」は母親の旧姓で、両親の離婚までの名字は「明日視（あすみ）」。そのため、斉木は当初彼のことを思い出せなかった。
物凄い量の台詞を喋る上、頭の回転が異常に早く、考えている内容と別のことを話せるため、斉木のテレパシーも通じにくい。鋭い観察眼・洞察力・推理力を持ち、ほんの些細な言動から相手の過去や秘密を言い当てる。
小学生のころ、斉木にいじめから助けられて以来、彼を超能力者だと疑っていた。明智に追及された斉木は、タイムリープを用いて過去の改変を試みるも失敗し、仕方なく彼に真相を明かす。明智は当時のお礼が言いたかっただけで、周りには話さないと語った。
後に、鳥束と相卜に見込まれ、サイキッカーズへ迎え入れられるが、特にサイキッカーズとして活動することはない。
守護霊は推理力・洞察力に優れた探偵で、オーラは数字が身体の周囲を渦巻いている。
名前の由来は「透明」。
高橋（たかはし）
声 - 村田太志 / 三宅貴大
誕生日:4月12日 / 身長:167cm / 体重:60kg / 血液型:B型
男子生徒。没個性なため、特にモブ扱いされることが多い。
緑色のアフロヘアとタラコ唇が特徴。不真面目かつ間抜けな性格で運も悪いため、周囲から馬鹿にされている。運動機能・学力共に低く、期末テストでの順位は181人中163位。村田・横田とは友人同士で、一緒に行動する描写が多く、後に彼らと共に才虎の子分となる。共働きの両親と保育園に通う弟がいる。
読切版第1話に登場する財布泥棒の生徒とは容姿が瓜二つだが、単行本1巻のおまけページで全くの別人ということが判明した。
村田 修二（むらた しゅうじ）
声 - 室元気
8月24日生まれ、血液型A型。
男子生徒。高橋の友人。IT関連や情報収集が得意。
横田 邪我（よこた じゃが）
声 - 木島隆一
3月7日生まれ、血液型A型。
男子生徒。高橋の友人。オールバックが特徴。
沢北 幸輝（さわきた こうき）
声 - 小林裕介
誕生日:6月14日 / 身長:165cm / 体重:51kg/血液型:O型
男子生徒。ここみんズの8代目会長（会員No.592）。
頬にあるそばかすが特徴。当初は、平凡な人間を自認する目立たないキャラクターとして登場し、照橋と二人三脚のペアを組んだ。101χ以降はここみんズ会長として再登場した。
ゾルベ・勘解由小路・シャーベライト（ぞるべ・かでのこうじ・しゃーべらいと）
声 - 保村真
6月19日生まれ、血液型AB型。
黒人に似た容姿の男子生徒。
コーンロウの髪が特徴で片言の日本語を話す。本人曰く、ルーツはスポーツ大国。文武両道で身体機能・学力共に非常に高い。電気を付けていないと眠れない体質。
樫村 大河（かしむら たいが）、松尾 平（まつお たいら）、湯浅（ゆあさ）、鵜飼（うかい）、宇野（うの）
声 ‐ 柳田淳一（樫村）、熊谷健太郎（松尾）
いずれも男子生徒。モブキャラとして度々登場する。体育のドッジボールのチームや修学旅行の班（宇野以外）は灰呂・ゾルべと一緒。
葛西 文（かさい ふみ）
声 - 貫井柚佳
女子生徒。灰呂と共に2015年度のPK学園文化祭の実行委員長を務めた。

#### 2年＋（2）組
鳥束たちが在籍するクラス。巛組に次いで登場が多い。灰呂によると、燃堂並の運動機能を持つ生徒が多く集う体育会系クラスらしい。
鳥束 零太（とりつか れいた）
声 - 花江夏樹
誕生日:9月10日 / 身長:177cm / 体重:61kg / 血液型:B型
霊能力者の男子生徒。オカルト部部長。
端正な顔立ちと紫色の髪が特徴で、頭に白い布を巻いている。口癖は「〜ッス」。
幽霊から斉木の存在を知り、彼に弟子入りを志願するが、そもそも超能力そのものが先天的な物で有る事や超能力の制限や現実を諭され断られた。その後、家庭の事情で斉木が通うPK学園に転校した。転校当初は女子の守護霊を言い当てて人気者となるが、スケベな性格から女子に嫌われるようになった。好きな相手は夢原と同じようにしばしば変わる。基本的にはモテないが、霊を憑依させればその限りでない。特殊な相手には好意を寄せられることもある。
その軟派で欲望に正直すぎる性格から斉木に「澄んだ目をしたクズ」として嫌われている一方で、霊能力のために幽霊と人間の区別がつかなかったり、彼の守護霊が燃堂父であることなどについては、同じ異能者として同情していた。
ボケ役の要素が強いが、斉木がボケに回った際はツッコミに回ることもある。
勉強は苦手で幽霊に頼ろうとしているため、期末テストの順位は181人中174位と学力はかなり低い。
斉木のことを当初「師匠」、転校以降は「斉木さん」と呼ぶ。また、斉木・相卜とともに異能者のグループ「PK学園サイキッカーズ」を（勝手に）構成する。
初恋の相手はミヨちゃん（幽霊）。
名前の由来は「取り憑かれた」。
佐藤 広（さとう ひろし）
声 - 小野賢章
誕生日:1月25日 / 身長:169.9cm / 体重61kg
「普通」の男子生徒。野球部所属。
学力・身長・体重・思考・家族構成などあらゆる面で、連載当時の日本における男子高校生の「普通」を体現し、周囲の環境にも影響を与える。「普通」に憧れる斉木に強い関心と憧れを持たれている。しかし、本人は無個性な自分に劣等感を持ち、バンドや洋楽などに興味を惹かれている。鈴宮の不幸を無効化させる力があることが発覚し、後に鈴宮に密かに好意を寄せる。
準レギュラーでありながら、斉木と直接の関わりがない数少ない人物の一人である。
サラリーマンの父と専業主婦の母、スイミングスクールに通う弟がいる。
鈴宮 陽衣（すずみや ひい）
声 - 東山奈央
誕生日:8月28日 / 身長:166cm / 体重:48.5kg / 血液型:O型
第257χから登場する女子生徒。愛称は「ひーちゃん」。
緑髪でアホ毛が特徴。彼女の守護霊が全く機能せず、鳥束から能力者と疑われるほどの不幸体質になる。すさまじく禍々しいオーラを出す。また近くにいる他人さえも不運に巻き込むが、本人は自分が単なるドジだと勘違いしている。
自身の不運と誤解が重なったことで、鳥束に本気で惚れてしまう。後に守護霊は鳥束に喝を入れられ改心するが、それ以降彼女は登場しないため、不幸体質が改善された描写は描かれていない。
篠田 タケル（しのだ たける）
声 - 内匠靖明
4月10日生まれ、血液型B型。
5χから21χにかけて夢原の彼氏となる男子生徒。
端正な顔立ちで、左目の下の泣きボクロが特徴。本人に自覚はないが、行動・言動には全くセンスがない。
それゆえ夢原と破局するが、その後も想いを引きずる。彼女と復縁するために、鳥束ら＋組の素人男子4人でバンド「エターナルダイヤモンドベロニカ」を結成する。
大堀 幸一（おおほり こういち）
9月19日生まれ、血液型A型。
同性愛者の男子生徒。眼鏡をかけている。灰呂に好意を持ち、しばしば彼の周りに出没する。

#### 野球部
男子野球部。下記のほかに佐藤も所属する。
吾川（あがわ）
声 - 市川太一
1年生のピッチャー。198χから登場。中学MVP選手に選ばれ、名門校にスカウトされたこともある実力者。
田代（たしろ）
声 - 河西健吾
2年生のセンター。198χから登場。
守備は苦手だが、全国レベルの俊足を誇る。
菅原（すがわら）
声 - 小野友樹
3年生のキャプテン。198χから登場。部員が欲しくて見学者を見ると、入部届を持って追いかける。
高宮（たかみや）
声 - 田所陽向
3年生のサード。IQ180の頭脳派。
福徳（ふくとく）
声 - 拝真之介
3年生のキャッチャー。太っている。
阿部（あべ）
声 - 石狩勇気
3年生の元野球部員。199χから登場。
暴力事件を起こして野球部を退部していた。野球部の地区予選観戦中に不慮の事故で気絶し、斉木に体を乗っ取られる形で試合に参戦する。
真木 椎子
声 - 嶺内ともみ
1年生の女子。野球部のマネージャー。
171χから登場。燃堂の驚異的身体能力に目をつけ野球部に勧誘する手紙を書き、彼からラブレターと勘違いされる。

#### その他の生徒
梨歩田 依舞（りふた いむ）
声 - M・A・O
誕生日:4月13日 / 身長:149cm / 体重:不明 / 血液型:A型。
1年生の女子。
異性からの注目を一身に浴びたがる。金髪のツインテールと可憐な容姿が特徴。物事が思い通りにならないとすぐに感情的になる。
中学ではその美貌や恋愛テクニックを用いて数多の男子を虜にしていたが、進学先のPK学園では照橋の前に霞んでしまう。キャラクターが安定せず、斉木に想いを寄せたり、照橋に惚れたり、六神通の熱狂的なファンになったりする。
名前の由来は「タイムリープ」。
万城乃 亜リ栖（まきの ありす） / 下柳 敦美（しもやなぎ あつみ）
声 - 古木のぞみ
誕生日：2月28日/身長：157cm/体重：46kg/血液型：AB型。
1年生の女子。オカルト部所属。
乱した長髪と目を覆い隠した前髪が特徴のミステリアスな外見で、素顔は不細工。過去に黒魔術・降霊術の書物3000冊を読み漁り、斉木から「オカルト部のキセキの世代」と評される。
斉木が仕組んだ吊り橋効果の影響で一時期鳥束に好意を寄せられるが、当の彼女は他の生徒同様彼を敬遠する。
三上 愛子（みかみ あいこ）
声 - 相沢梨紗
2年☆（5）組の女子生徒。女子テニス部所属
だらしない異性が好きで一時鳥束に惚れてしまう。アニメ版では複数回登場する。
谷原 健二（たにはら けんじ）
声 - 河西健吾
6月29日生、血液型A型。
体育祭で2年□組のリーダーを務める男子生徒。
体育祭では卑怯な手段を使い、巛組を追い込むも斉木に仕返しを受け、不正が発覚して□組は最下位にされる。中間試験では（斉木を除いて）学年1位の描写もあるが、後に期末試験でカンニングを行ったと新聞部に報道される。
金剛 剛（こんごう つよし）
声 - 新垣樽助
誕生日：5月19日/身長：188cm/体重：72kg/血液型：O型。
3年生の男子。松崎の元教え子。
筋骨隆々な大柄の体格。暴力的な不良で日常的に多くの問題を起こす。斉木によって松崎が密かに自分を庇っていた事実を知り、改心して服装と髪形を改める。
1度留年した描写があるが、140χで卒業し、東大に進学すると発言する。
マザコンの面があり、その母親の容姿は彼と瓜二つ。
浄天 真子（じょうてん まなこ）
声 - 榎あづさ
新聞部部長。3年生の女子。156χより登場。
「ペンは剣よりも強し」という言葉を掲げ、部員で同級生の亀今 小蔵（かめいま しょうぞう、声 - 伊達忠智）と共に、脅迫・捏造も平然と行う。斉木たちの無人島遭難騒動に便乗して虚偽報道を行うが、斉木から反撃される。

#### 元生徒
上田（うえだ）
声 - 野坂尚也
1992年度の卒業生。179χに登場。現在は「ピーナッツ上田」の芸名で人気のお笑い芸人。
ギャグはつまらないが、後輩思いの好人物で後輩たちからも慕われている。

#### 教師
松崎（まつざき）
声 - 山口太郎
演 - 鎌倉太郎
誕生日:9月21日 / 身長:187cm / 体重:78kg / 血液型:AB型
体育・生活指導担当の男性教師。実写版では2年巛組の担任。
常にジャージを着用しており、竹刀を持っている時もある。髭は濃い目で、絶えず剃った跡がある。
校則違反者に厳しいため、多くの生徒たちから敬遠される。しかし、律儀な性格で生徒との関係を大切に思っている内面が明らかになると、生徒たちから慕われる描写も見られるようになった。弱い者の味方であるため、斉木からは頼りにされる。金剛の恩師でもある。
神田 品助（かんだ ぴんすけ）
声 - 野瀬育二
演 - 佐藤二朗
1月7日生まれ、血液型O型。
PK学園校長。
「であるからして」が口癖。話が長く、生徒たちからはあまり好かれていない。斉木たちと表面的にしか関わらないためキャラクターが薄い。ミスPK選考の際に「欲情します」と発言し、実写版では「ちょっとエロい」との設定が追加される。温和な面もあり石化した燃堂を石像と思い感心し、高橋が壺を割った時も穏便に済ます。
島 京佳（しま きょうか）
声 - 櫻井浩美
12月13日生まれ、血液型AB型。
2年巛組→＋組（238χ～）担任の女性教師。独身。斉木たちの担任だが、基本的に物語に関わらない。
260xでは松崎と居酒屋で3時間密会していたと新聞部に報道されるが、動揺する様子を見せなかった。
実写版では、松崎が巛組担任を務めるため未登場。
井口 工（いぐち たくみ）
声 - 鳥海浩輔
238χで他校からPK学園に赴任し、斉木たちのクラス担任になった新任教師。25歳。
最近の趣味はジョギング、カメラ撮影、温泉巡り。真顔でもかなりのスケベ顔で、初対面の教師・生徒からは変態と誤解されている。本人は至って真面目な性格で、教師としても優秀だが、見た目が災いして言動が全てがいかがわしく捉えられてしまい、生徒からは陰で「エロ井（えろい）」、燃堂からは「エロせんせー」と呼ばれる。

### PK学園生徒の家族
PK学園生徒の家族・親族・ペットなど。

#### 斉木家
斉木 國春（さいき くにはる）
声 - 岩田光央 / 佐々木啓夫
演 - 田辺誠一
誕生日:5月13日 / 身長:175cm / 体重:64kg/血液型:B型
楠雄と空助の父。終焉社に勤める『週刊少年コニャック』の編集者。39歳。連載版と読切版では容姿が異なる。
妻の久留美とは出会ってから20年近く経つが、愛妻家で楠雄からバカップル呼ばわりされる。ボケキャラ要素が多いが、楠雄がボケるとツッコミ役に回ることもある。基本的に人当たりは良く、他人には親切に接する。
優柔不断で少々いい加減な性格。困難に直面するとすぐ息子たち（主に楠雄）に頼る傾向があるため、楠雄は基本的に父親の頼みを聞かないようにしている。漫画編集者としての能力は低く、担当の漫画家たちからは快く思われていない。
1994年11月22日、チンピラ（燃堂父）に絡まれていた久留美を（偶然）助けたことから交際が始まり、翌年11月22日に結婚した。
父親（楠雄・空助の父方の祖父）は他界し、母親（楠雄・空助の父方の祖母）は実家に住んでいる。
斉木 久留美（さいき くるみ）
声 - 愛河里花子 / 三上遥香
演 - 内田有紀
5月14日生まれの37歳。身長：145cm/体重：秘密/血液型：O型。
楠雄と空助の母。國春の妻で専業主婦。旧姓も斉木。
性格は基本的に温厚で、家族に対する愛情も深く楠雄に「この人がいたから自分はダークサイドに堕ちなかった」と思われている。お人好しで、過度な天然でもあるため、悪徳商法のセールスマンや詐欺師などから、格好のカモにされている。
1度怒ると相手に容赦の無い制裁を加え、怒りが頂点に達すれば顔が般若面のように変貌する凶暴性を持ち、楠雄を含む家族からは内心恐れられている。
感極まると「あひゅう」と泣く、叫ぶ、呟く。尚「あひゅう」自体は斉木家家族（國春、楠雄、熊五郎、空助）も使う。
嘘を付く時は両親指を隠す癖があるらしいが、そもそも嘘が下手なためすぐにばれてしまう。猫アレルギー。
斉木 熊五郎（さいき くまごろう）
声 - 山寺宏一
誕生日:3月25日 / 身長:168cm / 体重:54kg / 血液型:A型
楠雄と空助の母方の祖父。久留美の父。國春の義父。
気難しい態度を取り周囲に対して冷淡に接するため、家族から無愛想な人物と思われている。しかし、本来は愛情の深い性格であり、内心では孫や娘を溺愛するツンデレ（ツン率99%のツンデレだが、國春のことは本気で嫌っている）。
楠雄が超能力者ということは知らなかったが、春休みに斉木一家が帰省した際にそのことを告げられた。その後も以前と変わり無く楠雄と接している。
娘夫婦役と同じく、アニメ版で熊五郎役の山寺と久美役の田中は、当時実の夫婦だった。
斉木 久美（さいき くみ）
声 - 田中理恵
誕生日:3月24日 / 身長:154cm / 体重:不明 / 血液型:O型
楠雄と空助の母方の祖母。久留美の母。國春の義母。
年齢を気にせず、若者の流行に乗りたがるイケイケな性格で、『non-no』・『Seventeen』など、若年層女性向け雑誌の愛読者。時には年齢にそぐわない服を着ていることもある。が、容姿は40代でも通用するほど若々しい。また、久留美同様に温和で優しい性格である。
当初は夫同様、楠雄が超能力者であるということは知らず、楠雄から告白されたときは驚くが、以後も彼に対し変わらない態度で接する。
斉木 空助（さいき くうすけ）
声 - 野島健児、石上静香（幼少期）
6月16日生まれの18歳。身長：179cm/体重：63kg/血液型：B型。
斉木家の長男。IQ218の頭脳を持つ天才発明家。楠雄の制御装置を開発した人物。久留美からは「くー君」と呼ばれる。
生後の間もないころから言葉を発し、簡単な読み書きや計算は2歳で習得した。14歳の時に自暴自棄になり高校を飛び級で卒業し、イギリスのケンブリッジ大学に留学。既に修士号を取得しており、発明品などのライセンスや特許収入で巨万の富を築く。初登場時はロンドン在住。大学卒業後は日本に帰国し、楠雄を倒すために祖父母の元で暮らす。
超能力を持つ弟に嫉妬し、劣等感を抱くが、その実「弟に勝てない」ことに快感を覚えるマゾヒストで、楠雄から嫌悪される一方で、弟や家族以外の人間は常に見下し、照橋の本性も初見で見抜いて笑顔で罵倒する。
平行世界「改変された2014年」では、死んだ楠雄を生き返らせるためにタイムマシンを発明し、第三次世界大戦の原因となる。そのため、「Dr.KU-SUKE」と呼ばれ、恐れられる。
ワープ
声 - 本渡楓
猫アレルギーで猫が飼えない久留美のために空助が作った猫型ロボット。鳴き声は「ナーナー」
インターネットなどの豊富な機能がついており人語を話せる。後に本物の猫のような精密な動きができるよう改良される。

#### 燃堂家
燃堂 緑（ねんどう みどり）
声 - 小野大輔、石上静香（イメージ）
誕生日:10月31日 / 身長:約186cm / 体重：不明 / 血液型:O型
力の母。蝶野の元妻。読切版から登場。喫煙者。32歳。
両目の傷とパーマ以外は力や燃堂父と容姿が瓜二つ。優しい性格で、毎年クリスマスには、力の枕元にこっそりプレゼントを置いている。
蝶野とは2年前に当時働いていた喫茶店で出会って親しくなり、彼からのプロポーズを受け結婚。しかし、会社を解雇され、自暴自棄になった蝶野を立ち直らせるために、敢えて力と共に彼の元を去った。現在は力との二人暮らし。
竹内 力（たけうち りき）
声 - 小野大輔
誕生日:9月5日 / 身長:191cm（生前）/ 体重:79kg（生前）/ 血液型:不明。
鳥束の守護霊である幽霊。緑の最初の夫。力の実父。
容姿、性格共に力と瓜二つだが、幽霊の特性上生前の記憶は無く、彼らが自分の妻子であることは知らない。
鳥束によると守護霊らしき行動は一切せず、近辺を散策する自由奔放な生活を送っている。力が誕生する以前の17年前に他界。満17歳没。
約20年前、國春と久留美の出会いのきっかけを作った。
中西 宏太（なかにし こうた）
緑の2人目の夫。力の義父。「蝶野雨緑」の項目参照。
小力2号（こりき2ごう）
声 - 小松未可子
4月12日生まれ、血液型O型。
燃堂家が飼う雌のハムスター。関西弁口調で会話する。他の動物と同じく、斉木とはテレパシーで意思疎通を取る。調子に乗り易い性格で、やや高慢な態度を取る傾向がある。
元の飼い主の下から脱走し迷っていたところを、斉木たちに助けられる。しかし飼い主が既に別のハムスターを飼っていたため、新たな飼い主を探す。そして灰呂・海藤・夢原の家を転々とした後、昔ハムスターを飼っていた燃堂家に引き取られる。
当初、燃堂を警戒するが、すぐに懐いて様々な場面で燃堂の服の中に隠れて行動を共にするようになる。
因みに楠雄の両親・祖父母各役と同じく、演者の小松も信役の前野と夫婦共演を果たしている。

#### 海藤家
海藤の母
声 - 恒松あゆみ
誕生日:10月14日 / 身長:163cm / 体重:49kg / 血液型:AB型
海藤・空・時の母親。眼鏡をかけた理知的な女性。年齢は40代。
普段は優しいが、非常に教育熱心。一流大学への進学を瞬に課し、日々勉強に励むように言い聞かせている。また、瞬の友達には同等かそれ以上の学力を求めているため、一時は斉木たちとの関係を断たせようとするが、斉木は自分と燃堂が優れた知能の持ち主であると彼女に思い込ませている。
かつてはキャリアウーマンだったが、結婚を機に専業主婦になった。瞬からは「ママ」、または「お母さん」と呼ばれる。
海藤 空（かいどう そら）
声 - 上田麗奈
海藤の妹で時の姉。中学2年生。
普段はおとなしい性格。怒ると非常に怖く、受験勉強で神経質になっているため、兄である瞬も頭が上がらない。
名前の由来は、「空間移動」。
海藤 時（かいどう とき）
声 - 藤井ゆきよ
海藤と空の弟。小学2年生。
兄を慕っており、瞬の中二病設定や偽の自慢話を信じ込んでいる。また、瞬のように強くなるために道場に通っていて、チンピラを瞬殺するほど腕っ節が強い。
名前の由来は、「時間移動」。

#### その他の家族
照橋 信（てるはし マコト）
声 - 前野智昭
3月4日生まれの18歳。身長:178cm / 体重:64kg / 血液型A型
照橋心美の兄。六神 通（むがみ とおる）の芸名で多くの人気作の主演を務めるトップアイドル。
物腰が柔らかく愛想良く振舞っており、妹同様ルックスも良く、男女問わず人気が高い。また、自伝は100万部を突破している。本性は身勝手で、妹と同じく自信過剰で妄想癖がある。
妹の心美に対する異常な愛情を持ち（斉木は「変態」と酷評している）、心美の男友達にも敵意を向ける。斉木が心美に惚れていると思い込み、彼を一方的に敵視している。これらの言動から心美からは疎まれており、度々家から閉め出されている。
テレビアニメ版では妹と同じく輪郭線の外側が光っている。
才虎の父（仮称）
声 - 大川透（第1期）、東地宏樹（第2期）
芽斗吏の父親。才虎財閥の総帥。
大富豪で息子に拝金主義思想を植えつけた。身に付ける貴金属と後光により目が眩むほど輝き、芽斗吏もその姿を良く分かっていないが、常に膝にシャム猫を乗せており、車椅子に乗っている事は判明している。
目良 浄（めら きよし）
声 - てらそままさき
千里の父親。42歳。
2年前に経営していた貿易会社が倒産し、多額の借金を抱えて、借金取りに言われるがまま海外で働かされた。そのため、千里たちは極貧生活に追い込まれた。
プエルトリコにいたが、その後自殺するために日本に帰国。斉木が借金取りを制裁したため、再び家族そろって生活できるようになる。
神野 和尚（かんの かずなお）
声 - 間宮康弘
鳥束の下宿先の梵嚢寺の住職。68歳。
鳥束の父親の知り合いで、厳しい修行を施している。
窪谷須 廉庵（くぼやす れあん）
声 - 乃村健次
亜蓮の父。36歳。両肩の刺青と剃り込みの入った坊主頭が特徴。
息子と同様元ヤンキーで、かつては襟足が長くリーゼントスタイル。敵対勢力から相当な恨みを買い、現在の自宅（元は彼の実家）にはおびただしい数の落書きが残る（亜蓮曰く「落書きした敵対勢力は父親が全員ぶちのめした」との事）。亜蓮が生まれてからは足を洗い、真面目に働き始めた。息子に対してはスパルタだが、そのまっすぐな生き方は亜蓮に尊敬されている。

### その他のキャラクター
PK学園の生徒・親族以外の人物・動物たち。名前が判明している人物・動物のみ記載。
蝶野 雨緑（ちょうの うりょく） / 中西 宏太（なかにし こうた）
声 - 森久保祥太郎
演 - ムロツヨシ
1987年6月27日生まれの27歳。身長:176cm / 体重:64kg / 血液型:O型
イリュージョニスト。燃堂緑の2番目の夫。読切版から登場。
「アメージング」が口癖。マジックショーで自身の登場時に謎のポーズをとる。緑からは「宏ちゃん」、義理の息子である力からは「宏太兄ちゃん」と呼ばれる。
元は出版社従業員で、23歳のとき喫茶店で緑に出会い、25歳で結婚。その1ヶ月後、解雇で自棄となり緑も財産も失い、路頭に迷った。しかし、自分には物を消す才能があると思い込み、それから2年の時を経て、イリュージョニストになる（その迷走ぶりは斉木曰く「マリオカートならとっくにジュゲムが介入している所」）。斉木の超能力をマジックと誤解し、彼を師として慕う。当初はイリュージョニストとしての能力が低く失敗・迷走も多いが、物語が進行するにつれ徐々に腕を上げて行き、終盤での最後の登場回では楠雄を本気で驚かせる程上達していた。
実写映画版では斉木とは面識がなく、斉木を慕う描写や会話もない。
名前の由来は「超能力」、本名は「中に仕込んだ」。
池見 華寿弥（いけみ かずや）
声 - 清川元夢
誕生日:9月26日 / 身長:165cm / 体重:53kg / 血液型:A型
蝶野の助手。老人のような容姿の男性。年齢は30代。通称イケさん（仕事中はマイケルとも呼ばれている）。読切版から登場。
読切版では蝶野に低賃金で雇われたホームレスで、一時解雇を経て再び蝶野の助手を務める。連載版では彼の右腕になった。
実写映画版では、オリジナルキャラである蝶野の母親（ジェシー）が助手を務めたため、未登場。
入達 遊太（いりだつ ゆうた）
声 - 小林由美子、天﨑滉平（高校生）
6月3日生まれ。身長:106cm / 体重:18kg / 血液型:O型
斉木家の隣に住む5歳の少年。53χから登場。『改造人間サイダーマン2号』のファンで、好きな動物はエランド。
常に被っている帽子と緑色の髪が特徴。天真爛漫な性格だが抜けている部分もある。
斉木・燃堂・照橋の3人をそれぞれ『サイダーマン2号』に登場するサイダーマン2号・コーラ男爵・ピーチTガール（詳細は後述）と誤解している。
子供が苦手な照橋への対抗策として斉木に利用されることがある。また、「ここみんズ」からは斉木と照橋の隠し子と誤解されている。
名前の由来は、「幽体離脱」。
アンプ
声 - 松岡禎丞
誕生日:11月29日 / 体長:58cm / 体重:5.5kg/血液型:AB型
斉木家の近所で暮らしている雄猫。命名は國春。36χから登場。
額にあるΨ形の虎模様とスカーフが特徴。心の中では「な」を「ニャ」に変換し、語尾に「〜ニャ」を付けて話す。他の動物と同じく、斉木とはテレパシーで意思疎通を行う。猫の中ではブサメンの部類に入るらしい。
動物らしからぬ下劣で人間臭い性格。人間に甘やかされたため、自分を含む猫を生物のエリート種族と見ており、人間を下等種族として見下す。そのため、自分に全く興味を示さない斉木が気に入らず、助けられた恩を忘れ、斉木家の前で毎日鳴くなどの嫌がらせをする。住民から食事をたかって生活しているため斉木が住む地域の地理に詳しい。
名前の由来は「アンプサイ」。
プシー
声 - 金元寿子
5月9日生まれ、血液型B型
49χに登場した雌猫。アンプに好意を寄せられ、サイの協力でアンプは彼女にアプローチを試みる。しかし変質者と間違われた挙句、誤ってサイに突き飛ばせれ失敗。そして彼女はサイに好意を持つようになり、以降はアンプと共に斉木家周辺に出没するようになった。
魂の叫び（ソウルシャウト）
9月23日生まれ、血液型AB型。
インディーズの売れないミュージシャン。8χから登場。
悪徳音楽プロデューサーに騙されて多額の借金を抱え自殺を図る。しかし、斉木と燃堂に助けられ再起を決意する。
90χではカラオケの曲に彼の曲が入っている。98χでは斉木の誕生日に対し祝辞コメントを寄せる。
アニメ版にも登場するが、声の出演はない。
魔美の店長（仮称）
声 - 竹本英史
7月12日生まれ、血液型A型。
目良の雇い主。47χから登場。美味しいコーヒーゼリーを作る技術を持ち、斉木も高く評価している。
一時客が減って情緒不安定に陥る。
白神 筆吉（しらがみ ふできち）
声 - 阪口大助
『サイレントサイボーグ』の作者。國春の担当する漫画家。21歳。172χから登場。
文面上で粗暴な人間を装うが、実際は小心者で陰湿な性格。
鬼松 獄哉（おにまつ ごくや）
声 - 家中宏
終焉社員。『週刊少年コニャック』編集長。國春の上司。
部下に厳しく、失敗すると自身の靴を舐めさせる。
ポチ美（ぽちみ）
飼い犬。1χに登場。トラックに轢かれそうになるが、斉木の超能力に助けられる。
73χに登場した並行世界では、斉木に見殺しにされ亡くなっている。
実写映画版にも登場する。
マイケル・スコフィールド
声 - 青山穣
ロンドンにある美術館の館長。107χに登場。
燃堂や白神の落書きのような絵を絶賛する。過去に、日本に在住した経験があり、日本語は流暢に話せる。
真鍋 梅久（まなべ ばいく）
声 - バイク川崎バイク
7月12日生まれ、血液型B型。
自動車教習所教官。112χに登場し、斉木・海藤・窪谷須を担当する。
チンピラ紛いのルックスと言葉遣いが特徴だが、バイクへの愛情は人一倍強い。
水原 一郎（みずはら いちろう）
5月5日生まれ、血液型O型。
斉木行きつけのレンタルビデオ店の店長。118χに登場。
休日は1日中映画館で映画を観る。貸出手続の際、その映画のネタバレ解説を心の中で行うため、斉木から「歩く映画百科事典」と称されている。
五味 寛（ごみ ひろし）
声 - 西谷修一
5月3日生まれ、血液型B型。
左脇腹町の名物行事・ゴミ拾い大会の前回優勝者。145χに登場。大会賞金100万円を狙い、吸田 殼雄（すいた がらお）と共に不正で大量の吸い殻を手に入れたが、斉木の力で全て焼却された。
ミケ
バタフライサーカスの猛獣使いのライオン。147・148χに登場。
極めて凶暴な性格。餌を食べないと芸をしない。人を襲うことを危惧した斉木に威圧されておとなしくなり、顔立ちもファンシーになる。
ビーナス月子（びーなすつきこ）
声 - 清水彩香
蝶野の同業者のマジシャン。220χから登場。
大きな瞳と巨乳が特徴。236χでは占いの館で勤務する。
よっさん、マサル
いずれも男性。よっさんは江戸っ子口調で話すブロガーで、マサルは彼の友人。229χに登場。
秘湯『彩納温泉』に訪れ、先に入浴していた斉木と出会う。
2人は水原の友人で、アニメ第2期の最終回ではアニメに出られなかったキャラクターとして登場する。
たかし
声 - 泊明日菜（小学生）、岩澤俊樹（高校生）
斉木・明智の元同級生。第三十一小学校の児童。247χから登場。
明智（当時は明日視姓）をいじめていたが、激怒した斉木に制裁された。顔立ちが高橋に似ており、斉木が潜在的に彼を嫌う原因の1つ。斉木が過去を改変するたびに大きな影響を受ける（折れた鉄棒を武器に斉木を脅して食料を要求する、10年で一気に老けて小鉢の種を未来への希望とするため斉木に水を要求する、明智と共に石化している、両脇に美女を抱えて札束風呂に入る、指名手配される、既に故人になっているなど）。

## 用語

### 超能力関連
超能力者
現代の科学では一切説明できない特殊な能力（超能力）を持つ人間。作中では斉木楠雄と相卜命のみ。

#### アイテム
制御装置
楠雄の超能力を抑える装置。空助の発明品。楠雄が小学5年生のころから頭部の左側に装着されている。形状から、作中では「ヘアピン」や「アンテナ」とも呼ばれる。
取り外すと装着時より遥かに強い超能力・身体能力を発揮する。自発的に短時間外すなら問題ないが、突然外れると楠雄本人が気を失い、同時に世界も滅亡の危機に陥る。仮に付け直しても、しばらくは能力の制御が難しくなる。また、睡眠中に外れると超能力が暴発するお寝超（おねちょ）という現象が起きる。マインドコントロールなど、一部の能力を使用するときは、制御装置をはずす必要がある。
この装置は楠雄の超能力の制御をするだけで成長を止める機能は無く、少しずつ小5のころの1番能力が強かったころの楠雄に近付いている。
起爆スイッチ
取り外すと世界中のインターネットをハッキングして楠雄の情報を拡散する装置。空助の発明品。楠雄が小学5年生の時から制御装置とセットで頭部の右側に装着されている。
空助は超能力は人類のために活用するべきと考えてその機能を付けたが、人類に興味をなくしたため解除する。
色付きの眼鏡
斉木が石化能力を抑える眼鏡。レンズは緑色で、度は入っていない。元は斉木の玩具で常時掛けている。普通の眼鏡や仮面などでも代用可能。
透明な手袋
サイコメトリーの発動を抑える手袋。肉眼では視認できないほど薄く、透明で破れやすい。斉木が普段両手に付けている。
ゲルマニウムリング
久留美が悪徳商法によって買わされた指輪。楠雄が所有する。
普通に市販されているが、装着するとゲルマニウムによって斉木のテレパシーが遮断される。斉木はこの状態を「人類燃堂化」と呼ぶ。
テレパスキャンセラー
テレパシーを無効化し、着用する人物の心の声を楠雄に聞こえないようにする装置。アンテナが1本しかないが、形状は楠雄の制御装置と似ている。楠雄のテレパシー研究の末に空助が開発。

#### 斉木楠雄の超能力
本作品の主人公である斉木は、生まれつきで強力かつ様々な超能力を使用できるが、制約や欠点を伴う使い勝手の悪いものも多い。斉木の身体の成長と共に超能力も次第に強大化し、小5のころにそれがピークに達する。それ以降は自分でも制御できなくなり、上記の制御装置で能力を抑えている。
テレパシー
人など動物の思考を受信したり、逆に自分の思考を送信する能力。
受信は自力では制御不能で常に他人の本心が聞こえる。それゆえ、斉木は2歳にして人間に絶望したことがある。虫のような小さな個体ほど思考は読みづらい。また、燃堂のように何も考えていない人の心を読むことができない。逆に、明智のように考えすぎている人間に対しては一部分しか読み取れない。周囲に多数の人がいる場合、大量の思考が1度に聞こえるため、心の声を聞き取りにくくなる。さらに、本人も気づかない潜在意識（性的嗜好など）は聞こえない。先述のゲルマニウムリングなどゲルマニウムを含む物を装着するとこの能力は遮断される。現在の受信範囲は半径200m（制御装置が外れた状態では地球全域）。
斉木は、自分の超能力を知っている人物や動物に対しては主にこのテレパシーで意思疎通をしている。
天使のささやき（エンジェル・ウィスパー）
罪の犯した相手にテレパシーで語りかけ、天使（善の心）に成り代わり良心を刺激する。
虫の知らせ（バグ・ニュース）
テレパシーで擬似的な「虫の知らせ」を相手に送り、アドバイスなどをする。
強制以心伝心
自身を中継して他人の本心を別の人に送信する。
好感度メーター
テレパシーで好感度を0～100の間で数値化する能力。相手との関係や人間性で大きく変化する。
テレパシー一斉送信
相手に一つの膨大な思考を送り、対象者の思考を著しく妨害する。
脳内子守歌
脳内に子守歌を流し相手を眠らせる。だが、効果には個人差がある。
イミディエイト・テレパシー
対象者に手で触れて、テレパシーで音声に加え視覚情報を送る。
サブリミナル
天使のささやきと似た能力。テレパシーで相手に複数の単語をささやき暗示を掛ける。小説1巻に登場。

念力（サイコキネシス）
意思の力だけで物を動かしたり破壊するなど、使用用途が非常に多い能力。大きな力の要る動作は問題ないが、日常的な軽い動作には力の調整が難しい。
火事場のバカ力
対象者の攻撃に合わせて念を飛ばすことで威力を大幅に上げる。
アシスト
火事場のバカ力の応用。念力で対象者のパワーやスピードを上げ、しばらく疲れずに作業を続けられる。小説2巻に登場。

サイコビット
念力で自身の周囲に複数の岩を浮かせる。触れた相手にダメージを負わせたり、遠方に飛ばして攻撃できる。『J-STARS』では斉木の主力技として登場。
制限解除サイコキネシス
空中から巨大な光の球体を放って攻撃する技。名称は『J-STARS』で判明。小島を丸ごと消滅させるほどの威力がある。霊体には通用しない。

透視
物体を透過して視認する能力。
視る秒数によって透過度が上昇し、人間なら3秒で服が、5秒で皮膚が透けて視える。透過は制御できないが、瞬きや視界から外すことでリセットされる。制御装置がない状態では、皮膚・衣服を挟まず直に骨まで透視する。なお、この能力の影響で斉木は幼少時から裸体を見慣れており、女性の裸体にも性的興奮を一切覚えない。
予知
未来を知る能力。
頭痛や夢を見ることで突発的に発動する。予知の内容は断片的で、実際の状況は自分で推理するしかないが、稀に出来事の一部始終を見ることが出来る。なお、夢の中では斉木が超能力を失っているが、これが実現したことは1度もない。
テレポート / アポート
物体を転送したり、逆に遠方から物体を引き寄せる能力。二つの力は常に同時に発動しており、すなわち交換する形となる。
対象の物体同士金銭的に等価であることが発動の条件（等価交換）だが、±10%以内の誤差は許される。そのため価値が高い物との交換を繰り返せば、より価値が高い物を入手できる。
なお、人体は0円として扱われ、服装・所持品などで価値が判定される。価値がつく以前の品は、価格に関係なく0円として扱われることもあれば、法外な値段もそのままの額で取り扱われることもある。
千里眼
遠方を見る能力。寄り目にすることで発動するが、それによって他者から不審に思われ、変顔として認知されることもある。肉眼で直接見たことがある場所でないと視ることができない。
幽体離脱
自分や他人の魂を体外に解き放つ能力。取り出した他者の魂は、44秒以内に肉体に戻すか憑依させないと成仏する。また、この能力を使えば物理攻撃が効かない幽霊にも干渉できる。
憑依
幽体離脱応用能力。他人の肉体に取り憑く能力。
入れ替わり
幽体離脱応用能力。他人と人格を入れ替わる能力。
瞬間移動
自分自身や他人を瞬時に移動させる能力。
映像や写真で見た場所にも移動できるが、1度使用すると再度の使用には3分間（実写映画版では10分）のインターバルが必要。
連続瞬間移動
連続使用にインターバルが必要ない瞬間移動。小説2巻で並行世界の斉木が制御装置を外して使用する。

パイロキネシス
分子振動を活性化させ発熱させる能力。
細かい温度調節は難しいが、発火させたり顔を赤面させたりと、比較的幅用途の幅が広い。斉木は風邪を引いたときにこの能力で自身の体温を上げ、ウィルスを一気に殺菌している。
氷結能力
対象物を凍らせる能力。
念写
特定の人や物などの現状を紙に投影する能力。
所要時間は1分だが、その間に僅かでも雑念が生じるとそれが念写されてしまうため、難易度が高い。
復元能力
1日前に時間を巻き戻して壊れた物を直す能力。
周辺にある物の時間も一緒に巻き戻り、人間に使うと1日前の体に戻る。同じ対象には1日1度しか使えないため、1日より前の状態には戻せない。また、死者を生き返らすことはできない。制御装置が外れている状態では7年前の状態に戻すことができ、同じ対象に1日3回使えるようになる。また、斉木の超能力の成長によっては、戻せる時間を自由に選べる。
マインドコントロール
常識に干渉し、あらゆる不自然なことを自然に思わせる能力。
人間の精神・身体や宇宙全体に影響を及ぼすこともできる。使用には制御装置を外す必要がある。この能力は不可逆的で、使用すると元に戻すことはできない。周囲への影響が多大であるため、斉木はこの能力の使用には特に慎重である。
サイコメトリー
手で直接触れた物の残留思念を読み取る能力。
自発的に発動を制御できない。物によっては触れると精神的苦痛を受けるため、斉木はこの能力を最も嫌い、普段は肉眼では視認が困難な極薄な透明の手袋をつけて物に直接触れないようにしている。
なお、他人に直接触れると他人の感覚を共有するため、霊能力者の鳥束に触れることで幽霊を視認できる。
逆探知
サイコメトリー応用能力。通話中の電話機に使うことで、通信先を特定することが出来る。

透明人間
自分の姿を透明化し、自らの存在を周囲に悟られないようにする能力（ただし、霊能力者の鳥束のみ視認が可能）。
透明化しても実体は存在し、物理的行動もできる。1分間の所要時間に斉木が物質に触れている場合、その物質も一緒に透明化する（人間も可）。透過の制限時間は10分間。また透明化中、他人に触れられたら解除される。透明化中は他の能力（テレパシーを除く）を使えない。女体化の際は、制御装置のみ透明化している。
発汗能力
皮膚から汗を自在に放出する能力。運動後に自分が疲れている様子を周囲に印象付ける。
記憶消去
相手の1分間分の記憶を消す能力。
頭を「バールのようなもの」で殴り、別の記憶を相手に置換するが、どのような記憶になるかは人によって異なる。
変身能力（トランスフォーメーション）
自分の身体を他の生物に変身させる能力。性別を変えることもできる。
所要時間は2時間だが、実在する個体にはなれない。人以外に変身すると能力の制御が難しくなる。斉木は誕生以前からこの能力を無意識に使用し、誕生時には女児の姿となっていた。
幼児化
変身能力の応用。変身能力によって身体を幼児化させる。

催眠
対象者の姿を周囲に別の誰かと思い込ませる能力。斉木本人には使用不可能。
石化
斉木と目を合わせた人間を石にする能力。普段は眼鏡をかけて抑制している。
石化した人間は1日経つと元に戻り、石化時の破片は体から剥がれ落ちてすぐに消える。石化した人間は死者に準じ、復元能力でも石化を解除できない。石化した人間が壊れても復元能力で元に戻せるが、同じ対象に1日1回しか使用できないため、石化解除前にもう1度破壊されたら2度と元の姿に戻れない。
縮小化 / 巨大化
自身の身体を縮小したり巨大化させる能力。
縮小化は早いが巨大化は遅く、1度縮小化すると巨大化で元のサイズに戻るまでに1時間を要する。身体的能力は変身したサイズによって異なるが、空中浮遊以外の超能力は使用できる。巨大化は無意識に「80mになりたい」などと口にすると、目標サイズになるまで巨大化し続ける。
呪い
特定の人物の将来を不幸にする能力。
対象者に触れ呪いをかけることで発動し、解除もできる。呪いの内容は斉木の判断次第で変更可能。
タイムリープ
時空を超えて過去や未来を往来する能力。能力には以下の2種類が存在する。この能力は、両親が出会った20年前にタイムスリップした際に身に付いた。
一つは自分の意志とは関係なく突発的に短時間過去に戻ることを繰り返すもの。斉木曰く常人にとってのしゃっくりと同じ頻度で発生する。精神状態を無にすることでループから離脱できるが、場合によっては離脱に何度もループを要する。
もう一つは斉木が任意に5年前以前の過去に戻るもの。同じ人間が同じ世界に2人存在していることを誰かに気付かれた瞬間、過去の世界から強制的に追い出されるため、斉木は変身能力で姿を変えている。また、現在に帰る時は過去に滞在した分の時間が進んだ時点に戻る。
演奏中止レーザー
カラオケの演奏を強制停止させる能力。目から他者には見えない光線が出る。
空中浮遊
文字通り空中を浮く能力。
熱々のラーメンを食べても眼鏡が曇らない超能力
眼鏡の曇りを防ぐ能力。小説1巻で使用。
サイコホールド
前方長めに電流を出し、当たった相手を拘束する技。『J-STARS』で登場。
幻覚
実体のないものを相手に見せる能力。一瞬しか出せないのであまり役に立たないが、精神的に弱った相手には効果がある。
バイロケーション
分身（ダブル）によって自身のコピーを作る能力。
分身は本体の力と能力のほぼ全てを受け継ぐが、分身を重ね続ける度に外見・人格の精度は落ちて別人と化し制御も難しくなる。一人につき分身1体しか出せず、複数出す場合は分身に分身を命令させるしかない。発動には多大なパワーを使用するため、制御装置を外す必要があるが、1度発動させれば装着し直しても消えることは無い。制御装置による力の弱体化や本体のダメージは分身にも反映されるが、分身が受けたダメージは本体に影響しない。分身はテレパシーで思考を共有し、一瞬で消すこともできる。

#### 相卜命の超能力
ゲーラ
視認した人物の発出するオーラによって、相手の運気・ポテンシャルを判断する能力。
オーラには様々な種類があり、人によって大小も異なる。しかし、人1倍強大なオーラを持つ斉木の半径200m圏内にいると、他の人物のオーラがかき消されて見えなくなるため、この能力は事実上無効化される。
名称は母親の機嫌をオーラで判断していた幼少期の相卜が、「激おこオーラ」の略から名付けた。
『勇者学』では「ゲームが上手い人が出すオーラ」として、『彼方』では芸能人が発する特有のオーラとしてこの言葉が使われる。
占い
様々な手段を用いて対象者の将来や行方不明者の現在地などを知る能力。相卜本人にも使用可能だが、万能性はなく必ずしも結果が診断通りにいくとは限らない。また、この能力を使い宝くじの当選番号などを予知できるが、その対価として災難に見舞われる。

### 幽霊関連
霊能力者
霊的存在や霊的世界を認識し、それらと会話をする能力を持つ人間。代表的な人物は鳥束。作中では複数の霊能者が存在するが、大半は鳥束のように霊を鮮明には視ることができず、誤った幽霊のイメージを流布させている。
幽霊
作中に登場する死者の霊。基本的に目には視えないが、鳥束ら霊能力者や、鳥束にサイコメトリーを行使している斉木は視認可能。
欲望を満たす必要がないため無感情で心優しい性格。しかし元は人間であるため、口寄せの度が過ぎると「生身の身体を取り戻したい」という自我が生まれ、その人物の身体を乗っ取ろうとする。稀に悪の心に目覚め、他の幽霊へ危害を加える悪霊になる幽霊もいる。基本的に生前の記憶は失われ、鏡に姿が映らないため、自身の容姿を知ることはできない。属性・性格は引き継いでおり、中には独自調査で自身の生前の素性を把握している幽霊もいる。除霊方法は、願いを叶えさせ成仏させる、守護霊が憑いている人物の殺害などがある。幽霊は老若男女を問わず、日本国外や大昔の服装をした者や動物霊などがいる。基本的には物質に触れられないが、生前に思い入れが強かったものは接触も可能。幽霊に物理的な攻撃は効かないが、斉木は幽体離脱すれば触れたり有効な攻撃を加えることができる。

守護霊
人に取り憑き、取り憑いた者を守る幽霊。
人の出生時に必ず取り憑く。その者にとって親戚や親しい人物の霊や動物霊が守護霊になることは稀で、生前の人が守護霊になることもある。取り憑いている人間が死亡するとその守護霊も消える。また、取り憑いた人間から離れて行動する時もあるが、その時は憑りつかれている人間が災難に遭いやすくなる。

霊界
死者の霊が幽霊や守護霊となって存在する場所。本作品では、現実世界と場所的に重なっているが目に見えない部分に相当する。
霊界の存在は一般的に知られておらず、斉木も鳥束と出会うまでは信じていない。

#### 鳥束零太の霊能力
鳥束は、幽霊を視たり会話をすることができるが、視ただけでは生身の人間と区別することも難しい。幽霊に触れることや除霊はできないが、説得が上手くいけば成仏させることはできる。幽霊以外にも透明化した斉木を視認することもできる。
口寄せ
幽霊を自身に憑依させ、その霊の人格に成り代わる能力。鳥束曰く「苦しい修行の末手に入れた霊能力禁断の秘技」。成り代わっても鳥束の意識は保たれ、彼の意思で自身と憑依させている幽霊の人格を自在に切り替えることも可能。また、その霊が生前から持つ身体能力や格闘技なども行使できる。ただし、憑依させ過ぎると霊に「生身の身体を取り戻したい」という自我が芽生え、その霊に身体の主導権を奪われるデメリットも存在する。
悪魔憑き
自分の霊魂を他人の身体に憑依させて身体を乗っ取る能力。発動条件は自身の体に霊を憑依させていることと、身体に自身の魂が抜けるほど強い衝撃を受けること。なお、鳥束の身体は憑依した霊に主導権を譲ることになる。

### 作中作
作中で登場する主なコンテンツ。
改造人間サイダーマン2号
子供たちに人気の正義のヒーロー番組およびその主人公（声 - 柳田淳一）。
主人公が体のあちこちに装着する「エナジーサイダー」を使って空を飛ぶなど、露骨なサイダーの販促宣伝をしている。ヒロインはピーチTガール。敵のボス・コーラ男爵（声 - 小野大輔）は容姿が燃堂一家に酷似する。
魔眼探偵ジョーカー
作中で放送されている六神主演のテレビドラマ。視力7.0の右目とIQ6000の頭脳を武器に魔眼探偵・ジョーカーが数々の難事件を解決する推理サスペンス。
作中では人気が高い。内容は枝葉末節を重視しており、斉木からの評価は低いが、海藤は探偵のコスプレをするほど熱中している。
週刊少年コニャック
終焉社が発行する創刊2年の週刊少年漫画誌。前身は週刊漫画誌『少年スコッチ』。
海藤や窪谷須が愛読しており、同編集部には國春が勤務する。編集長は鬼松獄哉。
創刊2周年を記念してコニャックのオールスター競演による格闘ゲーム『Cヒーローズ バーリトゥードバトル』が発売される。
あわよくば三太郎
『コニャック』で連載する少年漫画。作者は東 夢叶（あずま むと）。國春の担当作。略称は「あわ三」。『まんべんない！牛澤』・『もれなく陽一』と並ぶ『コニャック』の看板作品。前身『スコッチ』から合わせて13年の長期連載で、139χで最終回を迎える。
オッドアイ・ペルソナ・ケルベロス
バトル漫画。当初は作中の『ジャンプ』で連載されるが、のちに『コニャック』へ移籍する。
略称は「オッペケ」。話数カウントは「戒」。中二病じみた作風や多すぎる専門用語で『ジャンプ』での人気は低迷するが、海藤は愛読する。
サイレントサイボーグ
『コニャック』で連載するSFバトル漫画。略称は「サイサイ」。作者は白神筆吉。斉木が唯一愛読する『コニャック』作品でもある。
近未来を舞台に、サイボーグの主人公が葛藤しながらも、他の凶悪なサイボーグから人々を守る物語。國春が担当になると誤ったアドバイスで人気が低迷するが、楠雄の介入によって従来の作風を取り戻し、人気も上昇する。264χに六神主演で実写化する。
ワンダーアドベンチャーX-2
作中の大人気ゲームソフト「ワンダーアドベンチャーシリーズ」最新作（50χ時点）。発売当日に高橋が、51χの時点で海藤が手に入れる。
本作品の小説1巻や『勇者学』、『勇者パーティー現る』にも同名のゲームシリーズが登場する。
VALKYRIE BREAKER（ヴァルキリーブレイカー）
作中に登場するカードゲーム。基本的なルールは遊☆戯☆王オフィシャルカードゲームと同じ。
週刊少年ジャンプ
現実と同じく、作中でも人気の少年漫画誌。燃堂や海藤、窪谷須も愛読している。一部では早売りをしている書店もあるらしい。
実際に本作品と同時期に連載した作品（『ONE PIECE』、『暗殺教室』、『こち亀』など）、作者を同じくする作品（『勇者学』『彼方』）、『バクマン。』の作中作（『CROW』『ラッコ11号』）が架空の作品（『オッドアイ・ペルソナ・ケルベロス』など、後に『コニャック』に移籍）と共に連載されている。

### 地理
左脇腹町（ひだりわきばらちょう）
物語の主な舞台である地域の名称。スカイツリーの見える場所に位置し、S県という県に所属する。
中流エリア
左脇腹町北部のベッドタウン。斉木・海藤らが住む。住民はマイホームを持ち、東京都へ通勤するサラリーマン家庭が大半を占める。庭付きの一戸建てが多く、夜になると閑静になる。
上流エリア
左脇腹町北部の高級住宅地。照橋・才虎らが住む。住民は美意識が高く、街並みは比較的綺麗で、町内の中では最も治安が良い。
メインストリートエリア
左脇腹町駅を出て北部へと伸びる繁華街。商業・娯楽施設などが多数位置し、町内では最も賑わっている。
外れエリア
メインストリートを抜けた先にある。店舗（ゲームセンターなど）・住宅が多く、主に中高生が集まる。
商店街エリア
左脇腹町で店舗が最も多く連なる。燃堂・蝶野らが住む。かつては古き良き街並みだったが、若者の集客に力を入れ、現在は比較的近代的かつお洒落な街並みとなっている。
駅前広場エリア
左脇腹町駅の改札前。路上パフォーマーが多く集まり、よく待ち合わせ場所に使われる大きな噴水がある。都会からのアクセスが良く、テレビ撮影に使われることがある。一方で不法自転車や路上生活者問題などが深刻化している。
工場地区エリア
左脇腹町の南東部。目良が住む。工場からの騒音公害が酷く、家賃は町内で最も安い。住宅や商業施設はほとんどなく、町内では最も治安が悪い。
郊外の緑豊かな山エリア
左脇腹町の最も外れに位置する。初詣に参拝客が訪れる正月以外は閑散としており、しばしば田舎と誤解される。鳥束が居候する寺がある。
隣町（となりまち）
左脇腹町の隣に位置する町。商店街やボウリング場などのレジャー施設が存在する。
一国山（いっこくやま）
久留美の両親が住む田舎町。
左脇腹町から電車・バスを通して約半日かかる。交通の便は悪くバスは1日に2、3本程度しか出ていない。久留美の実家近くで彩波手遊園地（さいはてゆうえんち）という非常に荒廃した遊園地が営業している。
空助が移住すると、スマートフォンなどのタブレット端末が普及し、街並みも近未来的になる。
遠井町（とおいちょう）
左脇腹町から電車で2時間弱の場所にある自然豊かな町。毎年、PK学園のテニス部が夏合宿に訪れる。
この地域特有の毒キノコ・パルプン茸が存在し、食べると身体に様々な異常現象が起こる（1時間経つと元に戻る）。
忍舞県（おしまいけん）
作中に登場するオリジナルの県。観光名所や建造物が豊富だが、どこかで見たことがある物ばかり。
ここにある御割山（おわりやま）が斉木が毎年止めている大噴火を引き起こしている。

### 企業・店舗・組織
終焉社（しゅうえんしゃ）
國春が勤務する出版社。『週刊少年コニャック』を発行する。
経営体制は編集者が借金の取立てのように漫画家から原稿の催促を行う。作中では有名なブラック企業で、評判はあまり良くない。
集英社と読みが似ているが無関係。なお、集英社は作中でも存在する。
魔美（まみ）
斉木行きつけの純喫茶。創業26年の老舗。自家製のコーヒーゼリーが絶品で、目良がアルバイトで働く。
近所に大手コーヒーチェーン店が建ってからは、経営状態が悪化する。斉木・目良以外の登場人物もしばしば訪れる。
才虎財閥 （さいこざいばつ）
建設・通信・金融など、あらゆる大企業を抱える超一流大財閥。その勢力は中川財閥や姫川財閥にも匹敵するほど。
覇王翔吼軒（はおうしょうこうけん）
不衛生極まりないラーメン屋。
『勇者学』にも同名のラーメン屋が登場するが、そこまで不衛生ではなく店主も別人で、ラーメンの評価も高い。
ここみんズ
照橋心美の勝手連的なファンクラブ。PK学園生徒のみならず、教師や他校の生徒、果ては大物政治家も多数入会する巨大勢力。現会長（8代目）の沢北をはじめ、幹部には照橋と同じPK学園2年生が多い。
会員たちは照橋を病的に心酔し、会員以外の人物が照橋と少しでも関わると、容赦ない粛清を加えることもある。会員にも照橋との会話内容を制限している。また『鉄の掟10ヶ条』という規則を敷き、会員たちに守らせる。

### PK学園高校

超能力実験・訓練用として実在するゼナー・カード。PK学園クラス名の元ネタ。このカード（ESPカード）は小説1巻にも登場する

斉木たちが通学する開校20年以上の私立高校。S県左脇腹町南部に位置する。校舎は4階建て。クラスには「○（1）組」「＋（2）組」「巛（3）組」「□（4）組」「☆（5）組」がある。2χの時点で全校生徒数は542名（42χの時点で2年生は181名）。男子は白いカッターシャツと緑の上着とズボン、女子は緑の襟がついた白いシャツ（冬には上着を着ている生徒もいる）にスカートが制服となっている。なお、アルバイトは校則で禁止されているが、斉木のマインドコントロールによってその校則は無くなる。
秋ごろには体育祭や学園祭（PK祭）、2年の夏ごろには修学旅行などの学校行事も行われるが、作中では毎年描かれるわけではない。
PK学園Ψキッカーズ（ピーケーがくえんサイキッカーズ）
斉木・鳥束・相卜の異能者3人で構成されるグループ。鳥束・相卜によって勝手に結成したため、斉木はとても疎ましく思っている。後に、明智も鳥束と相卜に推理力を見込まれて、勝手にメンバー入りさせられた。

#### 部活動
PK学園の部活動。セパタクロー部、ダンス部など様々な部活動が存在するが、ここでは詳細が明確になっている以下の部を記述する。
オカルト部
鳥束が立ち上げた部活動。部室は視聴覚室。部員は斉木と鳥束に海藤、夢原、万城乃の5名。名目上部長は斉木だが、部で何らかの表立った活動を行う際には鳥束が中心となる。
オカルト研究を名目に、鳥束が吊り橋効果で自身のハーレムを創り上げる目的で設立する。そのため当初は（斉木・鳥束を除く）男子禁制だが、あっさり解禁される。夏休みには鳥束が住む寺で1泊2日の夏合宿を行う。
テニス部
灰呂が部長を務める部活動。部員たちは日々コーチによる過酷なスパルタ練習に晒される。
毎年夏休みには遠井町で1週間ほどの夏合宿を行う。女子テニス部も存在する。
新聞部
学級新聞の記事の主力となっている部活動。
部長の天浄曰く、PK学園で最も影響力のある部活動だが、他人を陥れるような捏造記事の制作も平然と行う。後に斉木の手によって一時的に勢力を失う。
野球部
佐藤が所属する部。試合展開や部員の役割・性格が野球漫画に登場する典型のようなチーム。
燃堂がたまに助っ人で試合に参加する。

### その他の用語
ダークリユニオン
海藤が妄想する作中でも架空の組織。人類の淘汰を目論む悪の秘密結社という設定。略称はDR。
おっふ
照橋に会った人（主に男性）があげてしまう奇声。「おっふっ」とも言う。「おっふ」と言うことを「おふる（おっふる）」、（照橋に会っても）「おっふ」と言わないことを「おふらない」と言うなど、活用することもある。
いるまんじゅう
埼玉県や入間市を代表する名産品という設定の架空の饅頭。斉木の好物。『暗殺教室』とのコラボ「殺せんせーVS斉木楠雄〜入間市最終決戦〜」や小説1巻に登場する。後に入間市などが現実に実商品化する。

## 単行本併録作品
いずれも麻生の読切作品。集英社の媒体に掲載後、単行本などに収録された。
三上少年探偵ファイル
主人公である探偵三上 迷（ミカミ メイ）の推理を描くギャグ漫画。『赤マルジャンプ』2009 WINTTER掲載。短編集収録。
三上は『斉木』14χや小説2巻にも登場する。また、三上と彼の相棒只次崇行（ただつぐ たかゆき）は『斉木』キャラクター人気投票にランクインする。
ぼくのわたしの勇者学（番外編）
ジャンプスクエア2008年7月号掲載。短編集収録。
RPG風の世界で勇者部メンバーが冒険をするという内容。
解説フルパワー高校野球!!〜今年のポメ高は一味違う!?〜
野球を扱ったギャグ漫画。『週刊少年ジャンプ』2009年37・38合併号掲載。短編集収録。全1ページ。
お前んち、お化け屋敷
ホラー物を扱ったギャグ漫画。『週刊少年ジャンプ』2011年5・6合併号掲載。単行本2巻収録。
主人公の鳥塚霊太（とりづか れいた）は『斉木』に登場する鳥束零太と共通点が多い。
劇団！インプロビゼーション
廃部寸前の演劇部を描いたギャグ漫画。『週刊少年ジャンプ』2008年50号掲載。単行本3巻収録。
LEGEND TOWER（レジェンド タワー）
『週刊少年ジャンプ』2006年49号掲載。『超能力エクサΨズ』収録。
トレジャーハンターのスティールが伝説の塔（レジェンド・タワー）に挑むという内容。
TERRACE HOUSE DUST（テラスハウスダスト）
シェアハウス・「雲木漏れ荘（うんこもれそう）」で暮らすダメ人間たちを描いたギャグ漫画。原案三原すばる。『少年ジャンプ+』2014年8号掲載。単行本12巻収録。
青少年有害環境規制法
『週刊少年ジャンプ』2017年36・37合併号掲載。単行本25巻収録。
殺せんせーVS斉木楠雄〜入間市最終決戦〜
『斉木』と『暗殺教室』のコラボ。『少年ジャンプNEXT!』2012 AUTUMN掲載。『斉木』4巻・『暗殺教室』2巻収録。
続編として『殺せんせーVS斉木楠雄〜入間市最終決戦〜II』が『少年ジャンプNEXT!』2013 SUMMERに掲載された。『斉木』6巻・『暗殺教室』7巻収録。
番外編
斉木楠雄のΨ難 超能力エクササイズ
週刊少年ジャンプ2012年40号～2013年39号まで本編と平行に掲載されていたクイズ。本誌連載時に本編の前後に掲載された解説ページ。初期は同名のゲームブック収録で、クイズに答えて応募すると抽選でプレゼントがもらえた。『オフィシャルゲームブック 斉木楠雄のΨ難 超能力エクササイズ』として単行本化された。
斉木楠雄のΨ難 番外編
ジャンプNEXT! 2013 SPRING掲載。単行本5巻収録。
斉木楠雄のΨ難 番外編
ジャンプビクトリーカーニバルガイドブック掲載。単行本11巻収録。
もしも斉木楠雄が『食戟のソーマ』の世界に行ったら・・・!?
週刊ジャンプ2014年22・23合併号掲載。単行本12巻収録。
斉木楠雄のΨ難 番外編 斉木楠雄のΨ初
斉木楠雄の幼少期時代のエピソード。ジャンプNEXT2015年 vol1掲載。単行本13巻収録。
照橋心美のΨ難
照橋心美を主人公とするスピンオフ作品。『Cocohana』2015年8月号掲載。単行本15巻収録。
4コマ版番外編
斉木楠雄のΨ難 番外編
単行本4巻収録。
斉木楠雄のΨ難 番外編
最強ジャンプ2014年1月号掲載。4コマ漫画。単行本9巻収録。
斉木楠雄のΨ難 番外編 海藤瞬の闇の世χ
単行本19巻収録。海藤瞬をメインとした4コマ漫画。
斉木楠雄のΨ難
ジャンプ+公開。単行本19巻収録。テレビアニメスタート告知漫画。
斉木楠雄のΨ難 夏休みの4コマ
『週刊少年ジャンプ』2017年36・37合併号掲載。単行本23巻収録。夏休みを題材とした4コマ漫画。
4コマセレクション
本作品の4コマ漫画。『週刊少年ジャンプ』2018年14号 - 31号超能力エクサΨズ掲載。タイトルに『セレクション』とあるが、単行本26巻に全話収録。
俺とお前と麻生君
『勇者学』から続く単行本のコーナー。担当編集者の服部雄二郎が制作背景などについてイラスト共に執筆している。

## 企画展開
ニューパワージェネレーション（New Power Generation）
2012年末当時の新鋭の作品をプッシュする企画。略称はNPG。『週刊少年ジャンプ』2012年49号開始。本作品は『黒子のバスケ』『ニセコイ』『ハイキュー!!』『暗殺教室』と共にこの企画の対象に選ばれた。ポスターや特製ストラップなどのプレゼントの他、作画の映像の公開などが行われた。
2013年6月には全国のジャンプショップにて、「ニューパワージェネレーションフェア」が開催された。
第1χキャラクター人気投票
連載1周年を記念して表紙巻頭カラーを飾った『週刊少年ジャンプ』2013年30号より人気投票が行われた。応募総数は5884票。結果はセンターカラーを飾った同年41号掲載。単行本7巻収録。
本作品の登場人物に混じり、鋼野剣など麻生による他作品の登場人物や、同時期に『週刊少年ジャンプ』にて連載した松井優征・渡邉築・平方昌宏などもランクインした。
なお、人気投票が発表された号では本編が全て結果発表に使われた。
| 順位 | キャラクター | 票数   |
| ---- | ------------ | ------ |
| 1    | 斉木楠雄     | 3869票 |
| 2    | 海藤瞬       | 1307票 |
| 3    | 燃堂力       | 1264票 |
| 4    | 鳥束霊太     | 1093票 |
| 5    | 麻生周一     | 871票  |
| 6    | 照橋心美     | 854票  |
| 7    | 斉木楠子     | 762票  |
第1χ大爆笑&大好きなエピソード投票
連載2周年を記念して表紙巻頭カラーを飾った『週刊少年ジャンプ』2014年28号より行われた。応募総数は779票。結果はセンターカラーを飾った同年43号掲載。単行本11巻収録。
| 順位 | エピソード                                                      | 票数 |
| ---- | --------------------------------------------------------------- | ---- |
| 1    | 92χ 万Ψ！ツンデレおじいちゃん                                   | 48票 |
| 2    | 27χ 魅惑のΨ高級コーヒーゼリー                                   | 43票 |
| 3    | 81χ Ψ新家電を買いにいこう！                                     | 27票 |
| 4    | 54χ Ψ木楠雄の♀難                                                | 26票 |
| 5    | 13χ Ψ色兼備！照橋心美 50χ クソゲーΨ新作！オルファナスストーリー | 23票 |

## 担当編集者
1. 服部雄二郎（2006年ごろ[35] - 2014年6月ごろ[35]） - 麻生が初投稿した時からの担当[35]。
2. 片山（2014年6月ごろ[35] - 2015年10月ごろ） - 最強ジャンプ編集部より異動[35]。
3. 頼富亮典（2015年10月ごろ） - テレビアニメの原作協力も担当している。

## アニメ
第1期は2016年7月より12月まで放送された。『おはスタ』内のコーナーとして最速放送し、まとめた5話分を30分枠でテレビ東京・テレビ愛知・テレビ大阪などで翌週の日曜日深夜にまとめて放送するという変則的な放送形態を採っていた。ナレーションは古川慎が担当。
第2期は第1期最終回の放送で制作が発表され、2018年1月17日から6月27日まで放送された。深夜枠のみの放送となり、放送局も上記の3局に加えてテレビ北海道・テレビせとうち・TVQ九州放送が追加されている。また、本放送前週の1月10日に事前特番『「斉木楠雄のΨ難」第2期放送直前 アニメΨ始動!おかえりなΨスペシャル!』が放送された。
完結編は、第2期最終話、および第2期公式サイトにて6月28日に新作アニメの制作が発表された。9月3日には完結編の制作が発表され、12月28日朝7時35分 - 8時30分に年末特番として放送。
Ψ始動編は、2019年3月24日に行われたAnimeJapanのNetflixの斉木楠雄のΨ難ステージにて、新シリーズの製作発表をし、Netflix独占で配信をすることを発表し、同年12月30日に配信された。

### スタッフ
|                               | 第1期                                                | 第2期                                                       | 完結編                                                      | Ψ始動編                                                     |
| ----------------------------- | ---------------------------------------------------- | ----------------------------------------------------------- | ----------------------------------------------------------- | ----------------------------------------------------------- |
| 原作                          | 麻生周一                                             | 麻生周一                                                    | 麻生周一                                                    | 麻生周一                                                    |
| 監督                          | 桜井弘明                                             | 桜井弘明                                                    | 桜井弘明                                                    | 桜井弘明                                                    |
| シリーズ構成                  | 横手美智子                                           | N/A                                                         | N/A                                                         | N/A                                                         |
| キャラクターデザイン          | 音地正行                                             | 音地正行                                                    | 音地正行                                                    | 音地正行                                                    |
| 美術監督                      | 明石聖子                                             | 明石聖子                                                    | 明石聖子                                                    | 明石聖子                                                    |
| 色彩設計                      | 舩橋美香                                             | 舩橋美香                                                    | 舩橋美香                                                    | 舩橋美香                                                    |
| 撮影監督                      | 福世晋吾（第1χ - 第12χ） 黒澤豊（第13χ以降）         | 大河内喜夫                                                  | 鈴木沙慧                                                    | 大河内喜夫                                                  |
| 編集                          | 後藤正浩                                             | 新見元希                                                    | 新見元希                                                    | 新見元希                                                    |
| 音響監督                      | 明田川仁                                             | 明田川仁                                                    | 明田川仁                                                    | 明田川仁                                                    |
| 音楽                          | 斉木ックラバー（サイキックラバー、大石憲一郎）       | 斉木ックラバー（サイキックラバー、大石憲一郎）              | 斉木ックラバー（サイキックラバー、大石憲一郎）              | 斉木ックラバー（サイキックラバー、大石憲一郎）              |
| 音楽プロデューサー            | 穴井健太郎、大隈啓良                                 | 穴井健太郎、大隈啓良                                        | 穴井健太郎、大隈啓良                                        | 穴井健太郎、大隈啓良                                        |
| プロデューサー                | 根岸智也、村松紗也子、梅本高志                       | 根岸智也、村松紗也子、梅本高志                              | 根岸智也、村松紗也子、梅本高志                              | 根岸智也、村松紗也子、梅本高志                              |
| プロデューサー                | 石原良一、佐藤至信 福田順、八木仁 山崎秀之、松下直樹 | 藤井貴大、伊藤香織、清田創也 穴井健太郎、柴野達夫、宮城惣次 | 藤井貴大、伊藤香織、清田創也 穴井健太郎、柴野達夫、宮城惣次 | 藤井貴大、伊藤香織、清田創也 穴井健太郎、柴野達夫、宮城惣次 |
| プロデューサー                | 石原良一、佐藤至信 福田順、八木仁 山崎秀之、松下直樹 | 内田康史 荻原麻衣                                           | N/A                                                         | 中山詞夫、荻原麻衣 藤田貴士                                 |
| アニメーション プロデューサー | 川上竜太郎、藤代敦士                                 | 川上竜太郎、藤代敦士                                        | 川上竜太郎、藤代敦士                                        | 川上竜太郎、藤代敦士                                        |
| アニメーション制作            | EGG FIRM×J.C.STAFF                                   | EGG FIRM×J.C.STAFF                                          | EGG FIRM×J.C.STAFF                                          | EGG FIRM×J.C.STAFF                                          |
| 制作                          | 小学館集英社プロダクション                           | 小学館集英社プロダクション                                  | 小学館集英社プロダクション                                  | 小学館集英社プロダクション                                  |
| 制作                          | N/A                                                  | N/A                                                         | N/A                                                         | Netflix                                                     |
| 製作                          | PK学園                                               | PK学園2                                                     | PK学園F                                                     | PK学園R                                                     |

### 主題歌
第1期
深夜版オープニングテーマ
「青春は残酷じゃない」（第1χ - 第12χ）
作詞・作曲 - 金子麻友美 / 編曲 - 佐藤清喜 / 歌 - 花江夏樹
「最Ψ最好調！」（第13χ - 第24χ）
作詞・作曲・編曲 - 浅野尚志 / 歌 - でんぱ組.inc

深夜版エンディングテーマ
「Ψです I LIKE YOU」（第1χ - 第12χ）
作詞 - 只野菜摘 / 作曲・編曲 - Tom-H@ck / 歌 - でんぱ組.inc
朝版OPではショートVerが使用されていた。
「こころ」（第13χ - 第24χ）
作詞・作曲 - 金子麻友美 / 編曲 - 佐藤清喜 / 歌 - 花江夏樹

第2期・完結編・ANIMAX放送版Ψ始動編
オープニングテーマ
「Ψレントプリズナー」（第1χ - 第12χ、ANIMAX放送版）
作詞 - 只野菜摘 / 作曲・編曲 - 斉木ックラバー / 歌 - 斉木ックラバー feat. 斉木楠雄（神谷浩史）、燃堂力（小野大輔）、海藤瞬（島﨑信長）
「お手上げサイキクス」（第13χ - 第24χ、完結編前後編）
作詞・作曲 - 原田茂幸 / 編曲 - 原田茂幸、白石元久 / 歌 - Shiggy Jr.

エンディングテーマ
「Ψ発見伝！」（第1χ - 第12χ、ANIMAX放送版）
作詞 - NOBE / 作曲・編曲 - 浅野尚志 / 歌 - でんぱ組.inc
「Duet♡してくだΨ」（第13χ - 第24χ、完結編前後編）
作詞 - 只野菜摘 / 作曲・編曲 - 斉木ックラバー / 歌 - 斉木ックラバー feat. 斉木楠雄（神谷浩史）、照橋心美（茅野愛衣）、相卜命（喜多村英梨）
「Ψです I LIKE YOU～最Ψ最好調！～Ψ発見伝！」メドレー（本放送版完結編）
歌 - でんぱ組.inc
このエンディングは本放送のみで、再放送やネット配信では、本放送の最初のキャラクター紹介も省いて、2期第13話以降のOP・EDを使用している。
挿入歌
いずれも作詞は麻生周一。
「エンジェルウインク」（1期第18χ）
補作詞 - 金子麻友美 / 作曲・編曲 - 大石憲一郎 / 歌 - 照橋心美（茅野愛衣）
「ブラッディ・ムーン」（1期第18χ）
補作詞 - 金子麻友美 / 作曲・編曲 - YOFFY / 歌 - 海藤瞬（島﨑信長）
「PK学園校歌」（2期第3χ）
作曲・編曲 - 斉木ックラバー

### 各話リスト
| 話数    | 話数    | サブタイトル                                 | 脚本                              | 絵コンテ                          | 演出                                                      | 作画監督                                                         | 総作画監督                 | 放送日          | 放送日          |       |
| 話数    | 話数    | サブタイトル                                 | 脚本                              | 絵コンテ                          | 演出                                                      | 作画監督                                                         | 総作画監督                 | 朝              | 深夜            |       |
| ------- | ------- | -------------------------------------------- | --------------------------------- | --------------------------------- | --------------------------------------------------------- | ---------------------------------------------------------------- | -------------------------- | --------------- | --------------- | ----- |
| -       | 第1期   | 第1期                                        | 第1期                             | 第1期                             | 第1期                                                     | 第1期                                                            | 第1期                      | 第1期           | 第1期           | 第1期 |
| 第1χ    | 第1話   | 超能力者のΨ難（前編）                        | 横手美智子                        | 桜井弘明                          | 則座誠                                                    | 野田康行 大沢美奈 中山由美                                       | 音地正行                   | 2016年 7月4日   | 2016年 7月11日  |       |
| 第1χ    | 第2話   | 超能力者のΨ難（後編）                        | 横手美智子                        | 桜井弘明                          | 則座誠                                                    | 野田康行 大沢美奈 中山由美                                       | 音地正行                   | 7月5日          | 2016年 7月11日  |       |
| 第1χ    | 第3話   | 最低Ψ悪!?燃堂力                              | 横手美智子                        | 桜井弘明                          | 則座誠                                                    | 野田康行 大沢美奈 中山由美                                       | 音地正行                   | 7月6日          | 2016年 7月11日  |       |
| 第1χ    | 第4話   | 漆黒の翼こと海藤瞬                           | 横手美智子                        | 桜井弘明                          | 則座誠                                                    | 野田康行 大沢美奈 中山由美                                       | 音地正行                   | 7月7日          | 2016年 7月11日  |       |
| 第1χ    | 第5話   | Ψ色兼備!照橋心美                             | 横手美智子                        | 桜井弘明                          | 則座誠                                                    | 野田康行 大沢美奈 中山由美                                       | 音地正行                   | 7月8日          | 2016年 7月11日  |       |
| 第2χ    | 第6話   | 熱血!ドッジボール（前編）                    | 横手美智子                        | 桜井弘明 高田耕一                 | 冨永恒雄                                                  | 福世孝明                                                         | 野田康行                   | 7月11日         | 7月18日         |       |
| 第2χ    | 第7話   | 熱血!ドッジボール（後編）                    | 横手美智子                        | 桜井弘明 高田耕一                 | 冨永恒雄                                                  | 福世孝明                                                         | 野田康行                   | 7月12日         | 7月18日         |       |
| 第2χ    | 第8話   | 届け!恋のΨン                                 | 横手美智子                        | 桜井弘明 高田耕一                 | 冨永恒雄                                                  | 福世孝明                                                         | 野田康行                   | 7月13日         | 7月18日         |       |
| 第2χ    | 第9話   | 斉木家Ψ建!?劇的大改造!!                      | 横手美智子                        | 桜井弘明 高田耕一                 | 冨永恒雄                                                  | 福世孝明                                                         | 野田康行                   | 7月14日         | 7月18日         |       |
| 第2χ    | 第10話  | 欺け!マインドコントロール                    | 横手美智子                        | 桜井弘明 高田耕一                 | 冨永恒雄                                                  | 福世孝明                                                         | 野田康行                   | 7月15日         | 7月18日         |       |
| 第3χ    | 第11話  | 天Ψマジシャン!?蝶野雨緑                      | 杉原研二                          | 赤城博昭                          | 相浦和也                                                  | 北原章雄 清水勝祐 古賀誠 服部一郎                                | 音地正行                   | 7月18日         | 7月25日         |       |
| 第3χ    | 第12話  | テレビでΨ会!蝶野雨緑                         | 杉原研二                          | 赤城博昭                          | 相浦和也                                                  | 北原章雄 清水勝祐 古賀誠 服部一郎                                | 音地正行                   | 7月19日         | 7月25日         |       |
| 第3χ    | 第13話  | うさんくΨぞ!ダークリユニオン!                | 杉原研二                          | 赤城博昭                          | 相浦和也                                                  | 北原章雄 清水勝祐 古賀誠 服部一郎                                | 音地正行                   | 7月20日         | 7月25日         |       |
| 第3χ    | 第14話  | ビーチΨド 夏物語                             | 杉原研二                          | 赤城博昭                          | 相浦和也                                                  | 北原章雄 清水勝祐 古賀誠 服部一郎                                | 音地正行                   | 7月21日         | 7月25日         |       |
| 第3χ    | 第15話  | 学校Ψ開!燃堂の憂鬱                           | 杉原研二                          | 赤城博昭                          | 相浦和也                                                  | 北原章雄 清水勝祐 古賀誠 服部一郎                                | 音地正行                   | 7月22日         | 7月25日         |       |
| 第4χ    | 第16話  | 弟子にしてくだΨ                              | 横谷昌宏                          | 鈴木洋平                          | 則座誠                                                    | 中島美子 川島明子 日高真由美                                     | 野田康行                   | 7月25日         | 8月1日          |       |
| 第4χ    | 第17話  | 隣のクラスの霊能力者                         | 横谷昌宏                          | 鈴木洋平                          | 則座誠                                                    | 中島美子 川島明子 日高真由美                                     | 野田康行                   | 7月26日         | 8月1日          |       |
| 第4χ    | 第18話  | 灰呂杵志の木Ψを求めて                        | 横谷昌宏                          | 鈴木洋平                          | 則座誠                                                    | 中島美子 川島明子 日高真由美                                     | 野田康行                   | 7月27日         | 8月1日          |       |
| 第4χ    | 第19話  | 留守番のΨ難                                  | 横谷昌宏                          | 鈴木洋平                          | 則座誠                                                    | 中島美子 川島明子 日高真由美                                     | 野田康行                   | 7月28日         | 8月1日          |       |
| 第4χ    | 第20話  | 交Ψ3ヶ月の危機                               | 横谷昌宏                          | 鈴木洋平                          | 則座誠                                                    | 中島美子 川島明子 日高真由美                                     | 野田康行                   | 7月29日         | 8月1日          |       |
| 第5χ    | 第21話  | 無敵の迷Ψ服で脱出せよ!                       | 金杉弘子                          | 桜井弘明 則座誠 鈴木洋平 梶井瀬賀 | 鈴木輪流郎                                                | 山口光紀 南伸一郎                                                | 音地正行 大沢美奈          | 8月1日          | 8月8日          |       |
| 第5χ    | 第22話  | 燃えろ!PK学園体育Ψ（前編）                   | 金杉弘子                          | 桜井弘明 則座誠 鈴木洋平 梶井瀬賀 | 鈴木輪流郎                                                | 山口光紀 南伸一郎                                                | 音地正行 大沢美奈          | 8月2日          | 8月8日          |       |
| 第5χ    | 第23話  | 燃える!PK学園体育Ψ（中編）                   | 金杉弘子                          | 桜井弘明 則座誠 鈴木洋平 梶井瀬賀 | 鈴木輪流郎                                                | 山口光紀 南伸一郎                                                | 音地正行 大沢美奈          | 8月3日          | 8月8日          |       |
| 第5χ    | 第24話  | 燃えた!PK学園体育Ψ（後編）                   | 金杉弘子                          | 桜井弘明 則座誠 鈴木洋平 梶井瀬賀 | 鈴木輪流郎                                                | 山口光紀 南伸一郎                                                | 音地正行 大沢美奈          | 8月4日          | 8月8日          |       |
| 第5χ    | 第25話  | 燃えるな!防Ψ訓練!!                           | 金杉弘子                          | 桜井弘明 則座誠 鈴木洋平 梶井瀬賀 | 鈴木輪流郎                                                | 山口光紀 南伸一郎                                                | 音地正行 大沢美奈          | 8月5日          | 8月8日          |       |
| 第6χ    | 第26話  | 魅惑のΨ高級コーヒーゼリー                    | 杉原研二                          | 高田耕一 奥野浩行                 | 冨永恒雄                                                  | 福世孝明 松本文男                                                | 野田康行                   | 8月8日          | 8月15日         |       |
| 第6χ    | 第27話  | Ψ厄に遭わない為には…                         | 杉原研二                          | 高田耕一 奥野浩行                 | 冨永恒雄                                                  | 福世孝明 松本文男                                                | 野田康行                   | 8月9日          | 8月15日         |       |
| 第6χ    | 第28話  | 照橋さんΨ大の試練                            | 杉原研二                          | 高田耕一 奥野浩行                 | 冨永恒雄                                                  | 福世孝明 松本文男                                                | 野田康行                   | 8月10日         | 8月15日         |       |
| 第6χ    | 第29話  | 霊能力者 鳥束零太のΨ難                       | 杉原研二                          | 高田耕一 奥野浩行                 | 冨永恒雄                                                  | 福世孝明 松本文男                                                | 野田康行                   | 8月11日         | 8月15日         |       |
| 第6χ    | 第30話  | 止めろ!ヒトコロスイッチ                      | 杉原研二                          | 高田耕一 奥野浩行                 | 冨永恒雄                                                  | 福世孝明 松本文男                                                | 野田康行                   | 8月12日         | 8月15日         |       |
| 第7χ    | 第31話  | ちいΨ王様君臨                                | 横谷昌宏                          | 赤城博昭 梶井瀬賀                 | カサヰケンイチ                                            | 佐藤敏明 大沢美奈 永山恵 中山由美                                | 音地正行                   | 8月15日         | 8月22日         |       |
| 第7χ    | 第32話  | はしゃげ!Ψレントナイト                       | 横谷昌宏                          | 赤城博昭 梶井瀬賀                 | カサヰケンイチ                                            | 佐藤敏明 大沢美奈 永山恵 中山由美                                | 音地正行                   | 8月15日         | 8月22日         |       |
| 第7χ    | 第33話  | うるΨお正月（前編）                          | 横谷昌宏                          | 赤城博昭 梶井瀬賀                 | カサヰケンイチ                                            | 佐藤敏明 大沢美奈 永山恵 中山由美                                | 音地正行                   | 8月19日         | 8月22日         |       |
| 第7χ    | 第34話  | うるΨお正月（中編）                          | 横谷昌宏                          | 赤城博昭 梶井瀬賀                 | カサヰケンイチ                                            | 佐藤敏明 大沢美奈 永山恵 中山由美                                | 音地正行                   | 8月19日         | 8月22日         |       |
| 第7χ    | 第35話  | うるΨお正月（後編）                          | 横谷昌宏                          | 赤城博昭 梶井瀬賀                 | カサヰケンイチ                                            | 佐藤敏明 大沢美奈 永山恵 中山由美                                | 音地正行                   | 8月19日         | 8月22日         |       |
| 第8χ    | 第36話  | Ψ恐!松崎先生                                 | 金杉弘子                          | 名村英敏                          | 鈴木拓磨                                                  | 山崎輝彦 服部一郎 山崎愛 西村彩                                  | 野田康行                   | 8月22日         | 8月29日         |       |
| 第8χ    | 第37話  | チョコレートのΨ典                            | 金杉弘子                          | 名村英敏                          | 鈴木拓磨                                                  | 山崎輝彦 服部一郎 山崎愛 西村彩                                  | 野田康行                   | 8月23日         | 8月29日         |       |
| 第8χ    | 第38話  | Ψ低最悪!?燃堂父                              | 金杉弘子                          | 名村英敏                          | 鈴木拓磨                                                  | 山崎輝彦 服部一郎 山崎愛 西村彩                                  | 野田康行                   | 8月24日         | 8月29日         |       |
| 第8χ    | 第39話  | ノーΨ疑心!斉木久留美                         | 金杉弘子                          | 名村英敏                          | 鈴木拓磨                                                  | 山崎輝彦 服部一郎 山崎愛 西村彩                                  | 野田康行                   | 8月25日         | 8月29日         |       |
| 第8χ    | 第40話  | テレパスΨレンサー                            | 金杉弘子                          | 名村英敏                          | 鈴木拓磨                                                  | 山崎輝彦 服部一郎 山崎愛 西村彩                                  | 野田康行                   | 8月26日         | 8月29日         |       |
| 第9χ    | 第41話  | スーパースターΨ登場!                         | 横手美智子                        | 岡村英樹                          | 則座誠                                                    | 中島美子 川島明子 日高真由美                                     | 音地正行                   | 8月29日         | 9月5日          |       |
| 第9χ    | 第42話  | Ψを振れ!波乱の期末テスト                     | 横手美智子                        | 岡村英樹                          | 則座誠                                                    | 中島美子 川島明子 日高真由美                                     | 音地正行                   | 8月30日         | 9月5日          |       |
| 第9χ    | 第43話  | 今度こそΨ会!蝶野雨緑（前編）                 | 横手美智子                        | 岡村英樹                          | 則座誠                                                    | 中島美子 川島明子 日高真由美                                     | 音地正行                   | 8月31日         | 9月5日          |       |
| 第9χ    | 第44話  | 今度こそΨ会!蝶野雨緑（後編）                 | 横手美智子                        | 岡村英樹                          | 則座誠                                                    | 中島美子 川島明子 日高真由美                                     | 音地正行                   | 9月1日          | 9月5日          |       |
| 第9χ    | 第45話  | 目良さんのおΨ布事情                          | 横手美智子                        | 岡村英樹                          | 則座誠                                                    | 中島美子 川島明子 日高真由美                                     | 音地正行                   | 9月2日          | 9月5日          |       |
| 第10χ   | 第46話  | Ψ燃!スポーツテスト                           | 杉原研二                          | 篁蒼氓                            | 冨永恒雄                                                  | 福世孝明 松本文男                                                | 野田康行                   | 9月5日          | 9月12日         |       |
| 第10χ   | 第47話  | 小Ψ恋の物語                                  | 杉原研二                          | 篁蒼氓                            | 冨永恒雄                                                  | 福世孝明 松本文男                                                | 野田康行                   | 9月6日          | 9月12日         |       |
| 第10χ   | 第48話  | クソゲーΨ新作!オルファナスストーリー         | 杉原研二                          | 篁蒼氓                            | 冨永恒雄                                                  | 福世孝明 松本文男                                                | 野田康行                   | 9月7日          | 9月12日         |       |
| 第10χ   | 第49話  | おかえりなΨ!真魔                             | 杉原研二                          | 篁蒼氓                            | 冨永恒雄                                                  | 福世孝明 松本文男                                                | 野田康行                   | 9月8日          | 9月12日         |       |
| 第10χ   | 第50話  | 告白にΨ適!?口寄せの術                        | 杉原研二                          | 篁蒼氓                            | 冨永恒雄                                                  | 福世孝明 松本文男                                                | 野田康行                   | 9月9日          | 9月12日         |       |
| 第11χ   | 第51話  | 飛べ!改造人間Ψダーマン2号                    | 横谷昌宏                          | 則座誠                            | 宮田亮                                                    | 南伸一郎 飯飼一幸 鈴木輪流郎 富岡哲也 鐘文山 川島明子            | 音地正行 中山由美          | 9月12日         | 9月19日         |       |
| 第11χ   | 第52話  | Ψ大手一流企業!?父のお仕事                    | 横谷昌宏                          | 則座誠                            | 宮田亮                                                    | 南伸一郎 飯飼一幸 鈴木輪流郎 富岡哲也 鐘文山 川島明子            | 音地正行 中山由美          | 9月13日         | 9月19日         |       |
| 第11χ   | 第53話  | Ψダーマン2号VS怪人レモネード                 | 横谷昌宏                          | 則座誠                            | 宮田亮                                                    | 南伸一郎 飯飼一幸 鈴木輪流郎 富岡哲也 鐘文山 川島明子            | 音地正行 中山由美          | 9月14日         | 9月19日         |       |
| 第11χ   | 第54話  | 斉木楠雄のΨ日                                | 横谷昌宏                          | 則座誠                            | 宮田亮                                                    | 南伸一郎 飯飼一幸 鈴木輪流郎 富岡哲也 鐘文山 川島明子            | 音地正行 中山由美          | 9月15日         | 9月19日         |       |
| 第11χ   | 第55話  | Ψ木楠雄の♀難                                 | 横谷昌宏                          | 則座誠                            | 宮田亮                                                    | 南伸一郎 飯飼一幸 鈴木輪流郎 富岡哲也 鐘文山 川島明子            | 音地正行 中山由美          | 9月16日         | 9月19日         |       |
| 第12χ   | 第56話  | 勝つのはどっち!?運命の班決め                 | 金杉弘子                          | 名村英敏                          | 相浦和也                                                  | 北原章雄 八木元喜 伏見裕美 服部憲二 服部一郎                     | 野田康行                   | 9月19日         | 9月26日         |       |
| 第12χ   | 第57話  | 旅にΨ難はつきもの                            | 金杉弘子                          | 名村英敏                          | 相浦和也                                                  | 北原章雄 八木元喜 伏見裕美 服部憲二 服部一郎                     | 野田康行                   | 9月20日         | 9月26日         |       |
| 第12χ   | 第58話  | 超能力者搭Ψ旅客機でGO!                       | 金杉弘子                          | 名村英敏                          | 相浦和也                                                  | 北原章雄 八木元喜 伏見裕美 服部憲二 服部一郎                     | 野田康行                   | 9月21日         | 9月26日         |       |
| 第12χ   | 第59話  | ちゃーびらΨ!沖縄修学旅行                     | 金杉弘子                          | 名村英敏                          | 相浦和也                                                  | 北原章雄 八木元喜 伏見裕美 服部憲二 服部一郎                     | 野田康行                   | 9月22日         | 9月26日         |       |
| 第12χ   | 第60話  | はいΨ!沖縄修学旅行                           | 金杉弘子                          | 名村英敏                          | 相浦和也                                                  | 北原章雄 八木元喜 伏見裕美 服部憲二 服部一郎                     | 野田康行                   | 9月23日         | 9月26日         |       |
| 第13χ   | 第61話  | わっΨびーん!沖縄修学旅行                     | 金杉弘子                          | 赤城博昭 桜井弘明 山川吉樹        | 高田耕一                                                  | 中山由美 林央剛 岡野幸男                                         | 音地正行                   | 9月26日         | 10月3日         |       |
| 第13χ   | 第62話  | Ψ悪な或る夜の出来事in沖縄                    | 金杉弘子                          | 赤城博昭 桜井弘明 山川吉樹        | 高田耕一                                                  | 中山由美 林央剛 岡野幸男                                         | 音地正行                   | 9月27日         | 10月3日         |       |
| 第13χ   | 第63話  | やーさっΨ!沖縄修学旅行                       | 金杉弘子                          | 赤城博昭 桜井弘明 山川吉樹        | 高田耕一                                                  | 中山由美 林央剛 岡野幸男                                         | 音地正行                   | 9月27日         | 10月3日         |       |
| 第13χ   | 第64話  | またやーΨ!沖縄修学旅行                       | 金杉弘子                          | 赤城博昭 桜井弘明 山川吉樹        | 高田耕一                                                  | 中山由美 林央剛 岡野幸男                                         | 音地正行                   | 9月29日         | 10月3日         |       |
| 第13χ   | 第65話  | またまたやーΨ!沖縄修学旅行                   | 金杉弘子                          | 赤城博昭 桜井弘明 山川吉樹        | 高田耕一                                                  | 中山由美 林央剛 岡野幸男                                         | 音地正行                   | 9月30日         | 10月3日         |       |
| 第14χ   | 第66話  | 夜露死苦!!アウトΨダー                        | 横手美智子                        | 高田耕一 山崎隆 桜井弘明          | 冨永恒雄                                                  | 福世孝明 松本文男                                                | 野田康行                   | 10月3日         | 10月10日        |       |
| 第14χ   | 第67話  | 転校生〜Ψ初の出会い〜                        | 横手美智子                        | 高田耕一 山崎隆 桜井弘明          | 冨永恒雄                                                  | 福世孝明 松本文男                                                | 野田康行                   | 10月4日         | 10月10日        |       |
| 第14χ   | 第68話  | 揃う!燃堂夫Ψ                                 | 横手美智子                        | 高田耕一 山崎隆 桜井弘明          | 冨永恒雄                                                  | 福世孝明 松本文男                                                | 野田康行                   | 10月5日         | 10月10日        |       |
| 第14χ   | 第69話  | 経営Ψ建!純喫茶魔美                           | 横手美智子                        | 高田耕一 山崎隆 桜井弘明          | 冨永恒雄                                                  | 福世孝明 松本文男                                                | 野田康行                   | 10月6日         | 10月10日        |       |
| 第14χ   | 第70話  | 有罪無Ψ!?盗難事件                            | 横手美智子                        | 高田耕一 山崎隆 桜井弘明          | 冨永恒雄                                                  | 福世孝明 松本文男                                                | 野田康行                   | 10月7日         | 10月10日        |       |
| 第15χ   | 第71話  | Ψ用なるか!?クラス出し物提案会                | 杉原研二                          | 則座誠 高田耕一 山崎隆            | 則座誠                                                    | 中島美子 川島明子 古池敏也 兼子秀敬                              | 中山由美 谷川亮介 野田康行 | 10月10日        | 10月17日        |       |
| 第15χ   | 第72話  | 歌え!REITAリΨタル!                           | 杉原研二                          | 則座誠 高田耕一 山崎隆            | 則座誠                                                    | 中島美子 川島明子 古池敏也 兼子秀敬                              | 中山由美 谷川亮介 野田康行 | 10月11日        | 10月17日        |       |
| 第15χ   | 第73話  | さわげ!PK学園文化Ψ（前編）                   | 杉原研二                          | 則座誠 高田耕一 山崎隆            | 則座誠                                                    | 中島美子 川島明子 古池敏也 兼子秀敬                              | 中山由美 谷川亮介 野田康行 | 10月12日        | 10月17日        |       |
| 第15χ   | 第74話  | さわぐ!PK学園文化Ψ（後編）                   | 杉原研二                          | 則座誠 高田耕一 山崎隆            | 則座誠                                                    | 中島美子 川島明子 古池敏也 兼子秀敬                              | 中山由美 谷川亮介 野田康行 | 10月13日        | 10月17日        |       |
| 第15χ   | 第75話  | 文化Ψ打ち上げへ行こう                        | 杉原研二                          | 則座誠 高田耕一 山崎隆            | 則座誠                                                    | 中島美子 川島明子 古池敏也 兼子秀敬                              | 中山由美 谷川亮介 野田康行 | 10月14日        | 10月17日        |       |
| 第16χ   | 第76話  | Ψ強美少女VS絶対に落ちない男（前編）          | 横谷昌宏                          | 大久保政雄 山川吉樹               | 飯村正之                                                  | 西村彩 服部一郎 金正男 安西俊之                                  | 音地正行                   | 10月17日        | 10月24日        |       |
| 第16χ   | 第77話  | Ψ強美少女VS絶対に落ちない男（後編）          | 横谷昌宏                          | 大久保政雄 山川吉樹               | 飯村正之                                                  | 西村彩 服部一郎 金正男 安西俊之                                  | 音地正行                   | 10月18日        | 10月24日        |       |
| 第16χ   | 第78話  | Ψキック・サンタクロース                      | 横谷昌宏                          | 大久保政雄 山川吉樹               | 飯村正之                                                  | 西村彩 服部一郎 金正男 安西俊之                                  | 音地正行                   | 10月19日        | 10月24日        |       |
| 第16χ   | 第79話  | Ψ新家電を買いに行こう!                       | 横谷昌宏                          | 大久保政雄 山川吉樹               | 飯村正之                                                  | 西村彩 服部一郎 金正男 安西俊之                                  | 音地正行                   | 10月20日        | 10月24日        |       |
| 第16χ   | 第80話  | 年初めのΨクル                                | 横谷昌宏                          | 大久保政雄 山川吉樹               | 飯村正之                                                  | 西村彩 服部一郎 金正男 安西俊之                                  | 音地正行                   | 10月21日        | 10月24日        |       |
| 第17χ   | 第81話  | 海藤のΨ疑心（前編）                          | 金杉弘子                          | 名村英敏                          | 奥野浩行                                                  | 櫻井司 錦織成                                                    | 野田康行                   | 10月24日        | 10月31日        |       |
| 第17χ   | 第82話  | 海藤のΨ疑心（後編）                          | 金杉弘子                          | 名村英敏                          | 奥野浩行                                                  | 櫻井司 錦織成                                                    | 野田康行                   | 10月25日        | 10月31日        |       |
| 第17χ   | 第83話  | 仲Ψ無用!?燃堂vs海藤                          | 金杉弘子                          | 名村英敏                          | 奥野浩行                                                  | 櫻井司 錦織成                                                    | 野田康行                   | 10月26日        | 10月31日        |       |
| 第17χ   | 第84話  | Ψ悪のアルバイター                            | 金杉弘子                          | 名村英敏                          | 奥野浩行                                                  | 櫻井司 錦織成                                                    | 野田康行                   | 10月27日        | 10月31日        |       |
| 第17χ   | 第85話  | 激走!ランナーズΨ!                            | 金杉弘子                          | 名村英敏                          | 奥野浩行                                                  | 櫻井司 錦織成                                                    | 野田康行                   | 10月28日        | 10月31日        |       |
| 第18χ   | 第86話  | 照橋さんの斉木家Ψ訪                          | 杉原研二                          | 名村英敏 山﨑たかし 則座誠        | 冨永恒雄                                                  | 福世孝明 平塚知哉                                                | 音地正行                   | 10月31日        | 11月14日        |       |
| 第18χ   | 第87話  | お茶の子ΨΨ!わらしべ長者                      | 杉原研二                          | 名村英敏 山﨑たかし 則座誠        | 冨永恒雄                                                  | 福世孝明 平塚知哉                                                | 音地正行                   | 11月1日         | 11月14日        |       |
| 第18χ   | 第88話  | 変形!スーパーΨズ                             | 杉原研二                          | 名村英敏 山﨑たかし 則座誠        | 冨永恒雄                                                  | 福世孝明 平塚知哉                                                | 音地正行                   | 11月2日         | 11月14日        |       |
| 第18χ   | 第89話  | Ψ教育のススメ                                | 杉原研二                          | 名村英敏 山﨑たかし 則座誠        | 冨永恒雄                                                  | 福世孝明 平塚知哉                                                | 音地正行                   | 11月3日         | 11月14日        |       |
| 第18χ   | 第90話  | テンションΨ高潮!カラオケ会                   | 杉原研二                          | 名村英敏 山﨑たかし 則座誠        | 冨永恒雄                                                  | 福世孝明 平塚知哉                                                | 音地正行                   | 11月4日         | 11月14日        |       |
| 第19χ   | 第91話  | 万Ψ!ツンデレおじいちゃん                     | 横谷昌宏                          | 島崎奈々子                        | 島崎奈々子                                                | 佐藤敏明 林央剛 中山由美                                         | 野田康行                   | 11月16日        | 11月21日        |       |
| 第19χ   | 第92話  | 万万Ψ!ツンデレおじいちゃん                   | 横谷昌宏                          | 島崎奈々子                        | 島崎奈々子                                                | 佐藤敏明 林央剛 中山由美                                         | 野田康行                   | 11月23日        | 11月21日        |       |
| 第19χ   | 第93話  | Ψ果ての遊園地へようこそ!                     | 横谷昌宏                          | 島崎奈々子                        | 島崎奈々子                                                | 佐藤敏明 林央剛 中山由美                                         | 野田康行                   | 11月30日        | 11月21日        |       |
| 第19χ   | 第94話  | Ψ見!祖父母との別れ                           | 横谷昌宏                          | 島崎奈々子                        | 島崎奈々子                                                | 佐藤敏明 林央剛 中山由美                                         | 野田康行                   | -               | 11月21日        |       |
| 第19χ   | 第95話  | 祝ゲーム化!斉藤邦夫のχ談                     | 横谷昌宏                          | 島崎奈々子                        | 島崎奈々子                                                | 佐藤敏明 林央剛 中山由美                                         | 野田康行                   | 11月9日         | 11月21日        |       |
| 第20χ   | 第96話  | Ψ能を駆使せよ!鳥束モテ男計画                 | 横手美智子                        | 名村英敏 高田耕一 桜井弘明        | 高田耕一                                                  | 谷川亮介 都築裕佳子 松岡謙治                                     | 音地正行                   | 12月7日         | 11月28日        |       |
| 第20χ   | 第97話  | Ψ知をいかせ!PKオカルト部                     | 横手美智子                        | 名村英敏 高田耕一 桜井弘明        | 高田耕一                                                  | 谷川亮介 都築裕佳子 松岡謙治                                     | 音地正行                   | -               | 11月28日        |       |
| 第20χ   | 第98話  | Ψ低の料理人                                  | 横手美智子                        | 名村英敏 高田耕一 桜井弘明        | 高田耕一                                                  | 谷川亮介 都築裕佳子 松岡謙治                                     | 音地正行                   | -               | 11月28日        |       |
| 第20χ   | 第99話  | 開廷!ここみんズΨ判!                          | 横手美智子                        | 名村英敏 高田耕一 桜井弘明        | 高田耕一                                                  | 谷川亮介 都築裕佳子 松岡謙治                                     | 音地正行                   | 12月14日        | 11月28日        |       |
| 第20χ   | 第100話 | 恐怖!アニメ第○話のΨ難                        | 横手美智子                        | 名村英敏 高田耕一 桜井弘明        | 高田耕一                                                  | 谷川亮介 都築裕佳子 松岡謙治                                     | 音地正行                   | -               | 11月28日        |       |
| 第21χ   | 第101話 | マッドΨエンティスト現る!（前編）             | 金杉弘子                          | 則座誠 名村英敏 高田耕一          | 則座誠                                                    | 川島明子 兼子秀敬 中島美子 小島唯可 谷口守泰                     | 野田康行                   | -               | 12月5日         |       |
| 第21χ   | 第102話 | マッドΨエンティスト現る!（中編）             | 金杉弘子                          | 則座誠 名村英敏 高田耕一          | 則座誠                                                    | 川島明子 兼子秀敬 中島美子 小島唯可 谷口守泰                     | 野田康行                   | -               | 12月5日         |       |
| 第21χ   | 第103話 | マッドΨエンティスト現る!（後編）             | 金杉弘子                          | 則座誠 名村英敏 高田耕一          | 則座誠                                                    | 川島明子 兼子秀敬 中島美子 小島唯可 谷口守泰                     | 野田康行                   | -               | 12月5日         |       |
| 第21χ   | 第104話 | 激走!Ψ能バトル                               | 金杉弘子                          | 則座誠 名村英敏 高田耕一          | 則座誠                                                    | 川島明子 兼子秀敬 中島美子 小島唯可 谷口守泰                     | 野田康行                   | -               | 12月5日         |       |
| 第21χ   | 第105話 | 美術館ではΨ低限お静かに                      | 金杉弘子                          | 則座誠 名村英敏 高田耕一          | 則座誠                                                    | 川島明子 兼子秀敬 中島美子 小島唯可 谷口守泰                     | 野田康行                   | -               | 12月5日         |       |
| 第22χ   | 第106話 | 夏休み前のΨ難 夏休み真っΨ中!オカルト部合宿編 | 杉原研二                          | 名村英敏 則座誠 高田耕一          | 冨永恒雄                                                  | 福世孝明 平塚知哉                                                | 音地正行                   | -               | 12月12日        |       |
| 第22χ   | 第107話 | 夏休み真っΨ中!テニス部合宿編                 | 杉原研二                          | 名村英敏 則座誠 高田耕一          | 冨永恒雄                                                  | 福世孝明 平塚知哉                                                | 音地正行                   | -               | 12月12日        |       |
| 第22χ   | 第108話 | 夏休み真っΨ中!治験バイト編                   | 杉原研二                          | 名村英敏 則座誠 高田耕一          | 冨永恒雄                                                  | 福世孝明 平塚知哉                                                | 音地正行                   | -               | 12月12日        |       |
| 第22χ   | 第109話 | 夏休み真っΨ中!免許合宿編                     | 杉原研二                          | 名村英敏 則座誠 高田耕一          | 冨永恒雄                                                  | 福世孝明 平塚知哉                                                | 音地正行                   | -               | 12月12日        |       |
| 第22χ   | 第110話 | 夏休み真っΨ中!照橋デート編                   | 杉原研二                          | 名村英敏 則座誠 高田耕一          | 冨永恒雄                                                  | 福世孝明 平塚知哉                                                | 音地正行                   | -               | 12月12日        |       |
| 第23χ   | 第111話 | Ψ閥の御曹司現る!                             | 横谷昌宏                          | 永居慎平                          | 永居慎平                                                  | 服部一郎 西村彩 金正男 安西俊之                                  | 野田康行                   | -               | 12月19日        |       |
| 第23χ   | 第112話 | 圧倒的Ψ力を打ち破れ!                         | 横谷昌宏                          | 永居慎平                          | 永居慎平                                                  | 服部一郎 西村彩 金正男 安西俊之                                  | 野田康行                   | -               | 12月19日        |       |
| 第23χ   | 第113話 | Ψ来!ツンデレおじいちゃん                     | 横谷昌宏                          | 永居慎平                          | 永居慎平                                                  | 服部一郎 西村彩 金正男 安西俊之                                  | 野田康行                   | 12月21日        | 12月19日        |       |
| 第23χ   | 第114話 | 開Ψハロウィンパーティー                      | 横谷昌宏                          | 永居慎平                          | 永居慎平                                                  | 服部一郎 西村彩 金正男 安西俊之                                  | 野田康行                   | -               | 12月19日        |       |
| 第23χ   | 第115話 | 才虎一族無敵のΨ力                            | 横谷昌宏                          | 永居慎平                          | 永居慎平                                                  | 服部一郎 西村彩 金正男 安西俊之                                  | 野田康行                   | -               | 12月19日        |       |
| 第24χ   | 第116話 | Ψ能開花!?人気マジシャンの憂鬱                | 横手美智子                        | 桜井弘明 則座誠 高田耕一          | 則座誠                                                    | 徳田夢之介 佐藤敏明 林央剛 中山由美                              | 音地正行                   | 12月26日        | 12月26日        |       |
| 第24χ   | 第117話 | 暴走妄想エクサΨズ                            | 横手美智子                        | 桜井弘明 則座誠 高田耕一          | 則座誠                                                    | 徳田夢之介 佐藤敏明 林央剛 中山由美                              | 音地正行                   | 12月27日        | 12月26日        |       |
| 第24χ   | 第118話 | 休み時間のΨ難                                | 横手美智子                        | 桜井弘明 則座誠 高田耕一          | 則座誠                                                    | 徳田夢之介 佐藤敏明 林央剛 中山由美                              | 音地正行                   | 12月28日        | 12月26日        |       |
| 第24χ   | 第119話 | 粉Ψ!サプライズパーティー（前編）             | 横手美智子                        | 桜井弘明 則座誠 高田耕一          | 則座誠                                                    | 徳田夢之介 佐藤敏明 林央剛 中山由美                              | 音地正行                   | 2017年 1月4日   | 12月26日        |       |
| 第24χ   | 第120話 | 粉Ψ!サプライズパーティー（後編）             | 横手美智子                        | 桜井弘明 則座誠 高田耕一          | 則座誠                                                    | 徳田夢之介 佐藤敏明 林央剛 中山由美                              | 音地正行                   | 1月5日          | 12月26日        |       |
| 第2期   |         |                                              |                                   |                                   |                                                           |                                                                  |                            |                 |                 |       |
| 第1χ    | 第121話 | Ψ開!"いつも通り"の日常                       | 桜井弘明 漆原虹平                 | 桜井弘明                          | 則座誠                                                    | 徳田夢之介 大木良一 都築裕佳子                                   | 音地正行 徳田夢之介        | 2018年 1月17日  | 2018年 1月17日  |       |
| 第1χ    | 第122話 | Ψチャレンジ!クリスマス                       | 桜井弘明 漆原虹平                 | 桜井弘明                          | 則座誠                                                    | 徳田夢之介 大木良一 都築裕佳子                                   | 音地正行 徳田夢之介        | 2018年 1月17日  | 2018年 1月17日  |       |
| 第1χ    | 第123話 | 新年Ψ初が一番大事                            | 桜井弘明 漆原虹平                 | 桜井弘明                          | 則座誠                                                    | 徳田夢之介 大木良一 都築裕佳子                                   | 音地正行 徳田夢之介        | 2018年 1月17日  | 2018年 1月17日  |       |
| 第1χ    | 第124話 | コートΨドのラブゲーム                        | 桜井弘明 漆原虹平                 | 桜井弘明                          | 則座誠                                                    | 徳田夢之介 大木良一 都築裕佳子                                   | 音地正行 徳田夢之介        | 2018年 1月17日  | 2018年 1月17日  |       |
| 第1χ    | 第125話 | スイーツバイキングのΨ難                      | 桜井弘明 漆原虹平                 | 桜井弘明                          | 則座誠                                                    | 徳田夢之介 大木良一 都築裕佳子                                   | 音地正行 徳田夢之介        | 2018年 1月17日  | 2018年 1月17日  |       |
| 第2χ    | 第126話 | 体験Ψエンスフィクション1                     | 高山淳史                          | 則座誠 山川吉樹                   | 徳本しんいち                                              | 石堂伸春 青木みき 南伸一郎 亀田朋幸                              | 徳田夢之介                 | 1月24日         | 1月24日         |       |
| 第2χ    | 第127話 | 体験Ψエンスフィクション2                     | 高山淳史                          | 則座誠 山川吉樹                   | 徳本しんいち                                              | 石堂伸春 青木みき 南伸一郎 亀田朋幸                              | 徳田夢之介                 | 1月24日         | 1月24日         |       |
| 第2χ    | 第128話 | 体験Ψエンスフィクション3                     | 高山淳史                          | 則座誠 山川吉樹                   | 徳本しんいち                                              | 石堂伸春 青木みき 南伸一郎 亀田朋幸                              | 徳田夢之介                 | 1月24日         | 1月24日         |       |
| 第2χ    | 第129話 | 押忍!恋の果たし状                            | 高山淳史                          | 則座誠 山川吉樹                   | 徳本しんいち                                              | 石堂伸春 青木みき 南伸一郎 亀田朋幸                              | 徳田夢之介                 | 1月24日         | 1月24日         |       |
| 第2χ    | 第130話 | ファッションセンスのΨ庫なし                  | 高山淳史                          | 則座誠 山川吉樹                   | 徳本しんいち                                              | 石堂伸春 青木みき 南伸一郎 亀田朋幸                              | 徳田夢之介                 | 1月24日         | 1月24日         |       |
| 第3χ    | 第131話 | 真冬のΨ難                                    | 漆原虹平 高山淳史                 | 鈴木行 大久保政雄 桜井弘明        | 本間修 冴島啓                                             | 中島美子 飯飼一幸 金海淑 金振英                                  | 野田康行                   | 1月31日         | 1月31日         |       |
| 第3χ    | 第132話 | Ψ虎財閥お宅訪問                              | 漆原虹平 高山淳史                 | 鈴木行 大久保政雄 桜井弘明        | 本間修 冴島啓                                             | 中島美子 飯飼一幸 金海淑 金振英                                  | 野田康行                   | 1月31日         | 1月31日         |       |
| 第3χ    | 第133話 | おいでよ!Ψコーランド                         | 漆原虹平 高山淳史                 | 鈴木行 大久保政雄 桜井弘明        | 本間修 冴島啓                                             | 中島美子 飯飼一幸 金海淑 金振英                                  | 野田康行                   | 1月31日         | 1月31日         |       |
| 第3χ    | 第134話 | 無敵の防Ψ対策                                | 漆原虹平 高山淳史                 | 鈴木行 大久保政雄 桜井弘明        | 本間修 冴島啓                                             | 中島美子 飯飼一幸 金海淑 金振英                                  | 野田康行                   | 1月31日         | 1月31日         |       |
| 第3χ    | 第135話 | 卒業おめでとうごΨます!                       | 漆原虹平 高山淳史                 | 鈴木行 大久保政雄 桜井弘明        | 本間修 冴島啓                                             | 中島美子 飯飼一幸 金海淑 金振英                                  | 野田康行                   | 1月31日         | 1月31日         |       |
| 第4χ    | 第136話 | 梨歩田依舞のΨ難                              | 漆原虹平 高山淳史                 | 高田耕一 湖山禎崇 名村英敏        | 牧野友映                                                  | 中熊太一 森悦史 松本弘 岡昭彦 中山和子                           | 徳田夢之介                 | 2月7日          | 2月7日          |       |
| 第4χ    | 第137話 | 欺け!Ψプリルフール                           | 漆原虹平 高山淳史                 | 高田耕一 湖山禎崇 名村英敏        | 牧野友映                                                  | 中熊太一 森悦史 松本弘 岡昭彦 中山和子                           | 徳田夢之介                 | 2月7日          | 2月7日          |       |
| 第4χ    | 第138話 | 春のΨ終兵器                                  | 漆原虹平 高山淳史                 | 高田耕一 湖山禎崇 名村英敏        | 牧野友映                                                  | 中熊太一 森悦史 松本弘 岡昭彦 中山和子                           | 徳田夢之介                 | 2月7日          | 2月7日          |       |
| 第4χ    | 第139話 | リΨクル!ゴミ拾い大会                         | 漆原虹平 高山淳史                 | 高田耕一 湖山禎崇 名村英敏        | 牧野友映                                                  | 中熊太一 森悦史 松本弘 岡昭彦 中山和子                           | 徳田夢之介                 | 2月7日          | 2月7日          |       |
| 第4χ    | 第140話 | 静寂切りΨた音楽室の幽霊                      | 漆原虹平 高山淳史                 | 高田耕一 湖山禎崇 名村英敏        | 牧野友映                                                  | 中熊太一 森悦史 松本弘 岡昭彦 中山和子                           | 徳田夢之介                 | 2月7日          | 2月7日          |       |
| 第5χ    | 第141話 | Ψ戦!梨歩田VS照橋                             | 漆原虹平 高山淳史                 | 永居慎平 金子祥之                 | 秦義人                                                    | KIM YONGSIK 芦谷公平 飯塚葉子 桜井このみ 松本和志 KIM EUN HA     | 野田康行                   | 2月14日         | 2月14日         |       |
| 第5χ    | 第142話 | 賢Ψの贈り物                                  | 漆原虹平 高山淳史                 | 永居慎平 金子祥之                 | 秦義人                                                    | KIM YONGSIK 芦谷公平 飯塚葉子 桜井このみ 松本和志 KIM EUN HA     | 野田康行                   | 2月14日         | 2月14日         |       |
| 第5χ    | 第143話 | 迷子のハムスターは関Ψ弁で喋る                | 漆原虹平 高山淳史                 | 永居慎平 金子祥之                 | 秦義人                                                    | KIM YONGSIK 芦谷公平 飯塚葉子 桜井このみ 松本和志 KIM EUN HA     | 野田康行                   | 2月14日         | 2月14日         |       |
| 第5χ    | 第144話 | 放浪!ミニΨズアニマル                         | 漆原虹平 高山淳史                 | 永居慎平 金子祥之                 | 秦義人                                                    | KIM YONGSIK 芦谷公平 飯塚葉子 桜井このみ 松本和志 KIM EUN HA     | 野田康行                   | 2月14日         | 2月14日         |       |
| 第5χ    | 第145話 | マッサージのΨ難                              | 漆原虹平 高山淳史                 | 永居慎平 金子祥之                 | 秦義人                                                    | KIM YONGSIK 芦谷公平 飯塚葉子 桜井このみ 松本和志 KIM EUN HA     | 野田康行                   | 2月14日         | 2月14日         |       |
| 第6χ    | 第146話 | Ψ虎財閥の豪華クルーズ                        | 漆原虹平                          | 名村英敏                          | 則座誠                                                    | 大木良一 中山由美 都築裕佳子                                     | 音地正行                   | 2月21日         | 2月21日         |       |
| 第6χ    | 第147話 | 斉木楠雄の遭難1                              | 漆原虹平                          | 名村英敏                          | 則座誠                                                    | 大木良一 中山由美 都築裕佳子                                     | 音地正行                   | 2月21日         | 2月21日         |       |
| 第6χ    | 第148話 | 斉木楠雄の遭難2                              | 漆原虹平                          | 名村英敏                          | 則座誠                                                    | 大木良一 中山由美 都築裕佳子                                     | 音地正行                   | 2月21日         | 2月21日         |       |
| 第6χ    | 第149話 | 斉木楠雄の遭難3                              | 漆原虹平                          | 名村英敏                          | 則座誠                                                    | 大木良一 中山由美 都築裕佳子                                     | 音地正行                   | 2月21日         | 2月21日         |       |
| 第6χ    | 第150話 | 斉木楠雄の遭難4                              | 漆原虹平                          | 名村英敏                          | 則座誠                                                    | 大木良一 中山由美 都築裕佳子                                     | 音地正行                   | 2月21日         | 2月21日         |       |
| 第7χ    | 第151話 | 斉木楠雄の遭難5                              | 漆原虹平                          | 名村英敏 鈴木行                   | 福元しんいち                                              | 石堂信晴 青木みき 亀田朋幸                                       | 徳田夢之助                 | 2月28日         | 2月28日         |       |
| 第7χ    | 第152話 | 斉木楠雄の遭難6                              | 漆原虹平                          | 名村英敏 鈴木行                   | 福元しんいち                                              | 石堂信晴 青木みき 亀田朋幸                                       | 徳田夢之助                 | 2月28日         | 2月28日         |       |
| 第7χ    | 第153話 | 斉木楠雄の遭難7                              | 漆原虹平                          | 名村英敏 鈴木行                   | 福元しんいち                                              | 石堂信晴 青木みき 亀田朋幸                                       | 徳田夢之助                 | 2月28日         | 2月28日         |       |
| 第7χ    | 第154話 | 断Ψせよ!PK学園新聞部                         | 漆原虹平                          | 名村英敏 鈴木行                   | 福元しんいち                                              | 石堂信晴 青木みき 亀田朋幸                                       | 徳田夢之助                 | 2月28日         | 2月28日         |       |
| 第7χ    | 第155話 | さらば!夏休みΨ終日                           | 漆原虹平                          | 名村英敏 鈴木行                   | 福元しんいち                                              | 石堂信晴 青木みき 亀田朋幸                                       | 徳田夢之助                 | 2月28日         | 2月28日         |       |
| 第8χ    | 第156話 | チョーウΨ!ゲロヤバ転校生現る!                | 高山淳史                          | 高田耕一 永居慎平                 | 本間修 冴島啓                                             | 飯飼一幸 五十嵐俊介 岡村拓也 金海淑 金振英                       | 野田康行                   | 3月7日          | 3月7日          |       |
| 第8χ    | 第157話 | オーラΨトをかいくぐれ!                       | 高山淳史                          | 高田耕一 永居慎平                 | 本間修 冴島啓                                             | 飯飼一幸 五十嵐俊介 岡村拓也 金海淑 金振英                       | 野田康行                   | 3月7日          | 3月7日          |       |
| 第8χ    | 第158話 | 繊Ψなコドモの事情                            | 高山淳史                          | 高田耕一 永居慎平                 | 本間修 冴島啓                                             | 飯飼一幸 五十嵐俊介 岡村拓也 金海淑 金振英                       | 野田康行                   | 3月7日          | 3月7日          |       |
| 第8χ    | 第159話 | Ψチャレンジ!タイムリープ                     | 高山淳史                          | 高田耕一 永居慎平                 | 本間修 冴島啓                                             | 飯飼一幸 五十嵐俊介 岡村拓也 金海淑 金振英                       | 野田康行                   | 3月7日          | 3月7日          |       |
| 第8χ    | 第160話 | 照橋心美のΨ難                                | 高山淳史                          | 高田耕一 永居慎平                 | 本間修 冴島啓                                             | 飯飼一幸 五十嵐俊介 岡村拓也 金海淑 金振英                       | 野田康行                   | 3月7日          | 3月7日          |       |
| 第9χ    | 第161話 | 超能力者にはΨ心の注意を（前編）              | 漆原虹平                          | 名村英敏                          | 筑紫大介                                                  | 都築裕佳子 大木良一                                              | 徳田夢ノ助                 | 3月14日         | 3月14日         |       |
| 第9χ    | 第162話 | 超能力者にはΨ心の注意を（後編）              | 漆原虹平                          | 名村英敏                          | 筑紫大介                                                  | 都築裕佳子 大木良一                                              | 徳田夢ノ助                 | 3月14日         | 3月14日         |       |
| 第9χ    | 第163話 | 夢のΨキックサーカス（前編）                  | 漆原虹平                          | 名村英敏                          | 筑紫大介                                                  | 都築裕佳子 大木良一                                              | 徳田夢ノ助                 | 3月14日         | 3月14日         |       |
| 第9χ    | 第164話 | 夢のΨキックサーカス（後編）                  | 漆原虹平                          | 名村英敏                          | 筑紫大介                                                  | 都築裕佳子 大木良一                                              | 徳田夢ノ助                 | 3月14日         | 3月14日         |       |
| 第9χ    | 第165話 | 無病息Ψお祈り致します!!                      | 漆原虹平                          | 名村英敏                          | 筑紫大介                                                  | 都築裕佳子 大木良一                                              | 徳田夢ノ助                 | 3月14日         | 3月14日         |       |
| 第10χ   | 第166話 | 防げ!詐欺犯Ψ                                 | 高山淳史                          | 冨永恒雄                          | 冨永恒雄                                                  | 松本文男                                                         | 野田康行                   | 3月21日         | 3月21日         |       |
| 第10χ   | 第167話 | Ψ木家集結!!（前編）                          | 高山淳史                          | 冨永恒雄                          | 冨永恒雄                                                  | 松本文男                                                         | 野田康行                   | 3月21日         | 3月21日         |       |
| 第10χ   | 第168話 | Ψ木家集結!!（後編）                          | 高山淳史                          | 冨永恒雄                          | 冨永恒雄                                                  | 松本文男                                                         | 野田康行                   | 3月21日         | 3月21日         |       |
| 第10χ   | 第169話 | 田舎のマッドΨエンティスト                    | 高山淳史                          | 冨永恒雄                          | 冨永恒雄                                                  | 松本文男                                                         | 野田康行                   | 3月21日         | 3月21日         |       |
| 第10χ   | 第170話 | 集う!PK学園Ψキッカーズ                       | 高山淳史                          | 冨永恒雄                          | 冨永恒雄                                                  | 松本文男                                                         | 野田康行                   | 3月21日         | 3月21日         |       |
| 第11χ   | 第171話 | ブΨク、青天の霹靂                            | 漆原虹平                          | 鈴木行 永居慎平                   | 佐々木純人                                                | 桜井このみ 松本和志 KIM YONGSIK                                  | 野田康行                   | 3月28日         | 3月28日         |       |
| 第11χ   | 第172話 | 隠れたΨ能を見出されるな!                     | 漆原虹平                          | 鈴木行 永居慎平                   | 佐々木純人                                                | 桜井このみ 松本和志 KIM YONGSIK                                  | 野田康行                   | 3月28日         | 3月28日         |       |
| 第11χ   | 第173話 | Ψ悪同士の戦い                                | 漆原虹平                          | 鈴木行 永居慎平                   | 佐々木純人                                                | 桜井このみ 松本和志 KIM YONGSIK                                  | 野田康行                   | 3月28日         | 3月28日         |       |
| 第11χ   | 第174話 | 奇跡の凡Ψ現る!                               | 漆原虹平                          | 鈴木行 永居慎平                   | 佐々木純人                                                | 桜井このみ 松本和志 KIM YONGSIK                                  | 野田康行                   | 3月28日         | 3月28日         |       |
| 第11χ   | 第175話 | 図書室のΨ難                                  | 漆原虹平                          | 鈴木行 永居慎平                   | 佐々木純人                                                | 桜井このみ 松本和志 KIM YONGSIK                                  | 野田康行                   | 3月28日         | 3月28日         |       |
| 第12χ   | 第176話 | ドキドキ交Ψ宣言                              | 高山淳史                          | 則座誠 高田耕一                   | 則座誠                                                    | 下江一正 大木良一 たなべようこ 林央剛                            | 音地正行                   | 4月4日          | 4月4日          |       |
| 第12χ   | 第177話 | Ψ強の協力者!?                                | 高山淳史                          | 則座誠 高田耕一                   | 則座誠                                                    | 下江一正 大木良一 たなべようこ 林央剛                            | 音地正行                   | 4月4日          | 4月4日          |       |
| 第12χ   | 第178話 | 小Ψけど賢い!小力2号の冒険                    | 高山淳史                          | 則座誠 高田耕一                   | 則座誠                                                    | 下江一正 大木良一 たなべようこ 林央剛                            | 音地正行                   | 4月4日          | 4月4日          |       |
| 第12χ   | 第179話 | 佐藤ひろしの災難                             | 高山淳史                          | 則座誠 高田耕一                   | 則座誠                                                    | 下江一正 大木良一 たなべようこ 林央剛                            | 音地正行                   | 4月4日          | 4月4日          |       |
| 第12χ   | 第180話 | Ψドは軽く遊ばせて                            | 高山淳史                          | 則座誠 高田耕一                   | 則座誠                                                    | 下江一正 大木良一 たなべようこ 林央剛                            | 音地正行                   | 4月4日          | 4月4日          |       |
| 第13χ   | 第181話 | 目良千里のΨ会（前編）                        | 漆原虹平                          | 名村英敏                          | 福元しんいち                                              | 石堂伸晴 青木みき 亀田朋幸                                       | 野田康行                   | 4月11日         | 4月11日         |       |
| 第13χ   | 第182話 | 目良千里のΨ会（後編）                        | 漆原虹平                          | 名村英敏                          | 福元しんいち                                              | 石堂伸晴 青木みき 亀田朋幸                                       | 野田康行                   | 4月11日         | 4月11日         |       |
| 第13χ   | 第183話 | サイレントΨボーグの異変                      | 漆原虹平                          | 名村英敏                          | 福元しんいち                                              | 石堂伸晴 青木みき 亀田朋幸                                       | 野田康行                   | 4月11日         | 4月11日         |       |
| 第13χ   | 第184話 | 集え!Ψ強の場所取リスト                       | 漆原虹平                          | 名村英敏                          | 福元しんいち                                              | 石堂伸晴 青木みき 亀田朋幸                                       | 野田康行                   | 4月11日         | 4月11日         |       |
| 第13χ   | 第185話 | Ψ終回への前フリをしよう                      | 漆原虹平                          | 名村英敏                          | 福元しんいち                                              | 石堂伸晴 青木みき 亀田朋幸                                       | 野田康行                   | 4月11日         | 4月11日         |       |
| 第14χ   | 第186話 | 才虎一族のΨ大の試練                          | 高山淳史                          | 鈴木行 永居慎平                   | 本間修                                                    | 飯飼一幸 五十嵐俊介 中島美子 金海淑 金振英                       | 野田康行                   | 4月18日         | 4月18日         |       |
| 第14χ   | 第187話 | サイキックΨドキックス                        | 高山淳史                          | 鈴木行 永居慎平                   | 本間修                                                    | 飯飼一幸 五十嵐俊介 中島美子 金海淑 金振英                       | 野田康行                   | 4月18日         | 4月18日         |       |
| 第14χ   | 第188話 | オカルト部Ψ終絶叫計画                        | 高山淳史                          | 鈴木行 永居慎平                   | 本間修                                                    | 飯飼一幸 五十嵐俊介 中島美子 金海淑 金振英                       | 野田康行                   | 4月18日         | 4月18日         |       |
| 第14χ   | 第189話 | 愛情Ψ点対決                                  | 高山淳史                          | 鈴木行 永居慎平                   | 本間修                                                    | 飯飼一幸 五十嵐俊介 中島美子 金海淑 金振英                       | 野田康行                   | 4月18日         | 4月18日         |       |
| 第14χ   | 第190話 | 天Ψ画伯の絵画教室                            | 高山淳史                          | 鈴木行 永居慎平                   | 本間修                                                    | 飯飼一幸 五十嵐俊介 中島美子 金海淑 金振英                       | 野田康行                   | 4月18日         | 4月18日         |       |
| 第15χ   | 第191話 | 野球部をΨ建せよ!（前編）                     | 漆原虹平                          | 冨永恒雄                          | 冨永恒雄                                                  | 松本文男 仁井宏隆 織岐一寛                                       | 野田康行                   | 4月25日         | 4月25日         |       |
| 第15χ   | 第192話 | 野球部をΨ建せよ!（後編）                     | 漆原虹平                          | 冨永恒雄                          | 冨永恒雄                                                  | 松本文男 仁井宏隆 織岐一寛                                       | 野田康行                   | 4月25日         | 4月25日         |       |
| 第15χ   | 第193話 | 野Ψも食べよう!焼肉回                         | 漆原虹平                          | 冨永恒雄                          | 冨永恒雄                                                  | 松本文男 仁井宏隆 織岐一寛                                       | 野田康行                   | 4月25日         | 4月25日         |       |
| 第15χ   | 第194話 | 父さんのΨ就職!?                              | 漆原虹平                          | 冨永恒雄                          | 冨永恒雄                                                  | 松本文男 仁井宏隆 織岐一寛                                       | 野田康行                   | 4月25日         | 4月25日         |       |
| 第15χ   | 第195話 | Ψ促!誕生日プレゼント                         | 漆原虹平                          | 冨永恒雄                          | 冨永恒雄                                                  | 松本文男 仁井宏隆 織岐一寛                                       | 野田康行                   | 4月25日         | 4月25日         |       |
| 第16χ   | 第196話 | 交Ψ相手をさがすなら…                         | 高山淳史                          | 名村英敏                          | 村田尚樹                                                  | 袴田裕二 谷口繁則 服部一郎 金正男 毛応星 馮含露                  | 大木良一                   | 5月2日          | 5月2日          |       |
| 第16χ   | 第197話 | Ψ愛の妹にΨ高のプレゼントを                   | 高山淳史                          | 名村英敏                          | 村田尚樹                                                  | 袴田裕二 谷口繁則 服部一郎 金正男 毛応星 馮含露                  | 大木良一                   | 5月2日          | 5月2日          |       |
| 第16χ   | 第198話 | 霊能力者Ψデビュー                            | 高山淳史                          | 名村英敏                          | 村田尚樹                                                  | 袴田裕二 谷口繁則 服部一郎 金正男 毛応星 馮含露                  | 大木良一                   | 5月2日          | 5月2日          |       |
| 第16χ   | 第199話 | Ψテク戦士100円マン!                          | 高山淳史                          | 名村英敏                          | 村田尚樹                                                  | 袴田裕二 谷口繁則 服部一郎 金正男 毛応星 馮含露                  | 大木良一                   | 5月2日          | 5月2日          |       |
| 第16χ   | 第200話 | シークレット・ベース・インΨド                | 高山淳史                          | 名村英敏                          | 村田尚樹                                                  | 袴田裕二 谷口繁則 服部一郎 金正男 毛応星 馮含露                  | 大木良一                   | 5月2日          | 5月2日          |       |
| 第17χ   | 第201話 | Ψ訪!兄からの5つの指令                        | 漆原虹平                          | 鈴木行 永居慎平                   | 佐々木純人                                                | Jumondou Seoul 桜井このみ 飯塚葉子                               | 野田康行                   | 5月9日          | 5月9日          |       |
| 第17χ   | 第202話 | Ψもいる!動物園に行こう                       | 漆原虹平                          | 鈴木行 永居慎平                   | 佐々木純人                                                | Jumondou Seoul 桜井このみ 飯塚葉子                               | 野田康行                   | 5月9日          | 5月9日          |       |
| 第17χ   | 第203話 | 新人漫画家のΨ難                              | 漆原虹平                          | 鈴木行 永居慎平                   | 佐々木純人                                                | Jumondou Seoul 桜井このみ 飯塚葉子                               | 野田康行                   | 5月9日          | 5月9日          |       |
| 第17χ   | 第204話 | 海藤兄弟のΨ難                                | 漆原虹平                          | 鈴木行 永居慎平                   | 佐々木純人                                                | Jumondou Seoul 桜井このみ 飯塚葉子                               | 野田康行                   | 5月9日          | 5月9日          |       |
| 第17χ   | 第205話 | イメージチェンジΨガール                      | 漆原虹平                          | 鈴木行 永居慎平                   | 佐々木純人                                                | Jumondou Seoul 桜井このみ 飯塚葉子                               | 野田康行                   | 5月9日          | 5月9日          |       |
| 第18χ   | 第206話 | うΨ転校生!明智透真                           | 高山淳史                          | 桜井弘明 鈴木行 高田耕一          | 則座誠                                                    | 野田康行 林央剛 中島美子 亀田朋幸 青木みき                       | 音地正行                   | 5月16日         | 5月16日         |       |
| 第18χ   | 第207話 | まだまだうΨ!転校生                           | 高山淳史                          | 桜井弘明 鈴木行 高田耕一          | 則座誠                                                    | 野田康行 林央剛 中島美子 亀田朋幸 青木みき                       | 音地正行                   | 5月16日         | 5月16日         |       |
| 第18χ   | 第208話 | さつまいも掘りのΨ難                          | 高山淳史                          | 桜井弘明 鈴木行 高田耕一          | 則座誠                                                    | 野田康行 林央剛 中島美子 亀田朋幸 青木みき                       | 音地正行                   | 5月16日         | 5月16日         |       |
| 第18χ   | 第209話 | マスコットキャラの体Ψを整えよう              | 高山淳史                          | 桜井弘明 鈴木行 高田耕一          | 則座誠                                                    | 野田康行 林央剛 中島美子 亀田朋幸 青木みき                       | 音地正行                   | 5月16日         | 5月16日         |       |
| 第18χ   | 第210話 | Ψ虎芽斗吏の退屈な日常                        | 高山淳史                          | 桜井弘明 鈴木行 高田耕一          | 則座誠                                                    | 野田康行 林央剛 中島美子 亀田朋幸 青木みき                       | 音地正行                   | 5月16日         | 5月16日         |       |
| 第19χ   | 第211話 | クラスのΨ難                                  | 漆原虹平                          | 高田耕一                          | 福元しんいち                                              | たなべようこ 永山恵 亀田朋幸 青木みき                            | 大木良一                   | 5月23日         | 5月23日         |       |
| 第19χ   | 第212話 | PK学園文化Ψ1                                 | 漆原虹平                          | 高田耕一                          | 福元しんいち                                              | たなべようこ 永山恵 亀田朋幸 青木みき                            | 大木良一                   | 5月23日         | 5月23日         |       |
| 第19χ   | 第213話 | PK学園文化Ψ2                                 | 漆原虹平                          | 高田耕一                          | 福元しんいち                                              | たなべようこ 永山恵 亀田朋幸 青木みき                            | 大木良一                   | 5月23日         | 5月23日         |       |
| 第19χ   | 第214話 | PK学園文化Ψ3                                 | 漆原虹平                          | 高田耕一                          | 福元しんいち                                              | たなべようこ 永山恵 亀田朋幸 青木みき                            | 大木良一                   | 5月23日         | 5月23日         |       |
| 第19χ   | 第215話 | PK学園文化Ψ4                                 | 漆原虹平                          | 高田耕一                          | 福元しんいち                                              | たなべようこ 永山恵 亀田朋幸 青木みき                            | 大木良一                   | 5月23日         | 5月23日         |       |
| 第20χ   | 第216話 | Ψ眠能力でなりすませ!（前編）                 | 高山淳史                          | 冨永恒雄                          | 冨永恒雄                                                  | 松本文男                                                         | 野田康行                   | 5月30日         | 5月30日         |       |
| 第20χ   | 第217話 | Ψ眠能力でなりすませ!（後編）                 | 高山淳史                          | 冨永恒雄                          | 冨永恒雄                                                  | 松本文男                                                         | 野田康行                   | 5月30日         | 5月30日         |       |
| 第20χ   | 第218話 | 機能満Ψ!期待のニューマスコット               | 高山淳史                          | 冨永恒雄                          | 冨永恒雄                                                  | 松本文男                                                         | 野田康行                   | 5月30日         | 5月30日         |       |
| 第20χ   | 第219話 | 今年Ψ後だ!大晦日                             | 高山淳史                          | 冨永恒雄                          | 冨永恒雄                                                  | 松本文男                                                         | 野田康行                   | 5月30日         | 5月30日         |       |
| 第20χ   | 第220話 | Ψレントお正月                                | 高山淳史                          | 冨永恒雄                          | 冨永恒雄                                                  | 松本文男                                                         | 野田康行                   | 5月30日         | 5月30日         |       |
| 第21χ   | 第221話 | Ψ訪!祖父母放浪記                             | 漆原虹平                          | 桜井弘明 高田耕一                 | 本間修                                                    | 飯飼一幸 金海淑 津脇知宏 金辰英                                  | 大木良一                   | 6月6日          | 6月6日          |       |
| 第21χ   | 第222話 | 借りの返Ψ!鳥束断食修行                       | 漆原虹平                          | 桜井弘明 高田耕一                 | 本間修                                                    | 飯飼一幸 金海淑 津脇知宏 金辰英                                  | 大木良一                   | 6月6日          | 6月6日          |       |
| 第21χ   | 第223話 | すれ違い男女交Ψ!（前編）                     | 漆原虹平                          | 桜井弘明 高田耕一                 | 本間修                                                    | 飯飼一幸 金海淑 津脇知宏 金辰英                                  | 大木良一                   | 6月6日          | 6月6日          |       |
| 第21χ   | 第224話 | すれ違い男女交Ψ!（後編）                     | 漆原虹平                          | 桜井弘明 高田耕一                 | 本間修                                                    | 飯飼一幸 金海淑 津脇知宏 金辰英                                  | 大木良一                   | 6月6日          | 6月6日          |       |
| 第21χ   | 第225話 | 特ダネを掲Ψせよ!                             | 漆原虹平                          | 桜井弘明 高田耕一                 | 本間修                                                    | 飯飼一幸 金海淑 津脇知宏 金辰英                                  | 大木良一                   | 6月6日          | 6月6日          |       |
| 第22χ   | 第226話 | 下校相手はΨ良の選択を                        |                                   | 桜井弘明 鈴木行 永居慎平          | 則座誠                                                    | 野田康行 林央剛 都築裕佳子 中島美子 下江一正                     | 野田康行                   | 6月13日         | 6月13日         |       |
| 第22χ   | 第227話 | 詳Ψ求む！スーパーアイドルの秘密              |                                   | 桜井弘明 鈴木行 永居慎平          | 則座誠                                                    | 野田康行 林央剛 都築裕佳子 中島美子 下江一正                     | 野田康行                   | 6月13日         | 6月13日         |       |
| 第22χ   | 第228話 | 役割Ψ分化計画                                |                                   | 桜井弘明 鈴木行 永居慎平          | 則座誠                                                    | 野田康行 林央剛 都築裕佳子 中島美子 下江一正                     | 野田康行                   | 6月13日         | 6月13日         |       |
| 第22χ   | 第229話 | 非日常をΨ工せよ（前編）                      |                                   | 桜井弘明 鈴木行 永居慎平          | 則座誠                                                    | 野田康行 林央剛 都築裕佳子 中島美子 下江一正                     | 野田康行                   | 6月13日         | 6月13日         |       |
| 第22χ   | 第230話 | 非日常をΨ工せよ（後編）                      |                                   | 桜井弘明 鈴木行 永居慎平          | 則座誠                                                    | 野田康行 林央剛 都築裕佳子 中島美子 下江一正                     | 野田康行                   | 6月13日         | 6月13日         |       |
| 第23χ   | 第231話 | 非日常な過去をΨ工せよ1                       | 桜井弘明                          | 鈴木恭平                          | 中山由美 下江一正 亀田朋幸 青木みき                       | 大木良一 音地正行                                                | 6月20日                    | 6月20日         |                 |       |
| 第23χ   | 第232話 | 非日常な過去をΨ工せよ2                       | 桜井弘明                          | 鈴木恭平                          | 中山由美 下江一正 亀田朋幸 青木みき                       | 大木良一 音地正行                                                | 6月20日                    | 6月20日         |                 |       |
| 第23χ   | 第233話 | 非日常な過去をΨ工せよ3                       | 桜井弘明                          | 鈴木恭平                          | 中山由美 下江一正 亀田朋幸 青木みき                       | 大木良一 音地正行                                                | 6月20日                    | 6月20日         |                 |       |
| 第23χ   | 第234話 | 非日常な過去をΨ工せよ4                       | 桜井弘明                          | 鈴木恭平                          | 中山由美 下江一正 亀田朋幸 青木みき                       | 大木良一 音地正行                                                | 6月20日                    | 6月20日         |                 |       |
| 第23χ   | 第235話 | 非日常な過去をΨ工せよ5                       | 桜井弘明                          | 鈴木恭平                          | 中山由美 下江一正 亀田朋幸 青木みき                       | 大木良一 音地正行                                                | 6月20日                    | 6月20日         |                 |       |
| 第24χ   | 第236話 | Ψを見抜け!完璧美少女の試練                   | 桜井弘明                          | 桜井弘明 則座誠 鈴木行            | 野田康行 都築裕佳子 山中いづみ 中島美子 中山由美 下江一正 | 音地正行 野田康行                                                | 6月27日                    | 6月27日         |                 |       |
| 第24χ   | 第237話 | 調査する!Ψキッカーズ!                        | 桜井弘明                          | 桜井弘明 則座誠 鈴木行            | 野田康行 都築裕佳子 山中いづみ 中島美子 中山由美 下江一正 | 音地正行 野田康行                                                | 6月27日                    | 6月27日         |                 |       |
| 第24χ   | 第238話 | 休み明けのΨ難                                | 桜井弘明                          | 桜井弘明 則座誠 鈴木行            | 野田康行 都築裕佳子 山中いづみ 中島美子 中山由美 下江一正 | 音地正行 野田康行                                                | 6月27日                    | 6月27日         |                 |       |
| 第24χ   | 第239話 | 集結!思い出のキャラΨ登場(前編)               | 桜井弘明                          | 桜井弘明 則座誠 鈴木行            | 野田康行 都築裕佳子 山中いづみ 中島美子 中山由美 下江一正 | 音地正行 野田康行                                                | 6月27日                    | 6月27日         |                 |       |
| 第24χ   | 第240話 | 集結!思い出のキャラΨ登場(後編)               | 桜井弘明                          | 桜井弘明 則座誠 鈴木行            | 野田康行 都築裕佳子 山中いづみ 中島美子 中山由美 下江一正 | 音地正行 野田康行                                                | 6月27日                    | 6月27日         |                 |       |
| 完結編  |         |                                              |                                   |                                   |                                                           |                                                                  |                            |                 |                 |       |
| 前編    | 第241話 | 十人十色、多Ψな進路                          |                                   | 桜井弘明                          | 則座誠                                                    | 野田康行 大木良一 下江一正 林央剛 山中いずみ 中山由美 都築祐佳子 | 音地正行 野田康行 大木良一 | 12月28日        | 12月28日        |       |
| 前編    | 第242話 | 完全Ψ現!?楠Ω                                 |                                   | 桜井弘明                          | 則座誠                                                    | 野田康行 大木良一 下江一正 林央剛 山中いずみ 中山由美 都築祐佳子 | 音地正行 野田康行 大木良一 | 12月28日        | 12月28日        |       |
| 前編    | 第243話 | 勃発!Ψキックバトル                           |                                   | 桜井弘明                          | 則座誠                                                    | 野田康行 大木良一 下江一正 林央剛 山中いずみ 中山由美 都築祐佳子 | 音地正行 野田康行 大木良一 | 12月28日        | 12月28日        |       |
| 前編    | 第244話 | 激突!Ψキックバトル                           |                                   | 桜井弘明                          | 則座誠                                                    | 野田康行 大木良一 下江一正 林央剛 山中いずみ 中山由美 都築祐佳子 | 音地正行 野田康行 大木良一 | 12月28日        | 12月28日        |       |
| 前編    | 第245話 | Ψ後の戦い                                    |                                   | 桜井弘明                          | 則座誠                                                    | 野田康行 大木良一 下江一正 林央剛 山中いずみ 中山由美 都築祐佳子 | 音地正行 野田康行 大木良一 | 12月28日        | 12月28日        |       |
| 後編    | 第246話 | 旅行計画の詳Ψを詰めよう                      |                                   | 桜井弘明                          | 則座誠                                                    | 野田康行 大木良一 下江一正 林央剛 山中いずみ 中山由美 都築祐佳子 | 音地正行 野田康行 大木良一 | 12月28日        | 12月28日        |       |
| 後編    | 第247話 | 見どころ満Ψ!忍舞観光!                        |                                   | 桜井弘明                          | 則座誠                                                    | 野田康行 大木良一 下江一正 林央剛 山中いずみ 中山由美 都築祐佳子 | 音地正行 野田康行 大木良一 | 12月28日        | 12月28日        |       |
| 後編    | 第248話 | Ψ悪の天Ψから世界を救Ψせよ!                   |                                   | 桜井弘明                          | 則座誠                                                    | 野田康行 大木良一 下江一正 林央剛 山中いずみ 中山由美 都築祐佳子 | 音地正行 野田康行 大木良一 | 12月28日        | 12月28日        |       |
| 後編    | 第249話 | 斉木楠雄のΨ後（前編）                        |                                   | 桜井弘明                          | 則座誠                                                    | 野田康行 大木良一 下江一正 林央剛 山中いずみ 中山由美 都築祐佳子 | 音地正行 野田康行 大木良一 | 12月28日        | 12月28日        |       |
| 後編    | 第250話 | 斉木楠雄のΨ後（後編）                        |                                   | 桜井弘明                          | 則座誠                                                    | 野田康行 大木良一 下江一正 林央剛 山中いずみ 中山由美 都築祐佳子 | 音地正行 野田康行 大木良一 | 12月28日        | 12月28日        |       |
| Ψ始動編 |         |                                              |                                   |                                   |                                                           |                                                                  |                            |                 |                 |       |
| 第1χ    | 第251話 | 三人の男と幼女と警官とあと犬                 |                                   | 高田耕一                          | 則座誠                                                    | 山中いずみ 林央剛 都築裕佳子 下江一正                            | 音地正行 野田康行          | 2019年 12月30日 | 2019年 12月30日 |       |
| 第1χ    | 第252話 | ゲームの世界にΨンイン                        |                                   | 高田耕一                          | 則座誠                                                    | 山中いずみ 林央剛 都築裕佳子 下江一正                            | 音地正行 野田康行          | 2019年 12月30日 | 2019年 12月30日 |       |
| 第1χ    | 第253話 | 掲Ψ危機!? 終焉社のお仕事                     |                                   | 高田耕一                          | 則座誠                                                    | 山中いずみ 林央剛 都築裕佳子 下江一正                            | 音地正行 野田康行          | 2019年 12月30日 | 2019年 12月30日 |       |
| 第1χ    | 第254話 | Ψ子自慢!ママ友会議                           |                                   | 高田耕一                          | 則座誠                                                    | 山中いずみ 林央剛 都築裕佳子 下江一正                            | 音地正行 野田康行          | 2019年 12月30日 | 2019年 12月30日 |       |
| 第1χ    | 第255話 | 自慢の粘土Ψ工を披露しよう                    |                                   | 高田耕一                          | 則座誠                                                    | 山中いずみ 林央剛 都築裕佳子 下江一正                            | 音地正行 野田康行          | 2019年 12月30日 | 2019年 12月30日 |       |
| 第2χ    | 第256話 | 超（無駄）能力のΨ難                          | 鈴木行 中村晋平 高田耕一          | 湖禎嵩                            | 中山由美 パンプイキ 山中いずみ 金正男                     | 野田康行 大木良一                                                |                            | 2019年 12月30日 | 2019年 12月30日 |       |
| 第2χ    | 第257話 | Ψ強デッキを組み上げろ！                      | 鈴木行 中村晋平 高田耕一          | 湖禎嵩                            | 中山由美 パンプイキ 山中いずみ 金正男                     | 野田康行 大木良一                                                |                            | 2019年 12月30日 | 2019年 12月30日 |       |
| 第2χ    | 第258話 | Ψは投げられた・・・!激闘カードバトル         | 鈴木行 中村晋平 高田耕一          | 湖禎嵩                            | 中山由美 パンプイキ 山中いずみ 金正男                     | 野田康行 大木良一                                                |                            | 2019年 12月30日 | 2019年 12月30日 |       |
| 第2χ    | 第259話 | Ψ虎芽斗吏の勝利の方程式                      | 鈴木行 中村晋平 高田耕一          | 湖禎嵩                            | 中山由美 パンプイキ 山中いずみ 金正男                     | 野田康行 大木良一                                                |                            | 2019年 12月30日 | 2019年 12月30日 |       |
| 第2χ    | 第260話 | 勇者のΨ難                                    | 鈴木行 中村晋平 高田耕一          | 湖禎嵩                            | 中山由美 パンプイキ 山中いずみ 金正男                     | 野田康行 大木良一                                                |                            | 2019年 12月30日 | 2019年 12月30日 |       |
| 第3χ    | 第261話 | 異Ψを放つ新任教師現る                        | 鈴木行 中村晋平 高田耕一          | 則座誠                            | 山中いずみ 都築裕佳子 大木良一 下江一正                   | 野田康行 大木良一                                                |                            | 2019年 12月30日 | 2019年 12月30日 |       |
| 第3χ    | 第262話 | 身体測定のΨ難                                | 鈴木行 中村晋平 高田耕一          | 則座誠                            | 山中いずみ 都築裕佳子 大木良一 下江一正                   | 野田康行 大木良一                                                |                            | 2019年 12月30日 | 2019年 12月30日 |       |
| 第3χ    | 第263話 | 両親不Ψの友達の家に遊びに行こう              | 鈴木行 中村晋平 高田耕一          | 則座誠                            | 山中いずみ 都築裕佳子 大木良一 下江一正                   | 野田康行 大木良一                                                |                            | 2019年 12月30日 | 2019年 12月30日 |       |
| 第3χ    | 第264話 | 目指せ!ジャンプ掲Ψ                           | 鈴木行 中村晋平 高田耕一          | 則座誠                            | 山中いずみ 都築裕佳子 大木良一 下江一正                   | 野田康行 大木良一                                                |                            | 2019年 12月30日 | 2019年 12月30日 |       |
| 第3χ    | 第265話 | 皆様も是非一度足を運んでみてくだΨ            | 鈴木行 中村晋平 高田耕一          | 則座誠                            | 山中いずみ 都築裕佳子 大木良一 下江一正                   | 野田康行 大木良一                                                |                            | 2019年 12月30日 | 2019年 12月30日 |       |
| 第4χ    | 第266話 | 恐怖!Ψ厄の転校生現る（前編）                 | 則座誠 中村晋平 高田耕一 桜井弘明 | 本間修 則座誠                     | 中島美子 Kプロダクション 大木良一 下江一正                | 音地正行 野田康行 大木良一                                       |                            | 2019年 12月30日 | 2019年 12月30日 |       |
| 第4χ    | 第267話 | 恐怖!Ψ厄の転校生現る（中編）                 | 則座誠 中村晋平 高田耕一 桜井弘明 | 本間修 則座誠                     | 中島美子 Kプロダクション 大木良一 下江一正                | 音地正行 野田康行 大木良一                                       |                            | 2019年 12月30日 | 2019年 12月30日 |       |
| 第4χ    | 第268話 | 恐怖!Ψ厄の転校生現る（後編）                 | 則座誠 中村晋平 高田耕一 桜井弘明 | 本間修 則座誠                     | 中島美子 Kプロダクション 大木良一 下江一正                | 音地正行 野田康行 大木良一                                       |                            | 2019年 12月30日 | 2019年 12月30日 |       |
| 第4χ    | 第269話 | Ψインを読め!相卜命の予知                     | 則座誠 中村晋平 高田耕一 桜井弘明 | 本間修 則座誠                     | 中島美子 Kプロダクション 大木良一 下江一正                | 音地正行 野田康行 大木良一                                       |                            | 2019年 12月30日 | 2019年 12月30日 |       |
| 第4χ    | 第270話 | Ψ厄とΨ適の戦い!!                             | 則座誠 中村晋平 高田耕一 桜井弘明 | 本間修 則座誠                     | 中島美子 Kプロダクション 大木良一 下江一正                | 音地正行 野田康行 大木良一                                       |                            | 2019年 12月30日 | 2019年 12月30日 |       |
| 第5χ    | 第271話 | イジメ救Ψ!井口先生                           | 則座誠 中村晋平 桜井弘明          | 湖禎嵩 桜井弘明                   | 大木良一 山中いずみ 下江一正 パンプイキ 松岡謙治          | 野田康行 大木良一                                                |                            | 2019年 12月30日 | 2019年 12月30日 |       |
| 第5χ    | 第272話 | 突如開Ψ!リアルリアル型脱出ゲーム             | 則座誠 中村晋平 桜井弘明          | 湖禎嵩 桜井弘明                   | 大木良一 山中いずみ 下江一正 パンプイキ 松岡謙治          | 野田康行 大木良一                                                |                            | 2019年 12月30日 | 2019年 12月30日 |       |
| 第5χ    | 第273話 | 休日はウマと合う仲間と                       | 則座誠 中村晋平 桜井弘明          | 湖禎嵩 桜井弘明                   | 大木良一 山中いずみ 下江一正 パンプイキ 松岡謙治          | 野田康行 大木良一                                                |                            | 2019年 12月30日 | 2019年 12月30日 |       |
| 第5χ    | 第274話 | 鳥束VS佐藤交Ψ権争奪戦!!（前編）              | 則座誠 中村晋平 桜井弘明          | 湖禎嵩 桜井弘明                   | 大木良一 山中いずみ 下江一正 パンプイキ 松岡謙治          | 野田康行 大木良一                                                |                            | 2019年 12月30日 | 2019年 12月30日 |       |
| 第5χ    | 第275話 | 鳥束VS佐藤交Ψ権争奪戦!!（後編）              | 則座誠 中村晋平 桜井弘明          | 湖禎嵩 桜井弘明                   | 大木良一 山中いずみ 下江一正 パンプイキ 松岡謙治          | 野田康行 大木良一                                                |                            | 2019年 12月30日 | 2019年 12月30日 |       |
| 第6χ    | 第276話 | 斉木楠雄のΨ起動（1）                         | 桜井弘明                          | 則座誠                            | 山中いずみ 都築裕佳子 林央剛 大木良一 下江一正            | 音地正行 大木良一                                                |                            | 2019年 12月30日 | 2019年 12月30日 |       |
| 第6χ    | 第277話 | 斉木楠雄のΨ起動（2）                         | 桜井弘明                          | 則座誠                            | 山中いずみ 都築裕佳子 林央剛 大木良一 下江一正            | 音地正行 大木良一                                                |                            | 2019年 12月30日 | 2019年 12月30日 |       |
| 第6χ    | 第278話 | 斉木楠雄のΨ起動（3）                         | 桜井弘明                          | 則座誠                            | 山中いずみ 都築裕佳子 林央剛 大木良一 下江一正            | 音地正行 大木良一                                                |                            | 2019年 12月30日 | 2019年 12月30日 |       |
| 第6χ    | 第279話 | 斉木楠雄のΨ起動（4）                         | 桜井弘明                          | 則座誠                            | 山中いずみ 都築裕佳子 林央剛 大木良一 下江一正            | 音地正行 大木良一                                                |                            | 2019年 12月30日 | 2019年 12月30日 |       |
| 第6χ    | 第280話 | 斉木楠雄のΨ起動（5）                         | 桜井弘明                          | 則座誠                            | 山中いずみ 都築裕佳子 林央剛 大木良一 下江一正            | 音地正行 大木良一                                                |                            | 2019年 12月30日 | 2019年 12月30日 |       |

### 放送局
ここでは単独番組としての放送局を記載。おはスタでの放送はおはスタ#放送局と放送時間を参照。
| 放送期間                       | 放送時間                     | 放送局       | 対象地域   | 備考                                    |
| ------------------------------ | ---------------------------- | ------------ | ---------- | --------------------------------------- |
| 2016年7月11日 - 12月26日       | 月曜 1:35 - 2:05（日曜深夜） | テレビ東京   | 関東広域圏 | 製作参加                                |
|                                |                              | テレビ愛知   | 愛知県     |                                         |
|                                |                              | テレビ大阪   | 大阪府     |                                         |
| 2016年7月18日 - 12月26日       | 月曜 1:50 - 2:20（日曜深夜） | 熊本放送     | 熊本県     |                                         |
| 2016年8月10日 - 1月25日        | 水曜 17:30 - 18:00           | 岐阜放送     | 岐阜県     |                                         |
| 2016年11月11日 - 2017年4月28日 | 金曜 19:00 - 19:30           | アニマックス | 日本全域   | BS/CS放送 / 字幕放送 / リピート放送あり |

| 放送期間                                       | 放送時間                                                  | 放送局         | 対象地域       | 備考                                    |
| ---------------------------------------------- | --------------------------------------------------------- | -------------- | -------------- | --------------------------------------- |
| 2018年1月17日 - 5月30日 2018年6月6日 - 6月27日 | 水曜 1:35 - 2:05（火曜深夜） 水曜 1:40 - 2:10（火曜深夜） | テレビ東京     | 関東広域圏     | 製作参加                                |
|                                                |                                                           | テレビ北海道   | 北海道         |                                         |
|                                                |                                                           | テレビ大阪     | 大阪府         |                                         |
|                                                | 水曜 1:40 - 2:10（火曜深夜）                              | テレビせとうち | 岡山県・香川県 |                                         |
|                                                | 水曜 3:05 - 3:35（火曜深夜）                              | テレビ愛知     | 愛知県         |                                         |
|                                                |                                                           | TVQ九州放送    | 福岡県         |                                         |
| 2018年2月19日 - 8月6日                         | 月曜 19:00 - 19:30                                        | アニマックス   | 日本全域       | BS/CS放送 / 字幕放送 / リピート放送あり |
| 2018年3月5日 - 8月20日                         | 月曜 1:50 - 2:20（日曜深夜）                              | 熊本放送       | 熊本県         |                                         |
| 2018年6月6日 - 11月14日                        | 水曜 7:30 - 8:00                                          | テレビ和歌山   | 和歌山県       |                                         |

| 放送日         | 放送時間          | 放送局         | 対象地域       | 備考                 |
| -------------- | ----------------- | -------------- | -------------- | -------------------- |
| 2018年12月28日 | 金曜 7:35 - 8:30  | テレビ東京     | 関東広域圏     | 製作参加             |
|                |                   | テレビ北海道   | 北海道         |                      |
|                |                   | テレビ大阪     | 大阪府         |                      |
|                |                   | テレビせとうち | 岡山県・香川県 |                      |
|                |                   | テレビ愛知     | 愛知県         |                      |
|                |                   | TVQ九州放送    | 福岡県         |                      |
| 2019年1月3日   | 木曜 9:00 - 10:00 | アニマックス   | 日本全域       | BS/CS放送 / 字幕放送 |

### BD / DVD
| 巻 | 発売日         | 収録話        | 規格品番   | 規格品番   |
| 巻 | 発売日         | 収録話        | BD         | DVD        |
| -- | -------------- | ------------- | ---------- | ---------- |
| 1  | 2016年12月14日 | 第1χ - 第6χ   | PCXP-50451 | PCBP-53581 |
| 2  | 2017年1月18日  | 第7χ - 第12χ  | PCXP-50452 | PCBP-53582 |
| 3  | 2017年2月15日  | 第13χ - 第18χ | PCXP-50453 | PCBP-53583 |
| 4  | 2017年3月15日  | 第19χ - 第24χ | PCXP-50454 | PCBP-53584 |

| 巻 | 発売日         | 収録話        | 規格品番   | 規格品番   |
| 巻 | 発売日         | 収録話        | BD         | DVD        |
| -- | -------------- | ------------- | ---------- | ---------- |
| 1  | 2018年4月18日  | 第1χ - 第6χ   | PCXP-50601 | PCBP-53351 |
| 2  | 2018年6月20日  | 第7χ - 第12χ  | PCXP-50602 | PCBP-53352 |
| 3  | 2018年8月17日  | 第13χ - 第18χ | PCXP-50603 | PCBP-53353 |
| 4  | 2018年10月17日 | 第19χ - 第24χ | PCXP-50604 | PCBP-53354 |

### 関連商品
斉木楠雄のΨ難 オリジナル・サウンドトラック
2016年11月30日発売。
斉木楠雄のΨ難 オリジナル・サウンドトラック2
2018年6月27日発売。
斉木楠雄のΨ難 史上Ψ大のΨ難!?
2016年11月10日にバンダイナムコエンターテインメントより、ニンテンドー3DS用ソフトとして発売されたゲーム。ジャンルはサイキックアクション。
斉木楠雄のΨ難 妄想暴走　Ψキックバトル
DLEより、スマートフォン用ゲーム（iOS・Android）として2018年4月16日から2019年7月19日まで配信されていた。ジャンルはタワーディフェンス。基本プレイ無料・一部アイテム課金制。

### イベントなど
斉木楠雄のΨ難 さわげ！真夏のPK学園文化Ψ
舞浜アンフィシアターで、2017年7月23日に開催された。本作品に出演している声優が出演した。同時にあにてれでも配信した。
テレビアニメ「斉木楠雄のΨ難」第2期スペシャルイベント ～開Ψ！一足はやいクリスマスパーティー～
ベルサール高田馬場で、2018年12月1日に開催され、本作品に出演している声優が出演した。前回同様、同時にあにてれでも配信した。
Ψ確認生放送
2016年9月22日、10月27日、11月24日 の3χにわたってLINE LIVEにて配信された。本作品に出演した声優が出演している。1期のDVD&Blu-ray1巻から3巻に特典として収録されている。
| テレビ東京 月曜1:35 - 2:05（日曜深夜）枠    | テレビ東京 月曜1:35 - 2:05（日曜深夜）枠                               | テレビ東京 月曜1:35 - 2:05（日曜深夜）枠       |
| 前番組                                      | 番組名                                                                 | 次番組                                         |
| ------------------------------------------- | ---------------------------------------------------------------------- | ---------------------------------------------- |
| 一夜づけ 【1時間繰り下げて継続】            | 斉木楠雄のΨ難（第1期） 【これよりアニメ枠】 （2016年7月 - 2016年12月） | 銀魂. 烙陽決戦篇 （2017年1月9日 - 3月27日）    |
| テレビ東京 水曜1:35 - 2:05（火曜深夜）枠    |                                                                        |                                                |
| 魔法陣グルグル （2017年7月12日 - 12月20日） | 斉木楠雄のΨ難（第2期） （2018年1月17日 - 6月27日）                     | 深夜！天才バカボン （2018年7月11日 - 9月26日） |

## 実写映画
ソニー・ピクチャーズ エンタテインメント / アスミック・エースによる配給で 2017年10月21日に全国ロードショー。2018年10月12日に金曜ロードショーで地上波でTV初放送された。
ストーリーは、文化祭編をベースにし、その他の原作のエピソードや映画オリジナルも交えている。ロケ地は足利市の旧足利西高校である。
スタッフ（映画）
- 監督・脚本 - 福田雄一
- 音楽 - 瀬川英史
- 主題歌 - ゆず「恋、弾けました。」（セーニャ・アンド・カンパニー）
- 製作 - ソニー・ピクチャーズ エンタテインメント、今村司、佐野真之、谷和男、弓矢政法、木下暢起、髙橋誠、荒波修、久保雅一、本田晋一郎
- エグゼクティブプロデューサー - 伊藤響
- プロデューサー - 松橋真三、北島直明
- 撮影 - 工藤哲也、鈴木靖之
- 照明 - 藤田貴路
- 録音 - 高島良太
- 美術 - 遠藤善人
- 装飾 - 西岡萌子
- ポスプロプロデューサー - 鈴木仁行
- 編集 - 臼杵恵理
- VFXスーパーバイザー - 小林真吾
- スタイリスト - 神波憲人
- ヘアメイク - 内城千栄子
- スクリプター - 菅真彩子
- スケジューラー - 星秀樹
- 助監督 - 井手上拓哉
- 制作担当 - 桜井恵夢
- ラインプロデューサー - 鈴木大造
- 宣伝プロデューサー - 中澤淳二
- 制作プロダクション - プラスディー
- 製作幹事 - ソニー・ピクチャーズ エンタテインメント、日本テレビ放送網
- 製作 - 映画「斉木楠雄のΨ難」製作委員会（ソニー・ピクチャーズ エンタテインメント、日本テレビ放送網、アスミック・エース、讀賣テレビ放送、ジェイアール東日本企画、集英社、KDDI、GYAO、小学館集英社プロダクション、プラスディー、札幌テレビ放送、宮城テレビ放送、静岡第一テレビ、中京テレビ放送、広島テレビ放送、福岡放送）
- 配給 - ソニー・ピクチャーズ エンタテインメント、アスミック・エース

## 書誌情報
いずれも集英社発行

### 単行本
| 巻数                             | タイトル                         | 発売日付                         | ISBN                             | 表紙                             | 背表紙                           | 併録作品                                                                                                 |
| 『超能力者 斉木楠雄のΨ難』 全1巻 | 『超能力者 斉木楠雄のΨ難』 全1巻 | 『超能力者 斉木楠雄のΨ難』 全1巻 | 『超能力者 斉木楠雄のΨ難』 全1巻 | 『超能力者 斉木楠雄のΨ難』 全1巻 | 『超能力者 斉木楠雄のΨ難』 全1巻 | 『超能力者 斉木楠雄のΨ難』 全1巻                                                                         |
| -------------------------------- | -------------------------------- | -------------------------------- | -------------------------------- | -------------------------------- | -------------------------------- | --- |
| 0                                | 超能力者 斉木楠雄のΨ難           | 2012年5月2日                     | 978-4-08-870455-5                | 斉木楠雄                         | 斉木楠雄                         | 三上少年探偵ファイル ぼくのわたしの勇者学（番外編） 解説フルパワー高校野球!!〜今年のポメ高は一味違う!?〜 |
| 『斉木楠雄のΨ難』全26巻          |                                  |                                  |                                  |                                  |                                  | |
| 1                                | 超能力者のΨ難                    | 2012年9月4日                     | 978-4-08-870504-0                | 斉木楠雄                         | 斉木楠雄                         | NEXT読切版                                                                                               |
| 2                                | ビーチΨド 夏物語                 | 2012年12月4日                    | 978-4-08-870556-9                | 斉木楠雄 燃堂力                  | 燃堂力                           | お前んち、お化け屋敷                                                                                     |
| 3                                | 燃えろ! PK学園体育Ψ              | 2013年1月4日                     | 978-4-08-870621-4                | 斉木楠雄 海藤瞬                  | 海藤瞬                           | 劇団！インプロビゼーション                                                                               |
| 4                                | うるΨお正月                      | 2013年5月2日                     | 978-4-08-870652-8                | 斉木楠雄 灰呂杵志                | 灰呂 杵志                        | 殺せんせーVS斉木楠雄〜入間市最終決戦〜                                                                   |
| 5                                | Ψを振れ! 波乱の期末テスト        | 2013年7月4日                     | 978-4-08-870768-6                | 斉木楠雄 照橋心美                | 照橋心美                         | |
| 6                                | 超能力者搭Ψ旅客機でGO!           | 2013年9月4日                     | 978-4-08-870806-5                | 斉木楠雄 斉木國春 斉木久留美     | 斉木久留美                       | 殺せんせーVS斉木楠雄〜入間市最終決戦〜II                                                                 |
| 7                                | さわげ! PK学園文化Ψ              | 2013年12月4日                    | 978-4-08-870853-9                | 斉木楠雄 鳥束零太                | 鳥束零太                         | |
| 8                                | Ψ強美少女VS絶対に落ちない男      | 2014年4月4日                     | 978-4-08-880027-1                | 斉木楠雄 夢原知予                | 夢原知予                         | |
| 9                                | 万Ψ! ツンデレおじいちゃん        | 2014年7月4日                     | 978-4-08-880072-1                | 斉木楠雄 窪谷須亜蓮              | 窪谷須亜蓮                       | |
| 10                               | マッドΨエンティスト現る!         | 2014年9月4日                     | 978-4-08-880175-9                | 斉木楠雄 斉木空助                | 斉木空助                         | |
| 11                               | 夏休み前のΨ難                    | 2014年12月4日                    | 978-4-08-880224-4                | 斉木楠雄 目良 千里               | 夢原知予                         | |
| 12                               | 体験Ψエンスフィクション          | 2015年2月4日                     | 978-4-08-880304-3                | 照橋心美 六神通 (照橋信)         | 六神通 (照橋信)                  | TERRACE HOUSE DUST                                                                                       |
| 13                               | スイーツバイキングのΨ難          | 2015年5月1日                     | 978-4-08-880355-5                | 斉木楠雄 才虎芽斗吏              | 才虎芽斗吏                       | |
| 14                               | 夢のΨキックサーカス              | 2015年8月4日                     | 978-4-08-880426-2                | 斉木楠雄 蝶野雨緑                | 蝶野雨緑                         | |
| 15                               | 斉木楠雄の遭難                   | 2015年10月3日                    | 978-4-08-880462-0                | 斉木楠雄 照橋心美 梨歩田依舞     | 梨歩田依舞                       | 照橋心美のΨ難                                                                                            |
| 16                               | 超能力にはΨ心の注意を            | 2016年1月4日                     | 978-4-08-880582-5                | 斉木楠雄 入達遊太                | 入達遊太                         | |
| 17                               | 集う! PK学園Ψキッカーズ          | 2016年4月4日                     | 978-4-08-880652-5                | 斉木楠雄 相卜命                  | 相卜命                           | |
| 18                               | 佐藤ひろしの災難                 | 2016年7月4日                     | 978-4-08-880728-7                | 斉木楠雄 佐藤ひろし              | 佐藤ひろし                       | |
| 19                               | 野球部をΨ建せよ!                 | 2016年10月4日                    | 978-4-08-880791-1                | 斉木楠雄 アンプ 小力2号          | アンプ                           | |
| 20                               | 海藤兄弟のΨ難                    | 2016年12月31日                   | 978-4-08-880887-1                | 斉木楠雄 斉木熊五郎 斉木久美     | 斉木熊五郎                       | |
| 21                               | Ψ眠能力でなりすませ!             | 2017年4月4日                     | 978-4-08-881047-8                | 斉木楠雄 明智透真                | 明智透真                         | |
| 22                               | すれ違い男女交Ψ                  | 2017年7月4日                     | 978-4-08-881180-2                | 燃堂力 燃堂緑 竹内力             | 燃堂緑                           | |
| 23                               | 非日常な過去をΨ工せよ            | 2017年10月4日                    | 978-4-08-881211-3                | 海藤瞬 海藤の母 海藤空 海藤時    | 海藤の母                         | |
| 24                               | 完全Ψ現!? 楠Ω                    | 2018年1月4日                     | 978-4-08-881315-8                | 斉木楠雄 井口工                  | 井口工                           | |
| 25                               | 激突! Ψキックバトル              | 2018年4月4日                     | 978-4-08-881377-6                | 斉木楠雄 鈴宮陽衣                | 鈴宮陽衣                         | 青少年有害環境規制法                                                                                     |
| 26                               | 斉木楠雄のΨ後                    | 2018年8月3日                     | 978-4-08-881539-8                | 斉木楠雄 (制御装置、眼鏡なし)    | 高橋                             | 4コマセレクション 斉木楠雄のΨ起動                                                                        |

### 小説
本編の後日談や一部設定の掘り下げなどが描かれている。1巻は読者の反応も良く重版もかかった。本編単行本と同時に発売されており、表紙も繋がるようにできている。
- ひなたしょう『斉木楠雄のΨ難 EXTRA STORY OF PSYCHICS』〈ジャンプ ジェイ ブックス〉、全2巻。
  1. 2013年5月2日発売[集 28]、ISBN 978-4-08-703289-5
  2. 2014年7月4日発売[集 29]、ISBN 978-4-08-703321-2

### その他
- 『斉木楠雄のΨ難 超能力エクサΨズ』 〈ジャンプ・コミックス〉 2013年12月4日発売[集 30]、ISBN 978-4-08-880090-5 ※『LEGEND TOWER』併録。
- 『斉木楠雄のΨ難 左脇腹町防Ψハンドブック』 〈ジャンパック〉 2015年8月4日発売[集 31]、ISBN 978-4-08-908247-8